# Église Saint-Gervais-Saint-Protais de Paris
Pour les articles homonymes, voir Église Saint-Gervais-Saint-Protais et Église Saint-Gervais.
L'église Saint-Gervais-Saint-Protais de Paris, généralement connue sous le nom d'église Saint-Gervais, est située sur la place Saint-Gervais, dans le quartier Saint-Gervais, auxquels elle donne leurs noms, dans le 4e arrondissement, à l'est de l'Hôtel de Ville.
Depuis 1975, les offices sont célébrés par les Fraternités monastiques de Jérusalem, qui rassemblent des moines et moniales, qui vivent l'esprit de la solitude monastique au cœur des grandes villes.

## Historique

### Première église

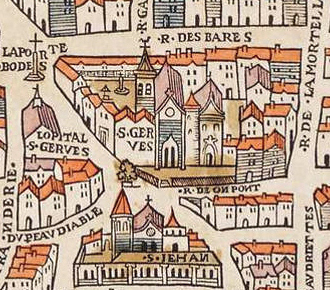
Église Saint-Gervais-Saint-Protais sur le plan de Truschet et Hoyau (v. 1550).

Elle est bâtie sur les fondations du premier lieu de ̩culte connu de la rive droite à Paris, une basilique fondée entre 387 et 576 à côté d’un cimetière gallo-romain sur le monceau Saint-Gervais, butte non inondable dans un territoire marécageux. Elle est également la plus ancienne paroisse en dehors de la première cathédrale de l'île de la Cité, datant probablement de la deuxième moitié du XIe siècle.
L'église est mentionnée dans le testament d'Ermintrude (estimé fin VIe siècle) : baselicae Domni Gervasi, anolo aureo, nomen meu[m i]n se habentem scribtum, (« basilique saint Gervais, avec un anneau d'or, et mon nom écrit dessus »).
Le duo des saints Gervais et Protais est très populaire à l'époque de la fondation de cette église, et on compte de nombreuses autres sous leur invocation au cours de cette période (aux alentours du XVIe siècle).

### Église actuelle
La construction de l'église actuelle, commencée en 1494, s'est déroulée sur une période de 150 ans environ. Des dates laissées par les artisans en rappellent la progression. La chapelle de la Vierge est achevée en 1517, le chœur en 1540 et le transept en 1578. Après une longue période d'interruption, probablement causée par les guerres de Religion, la nef est réalisée entre 1600 et 1620, juste avant la façade ouest.
Cette façade, due à l'architecte Salomon de Brosse, est construite de 1616 à 1621. Le jeune François Mansart en a reproduit les deux niveaux supérieurs (ionique et corinthien) sur la façade de l'église conventuelle des Feuillants (1623-1624).
L'église est classée au titre des monuments historiques en 1862, par le biais de la liste éponyme.
Le 29 mars 1918, un obus allemand tiré par un canon de type Pariser Kanonen, improprement appelé Grosse Bertha tomba sur l'église tuant 92 personnes et en blessant 68 autres. L'obus pulvérisa le toit de la nef pendant l'office du Vendredi saint. Ce fut le bombardement le plus meurtrier de la guerre. Quelques traces de cet événement subsistent sur le pilier à l'angle ouest de la nef et du transept sud.
L'église fut restaurée une première fois sous la maîtrise d'œuvre de l'architecte Baltard entre 1827 et 1844, puis une nouvelle fois entre 1863 et 1869, avec notamment la réfection des chapelles (décor) et des vitraux. Des travaux furent encore entrepris en 1957 et plus récemment vers 2000, en 2013 et en 2022 (clocher et transept Nord).
En 1975, la paroisse est confiée à Pierre-Marie Delfieux par le cardinal Marty, afin qu'il y établisse les Fraternités de Jérusalem. En 2015, sept frères et quinze sœurs sont installés dans le monastère attenant à l'église.
Les offices monastiques en direct de l’église avec les Fraternités monastiques de Jérusalem sont diffusés sur la chaîne chrétienne KTO.

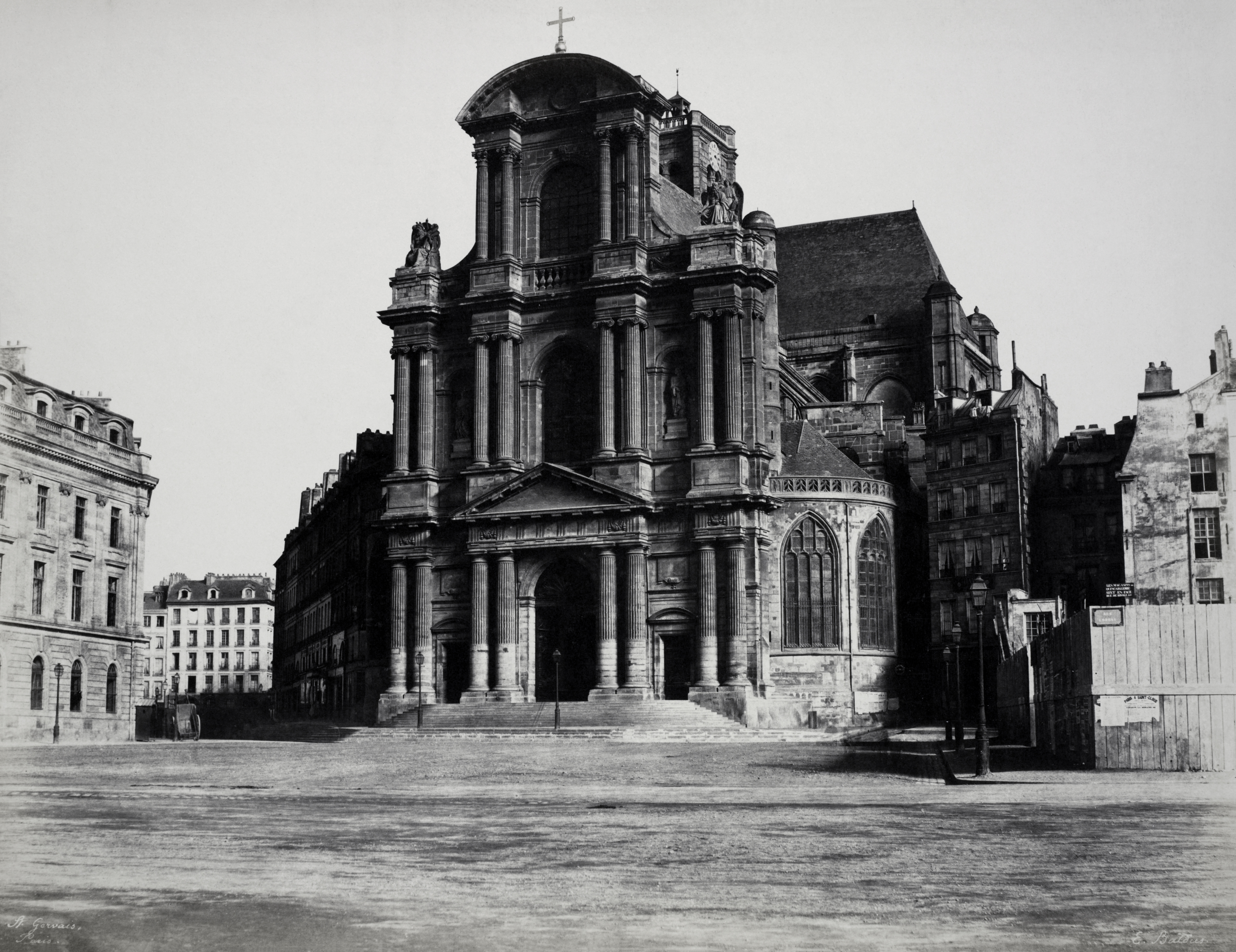
Vue de la façade au milieu du XIXe siècle (photographie d'Édouard Baldus, entre 1852 et 1857).
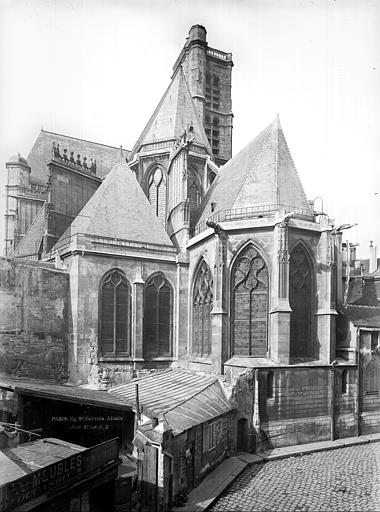
Chevet en 1887 (Jean Eugène Durand, photographe).
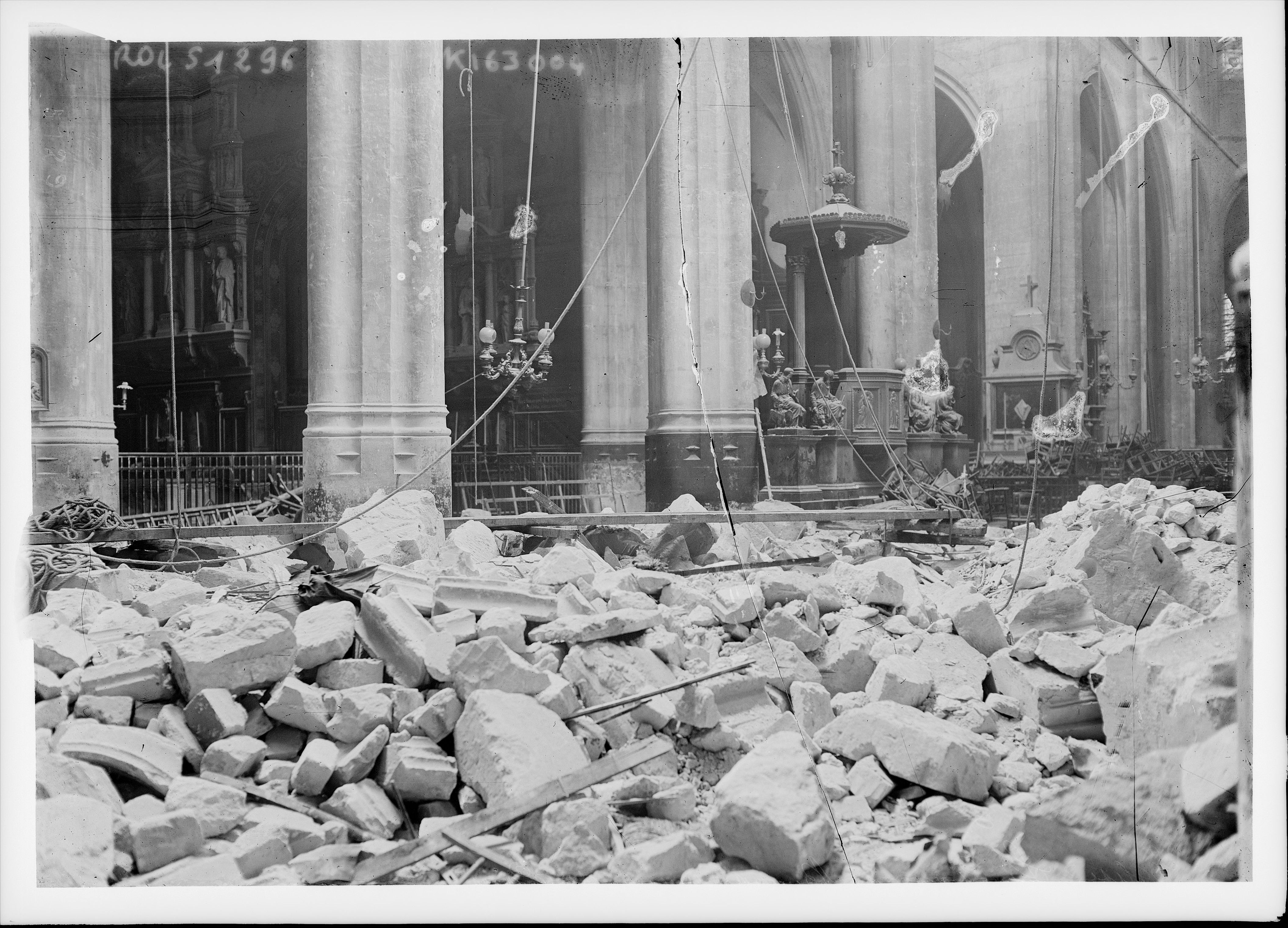
Intérieur de l'église après le bombardement du 29 mars 1918.
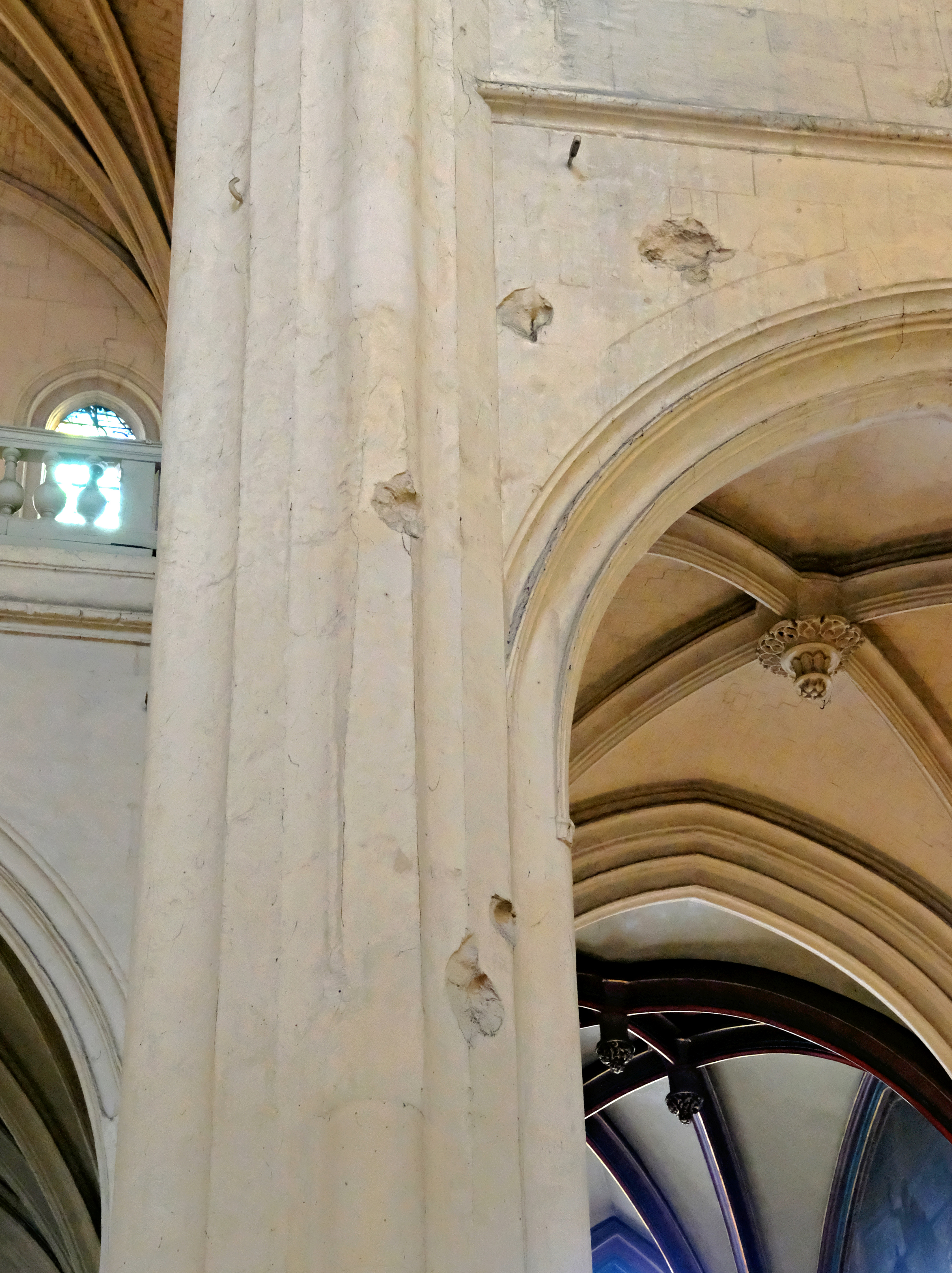
Traces toujours visibles du bombardement.

## Liste des curés
Liste des curés de Saint-Gervais du Concordat à nos jours :
- 1802-1812 : Antoine Chevalier
- 1812-1814 : Pierre de La Rue
- 1815-1823 : Jean-Baptiste Frasey
- 1823-1824 : Martin Casset
- 1824-1827 : Étienne Hunot
- 1827-1831 : Pierre Haumet
- 1831-1847 : Gabriel Rouvières
- 1847-1853 : Jean-Baptiste Leve
- 1853-1865 : Guillaume Chenailles
- 1865-1873 : Claude Borel
- 1873-1902 : Joseph De Bussy (frère de Louis de Bussy)

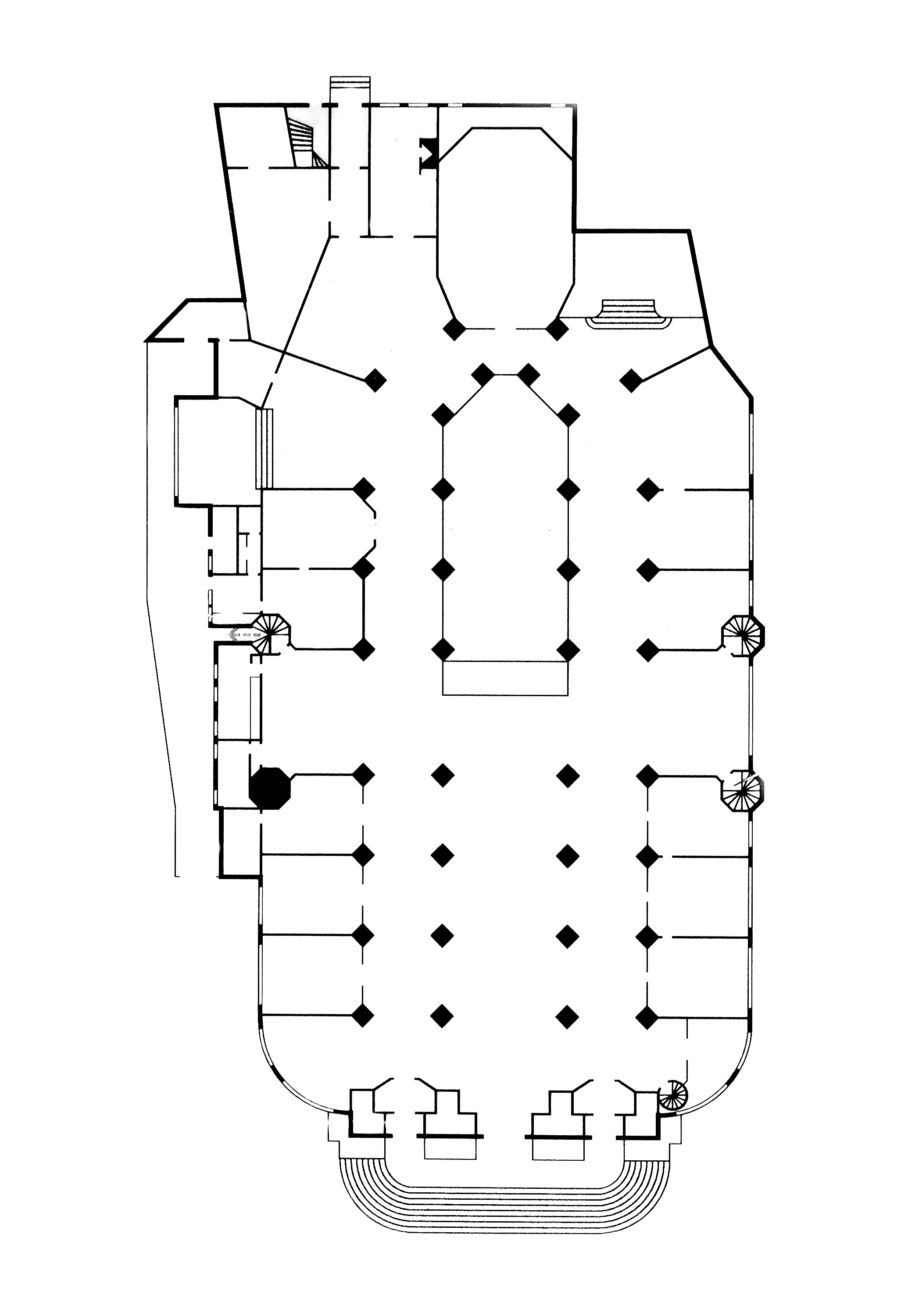
Plan de l'église (Est en haut).

- 1902-1907 : Auguste Mailles
- 1907-1929 : Marcel Gauthier
- 1929-1948 : Louis Brochard
- 1948- : René Laine

## Description

### Architecture

#### Plan
L'église relève d'un plan allongé avec transept non saillant. Elle possède une tour-clocher avec abat-sons jouxtant le chœur. Ce dernier, entouré d'un déambulatoire bordé de chapelles, est composé de quatre travées tout comme la nef. Si l'architecture de l'église Saint-Gervais est d'aspect globalement gothique, la façade est en revanche inspirée par le classicisme français.

#### Extérieur
L'église reste encore relativement insérée dans le milieu urbain ; la façade Est n'est visible que du sud-est et celles du Nord et du Sud sont masquées par des constructions. La façade sud est toutefois accessible par une voie qui la longe : le passage du Gantelet.

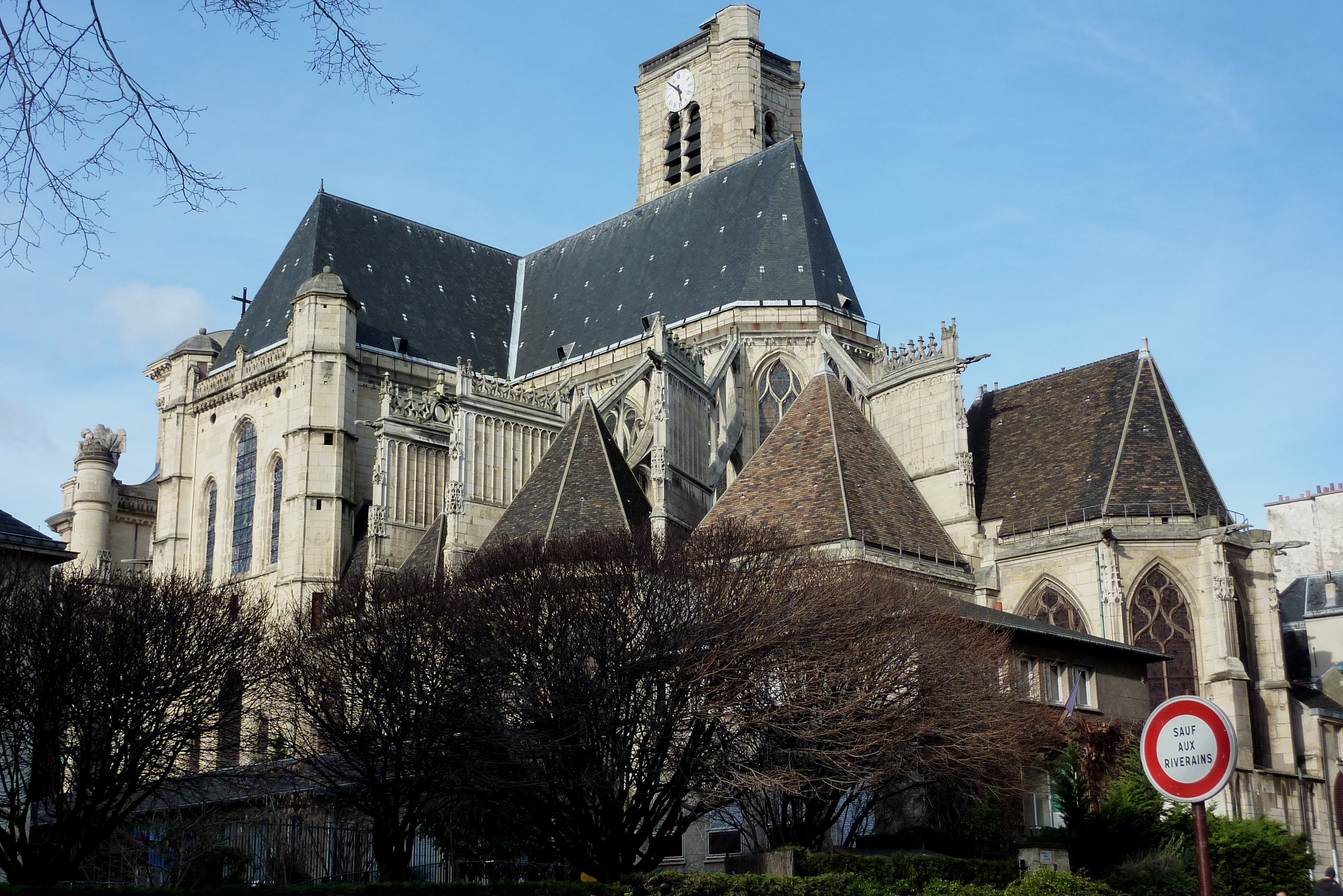
Église Saint-Gervais-Saint-Protais vue du sud-est.
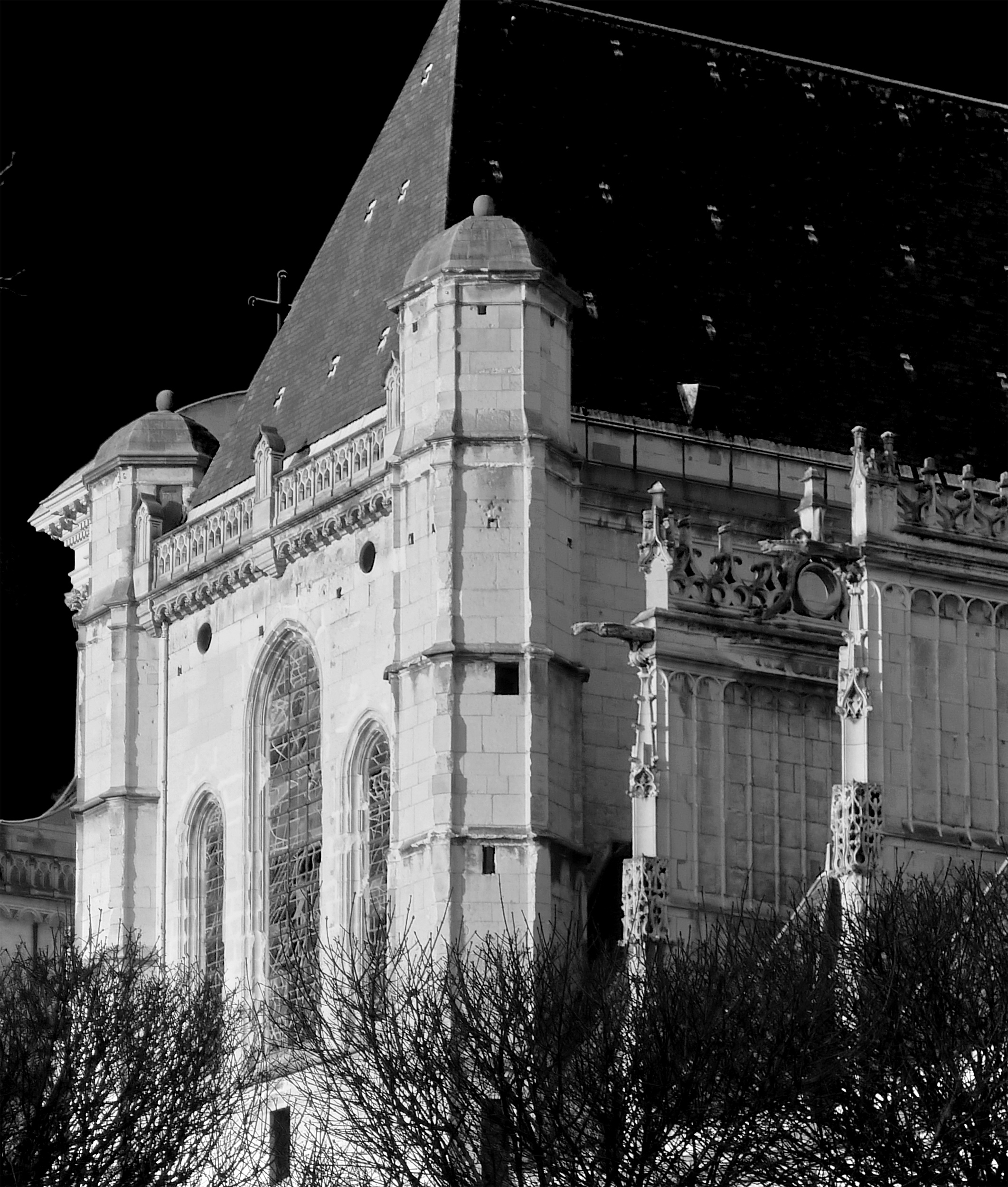
Détail du transept sud.
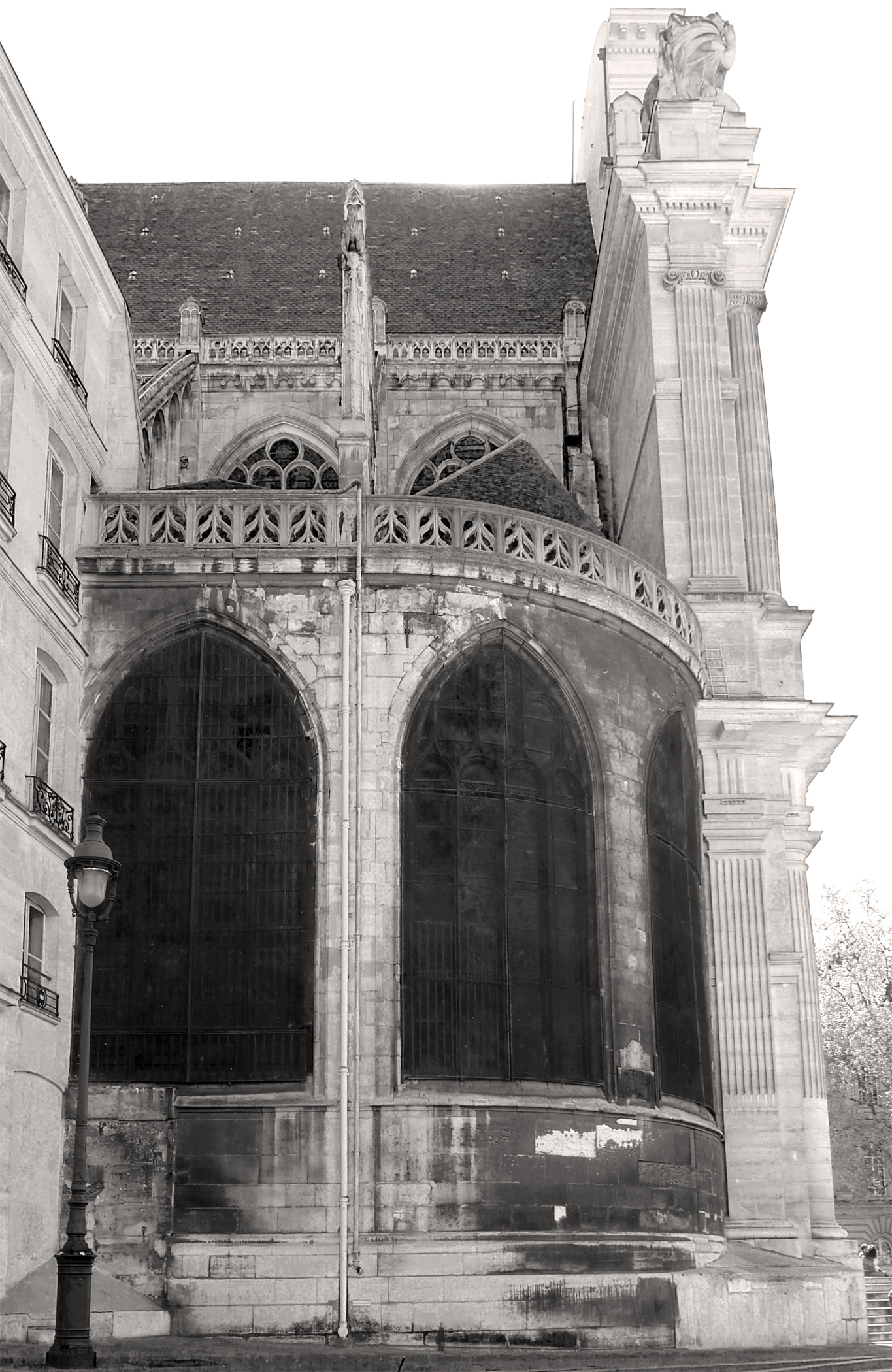
Partie nord visible.
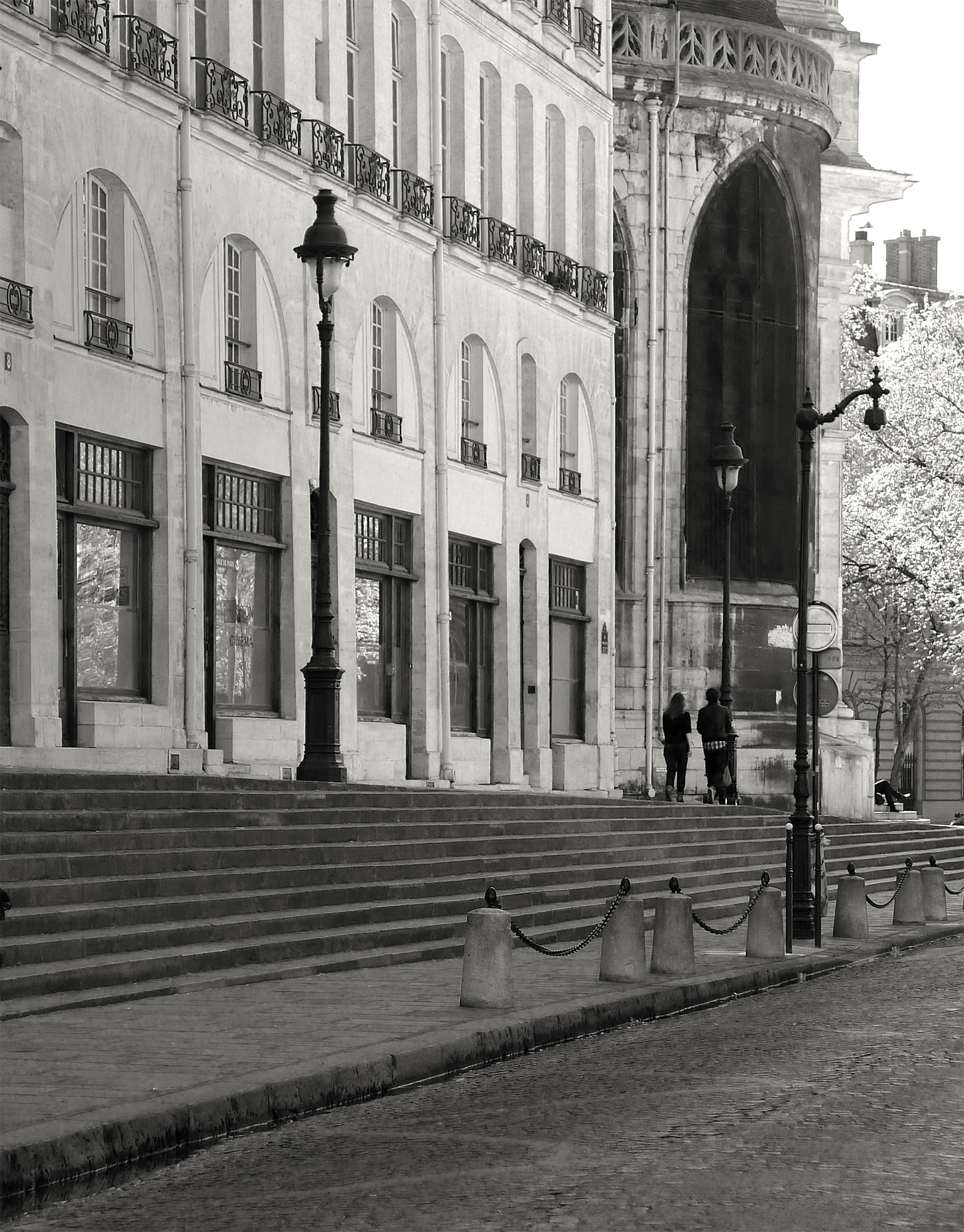
La plus grande partie de la façade nord est masquée par des bâtiments de la rue François-Miron.

Sur une des deux tourelles  d'angle du transept sud, se trouvent deux cadrans solaires verticaux. Un troisième cadran est installé sur la tour clocher.

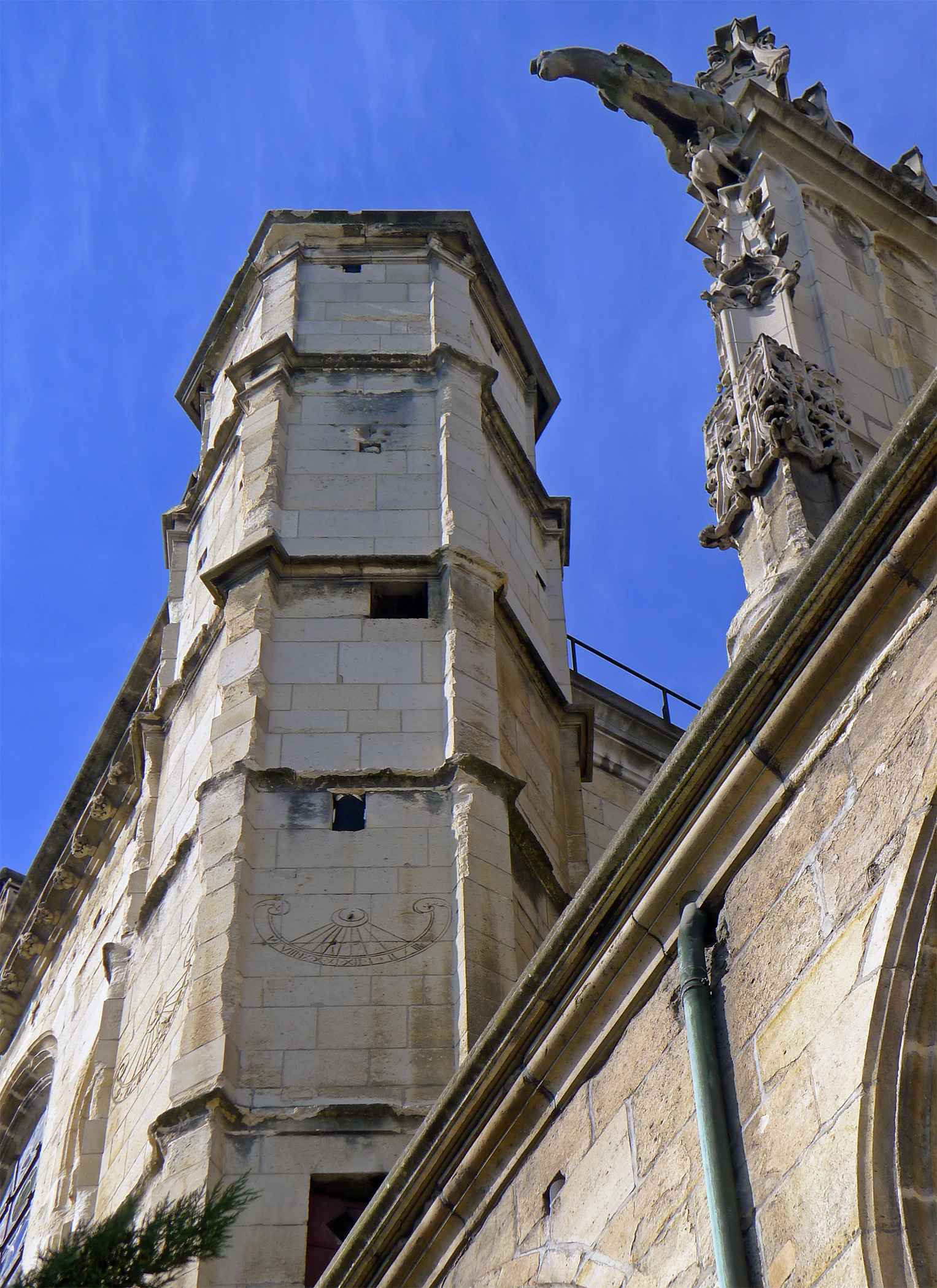
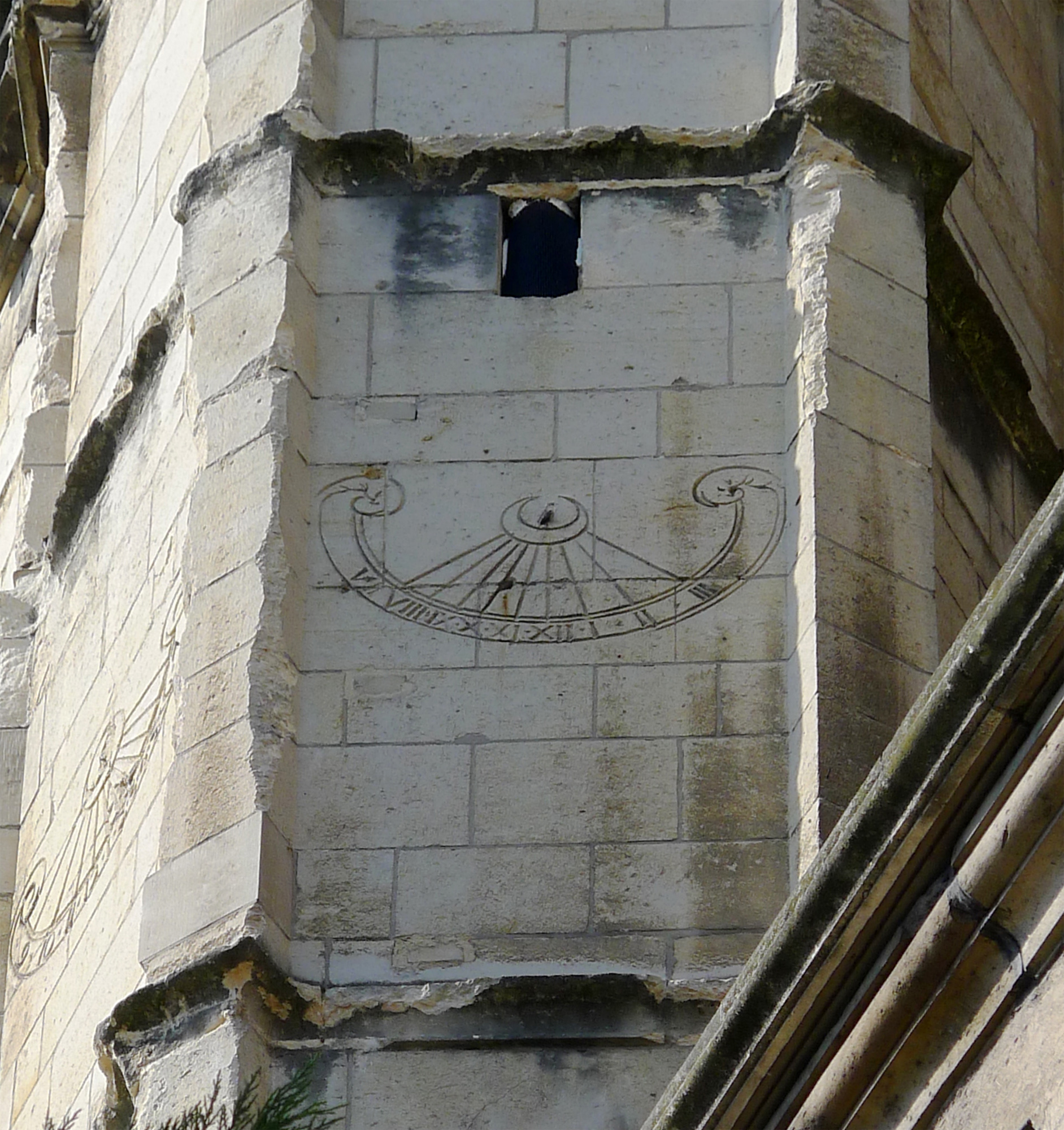

Seule, la face ouest est bien dégagée depuis l'agrandissement de la place adjacente au XIXe siècle. Réalisée entre 1616 et 1620 par l'architecte Clément II Métezeau et le maître maçon Claude Monnart, ce dernier s'en inspire pour concevoir la façade occidentale de la cathédrale Saint-Étienne de Châlons. Cette façade, qui donne sur la place Saint-Gervais et son orme, se compose d’un corps central à trois niveaux et de deux ailes à deux niveaux seulement : le rez-de-chaussée est orné de colonnes doubles et cannelées. Le premier étage qui reprend le même agencement est orné de niches abritant la statue de saint Gervais sculptée par Antoine-Auguste Préault et de saint Protais par Antonin Moine. Le dernier étage est formé d’un grand Fronton (architecture)fronton curviligne en partie évidé, contrebuté par des ailerons. Les deux ailes sont couronnées de la statue de saint Matthieu et saint Jean l'Évangéliste. Pour rattacher la façade à la nef gothique, large et élancée, l'architecte a ajouté une travée et érigé une chapelle en quart de cercle ogival aux extrémités. Cette façade présente la particularité de disposer des colonnes des 3 ordres : dorique au rez-de-chaussée, ionique au premier étage, corinthien au second étage. Annonçant un style nouveau en France, le classicisme, il s'agit de la première façade d'une église monumentale à reprendre le vocabulaire classique des ordres selon la mode à l'antique qui prévalait aux XVIe et XVIIe siècles.

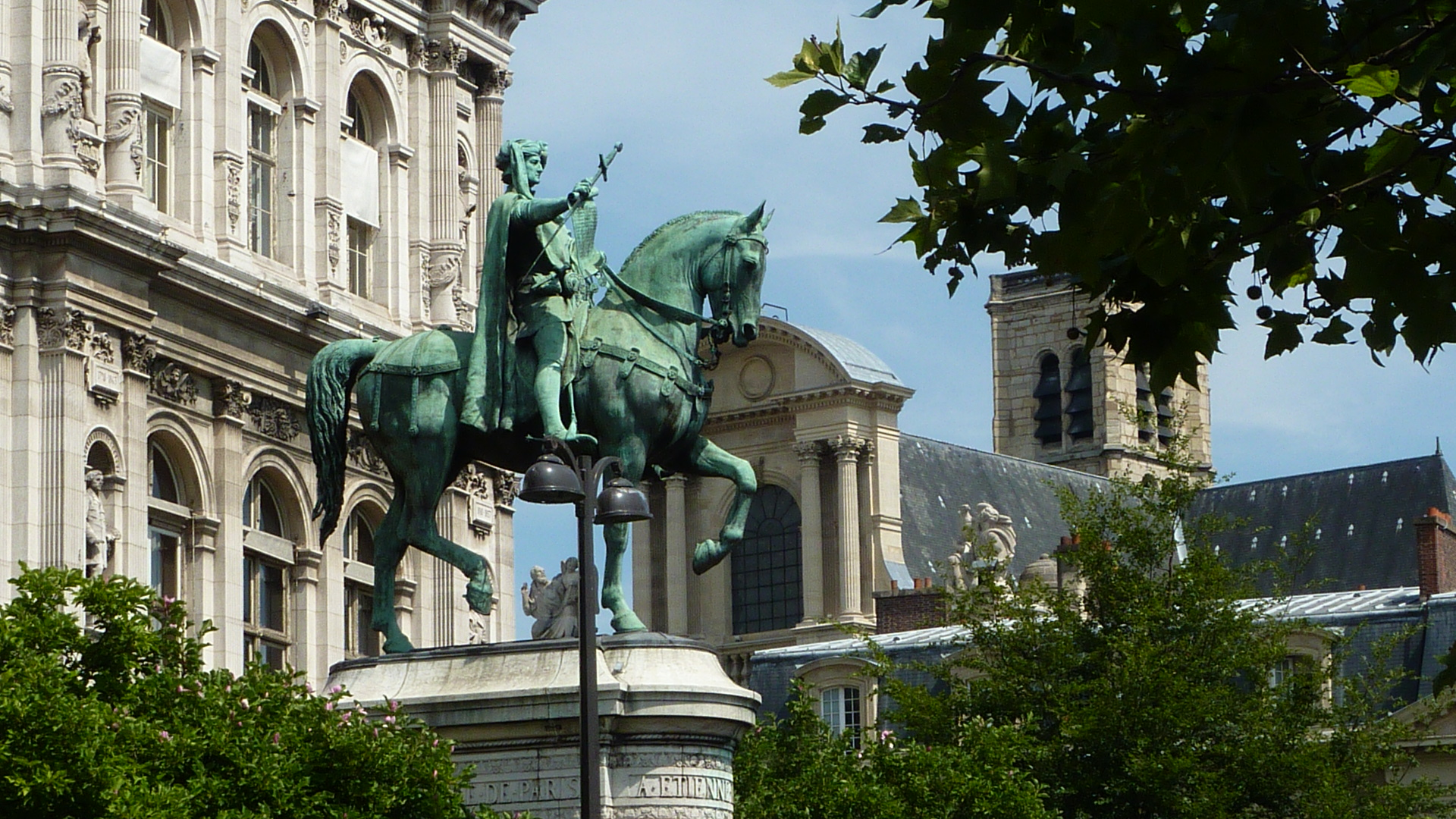
Statue équestre d'Étienne Marcel.
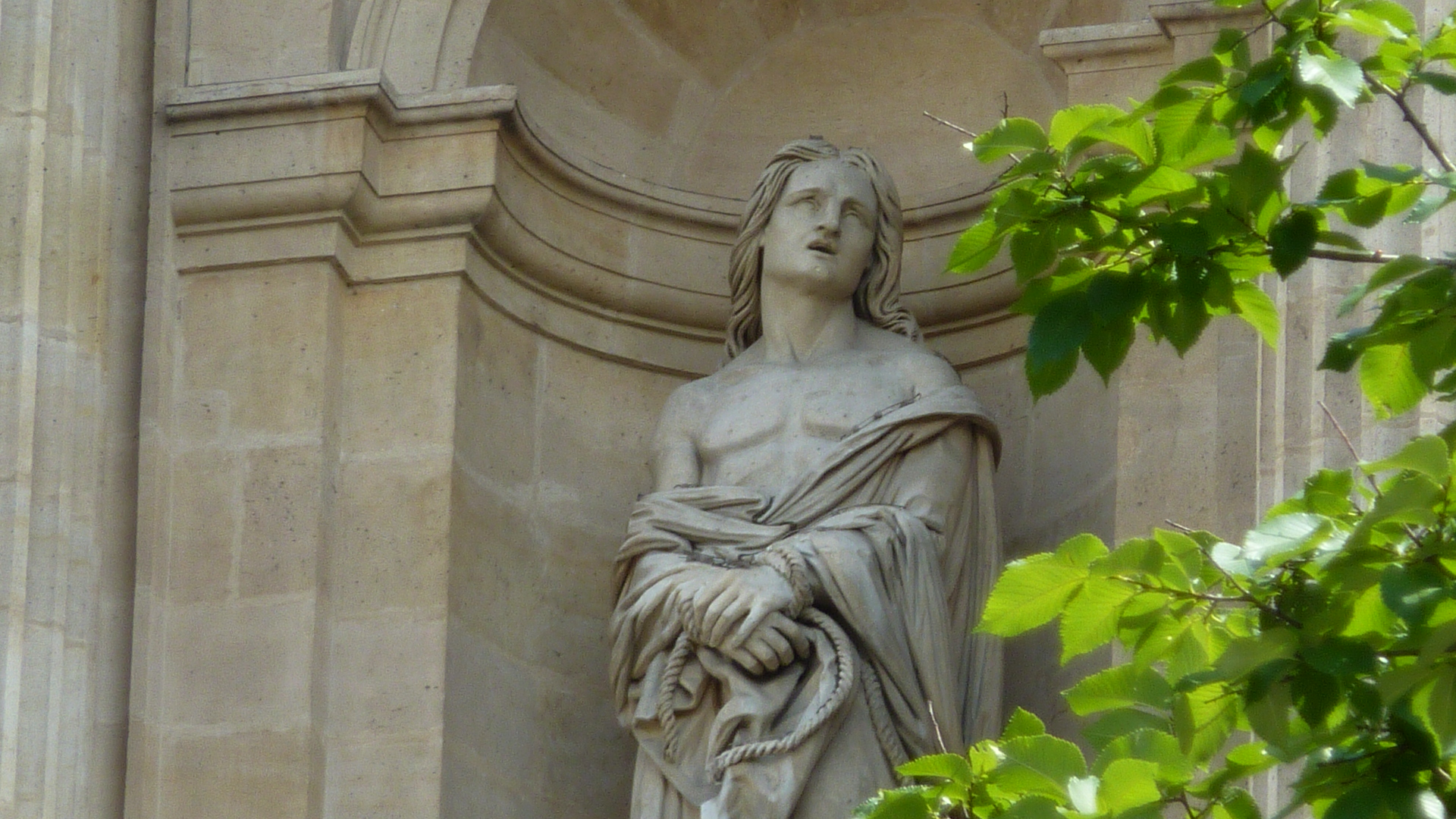
Détail de la façade.

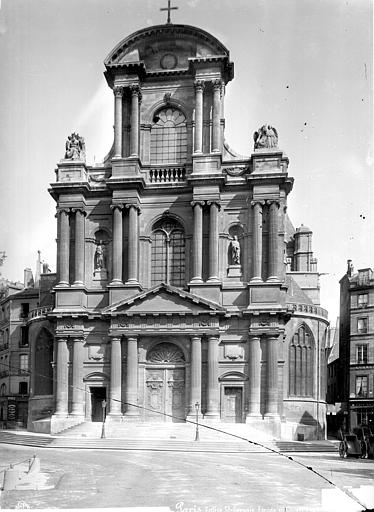
Façade ouest en 1892.
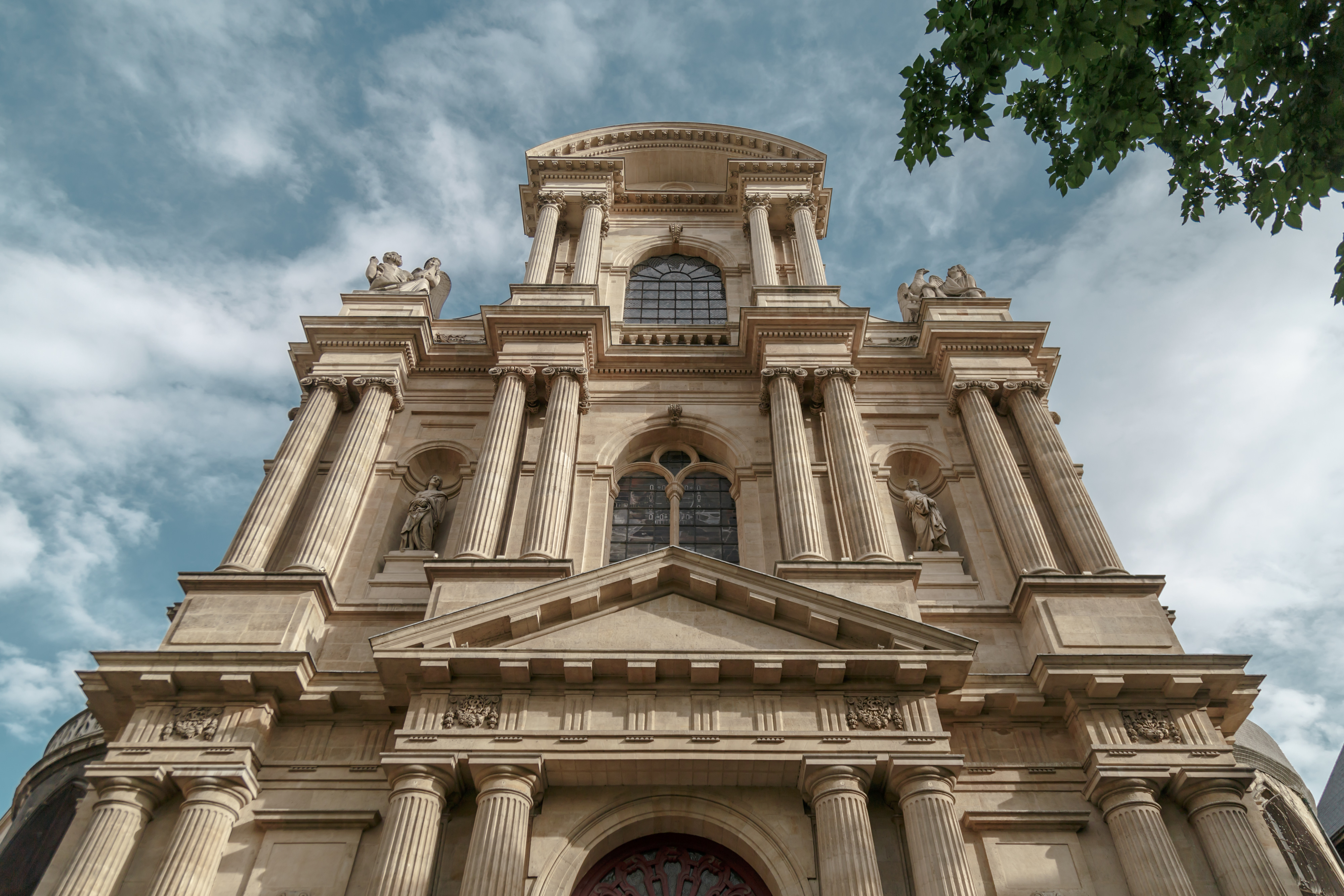
Façade à trois ordres.
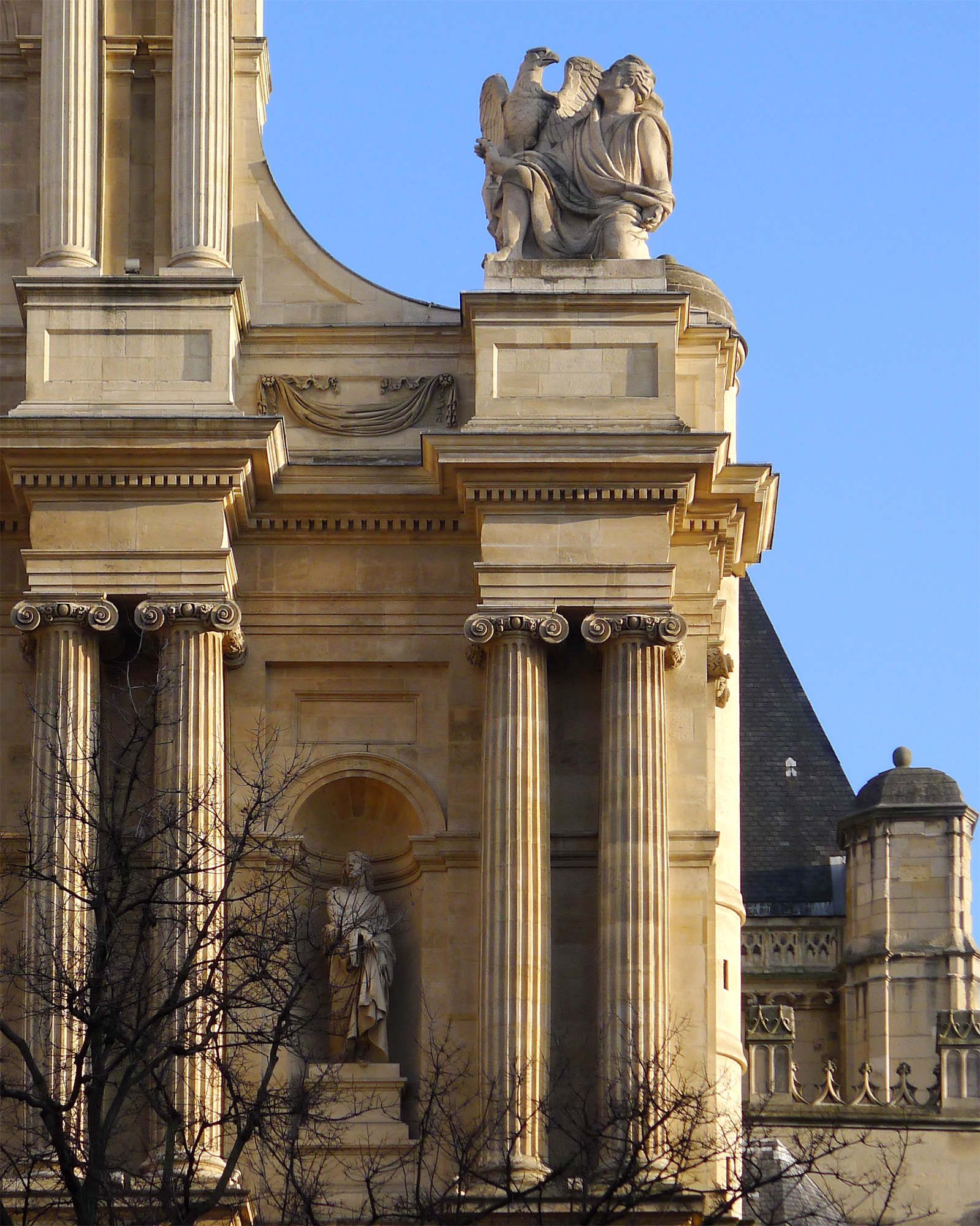
Détail.
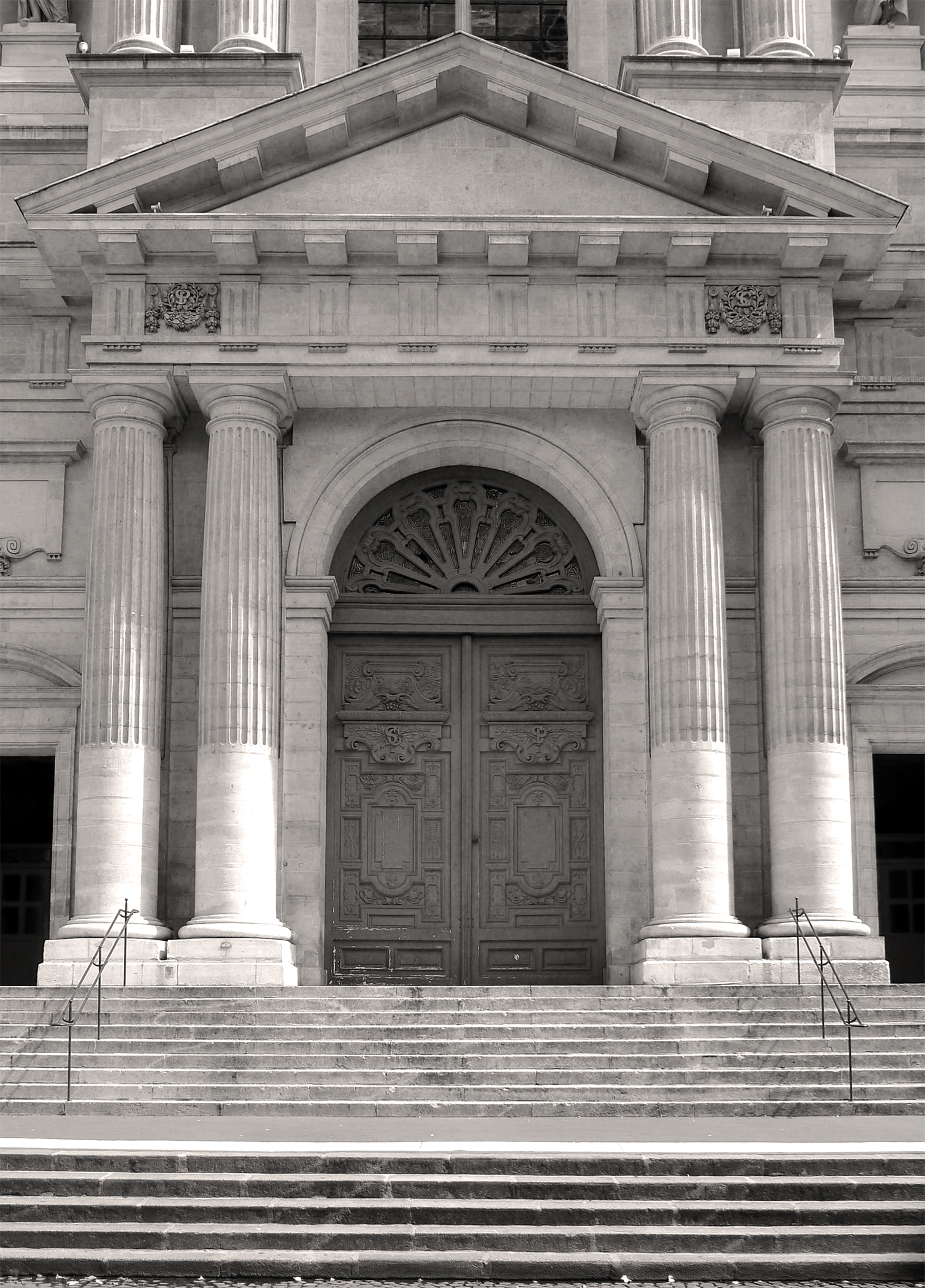
Portique principal.

Le clocher de l'église est un des points hauts du centre du Paris ; de nombreuses vues de la ville ont été prises de son sommet, notamment la célèbre carte postale Vue des sept ponts.

#### Intérieur
Globalement, l'intérieur de l'église relève du gothique tardif. On trouve deux niveaux d'élévation avec de grandes arcades en arcs brisés et des fenêtres hautes à remplages. L'église Saint-Gervais-Saint-Protais de Paris possède une voûte à liernes et tiercerons à la croisée du transept et quadripartite dans la nef.

##### Chœur

Chœur
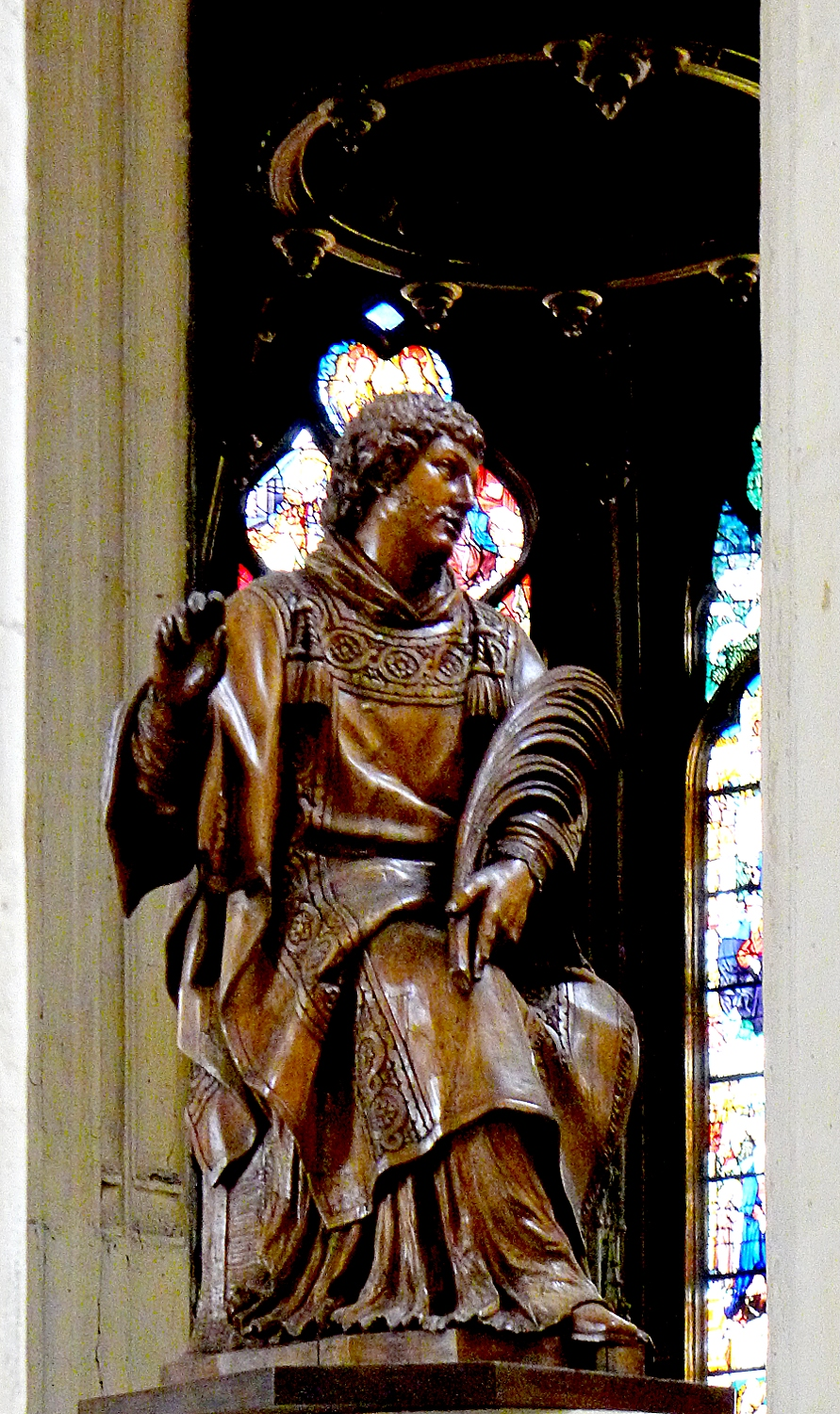
Saint Protais - Bois, 1625 (Michel Bourdin).
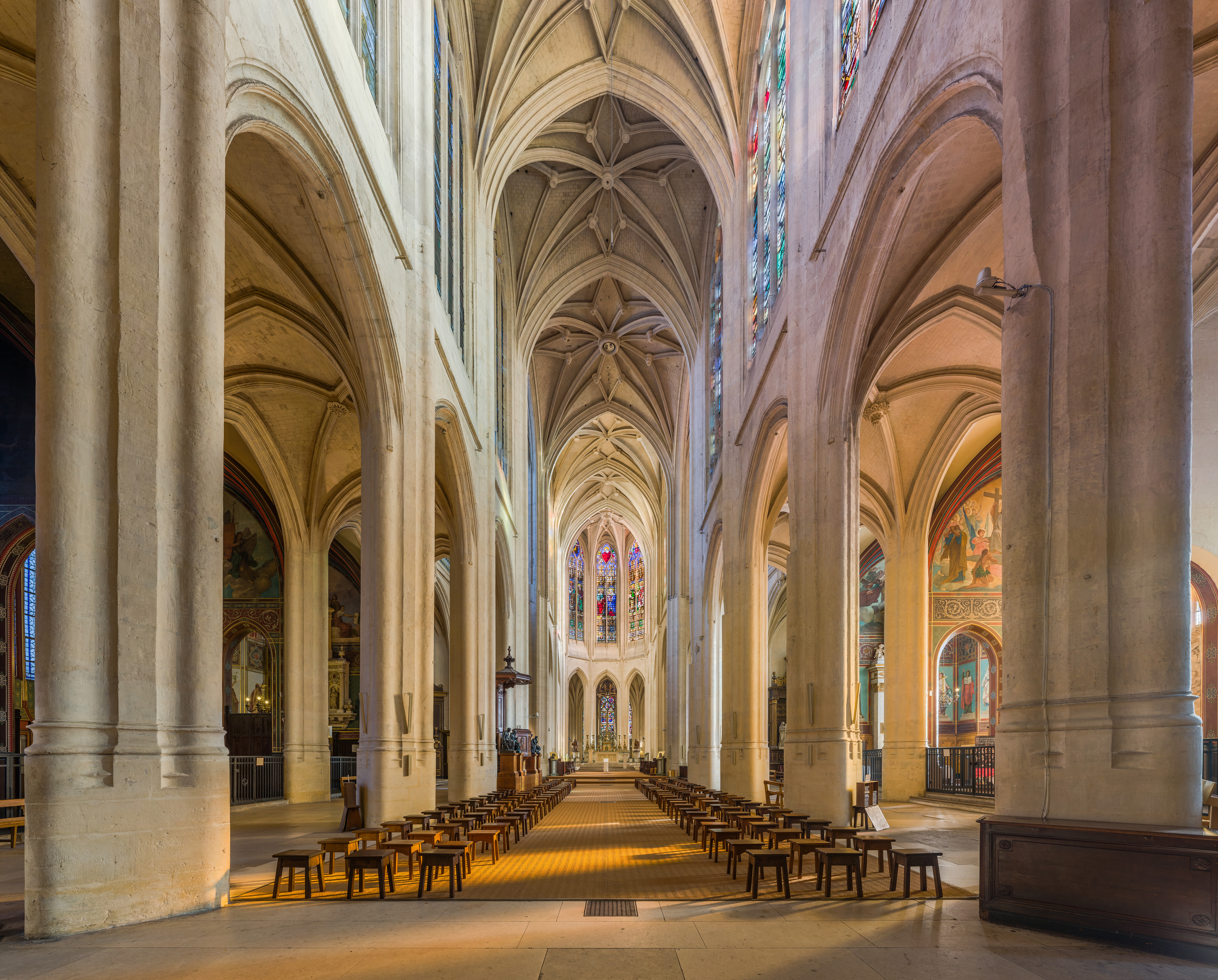
Chœur.
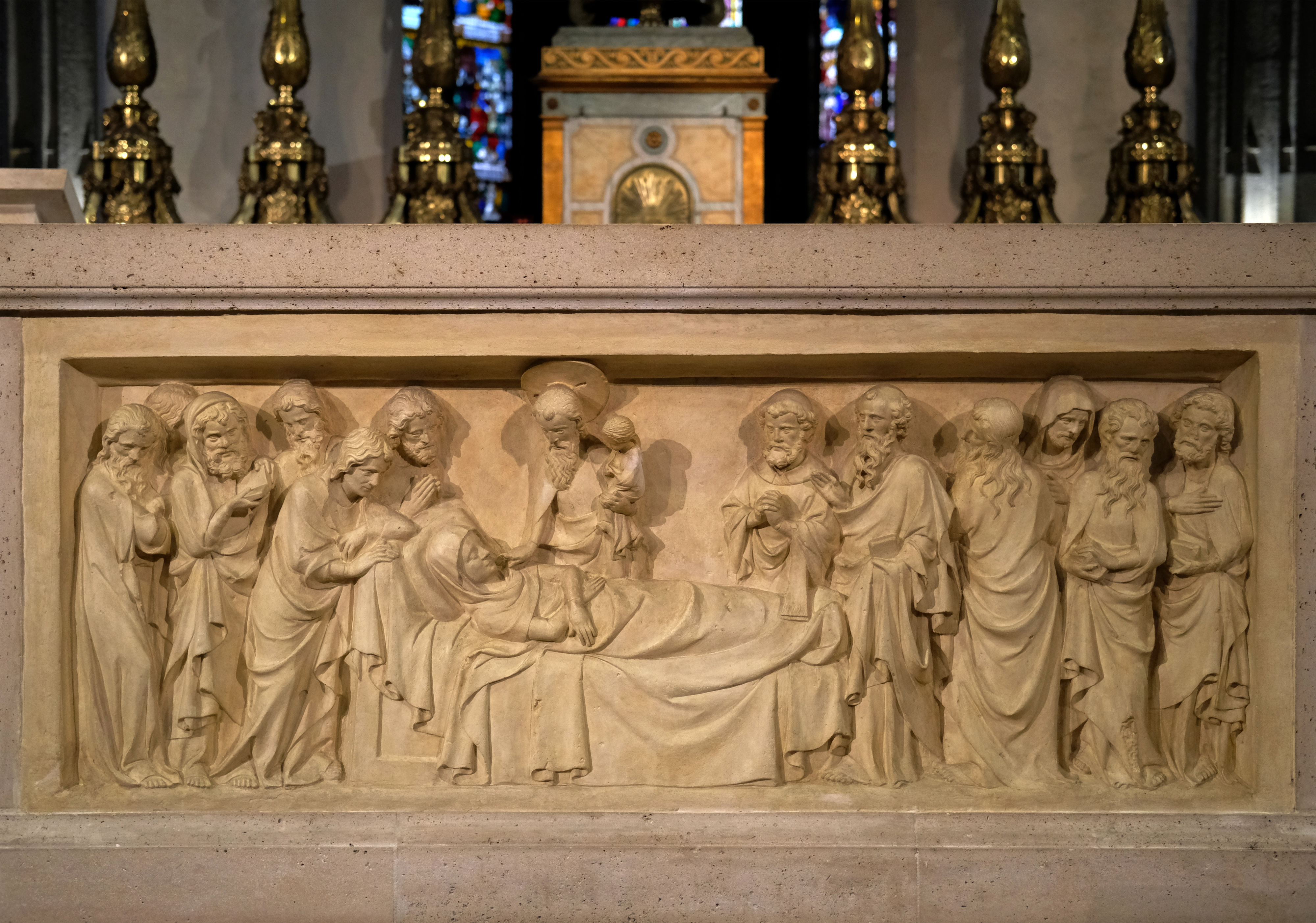
Bas-relief de l'autel.
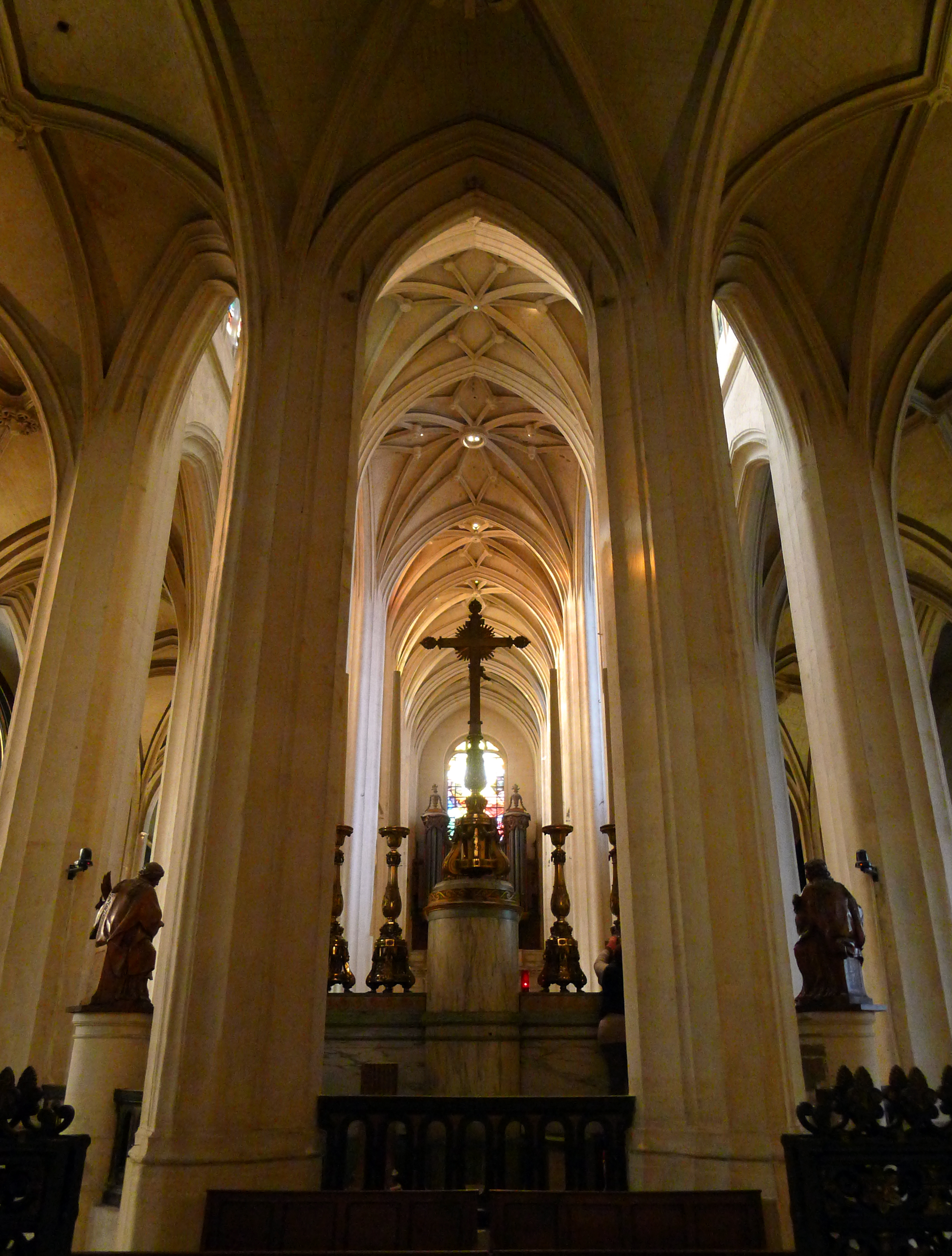
Chœur vue du déambulatoire.
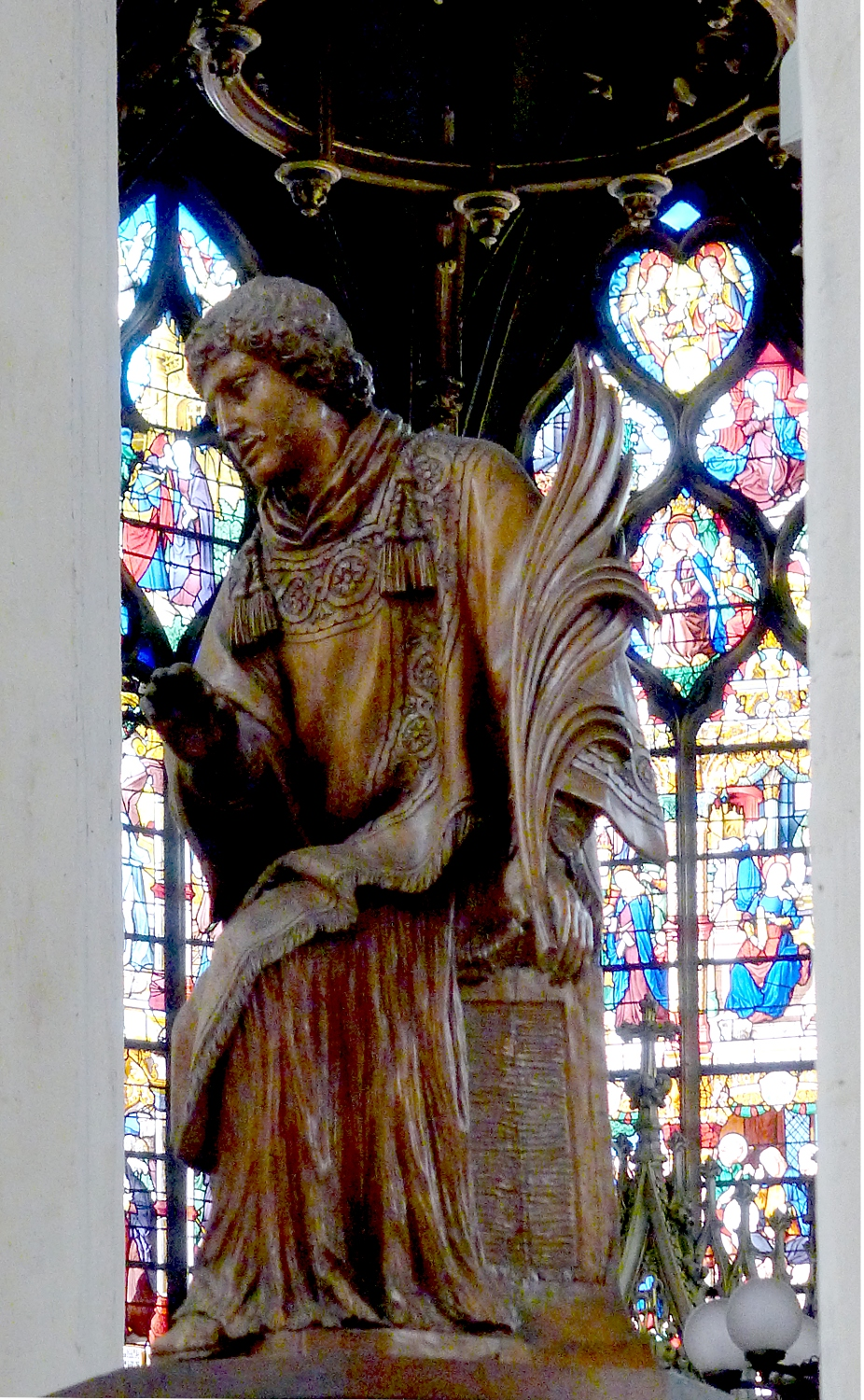
Saint Gervais - Bois, 1625.

##### Nef

Nefs
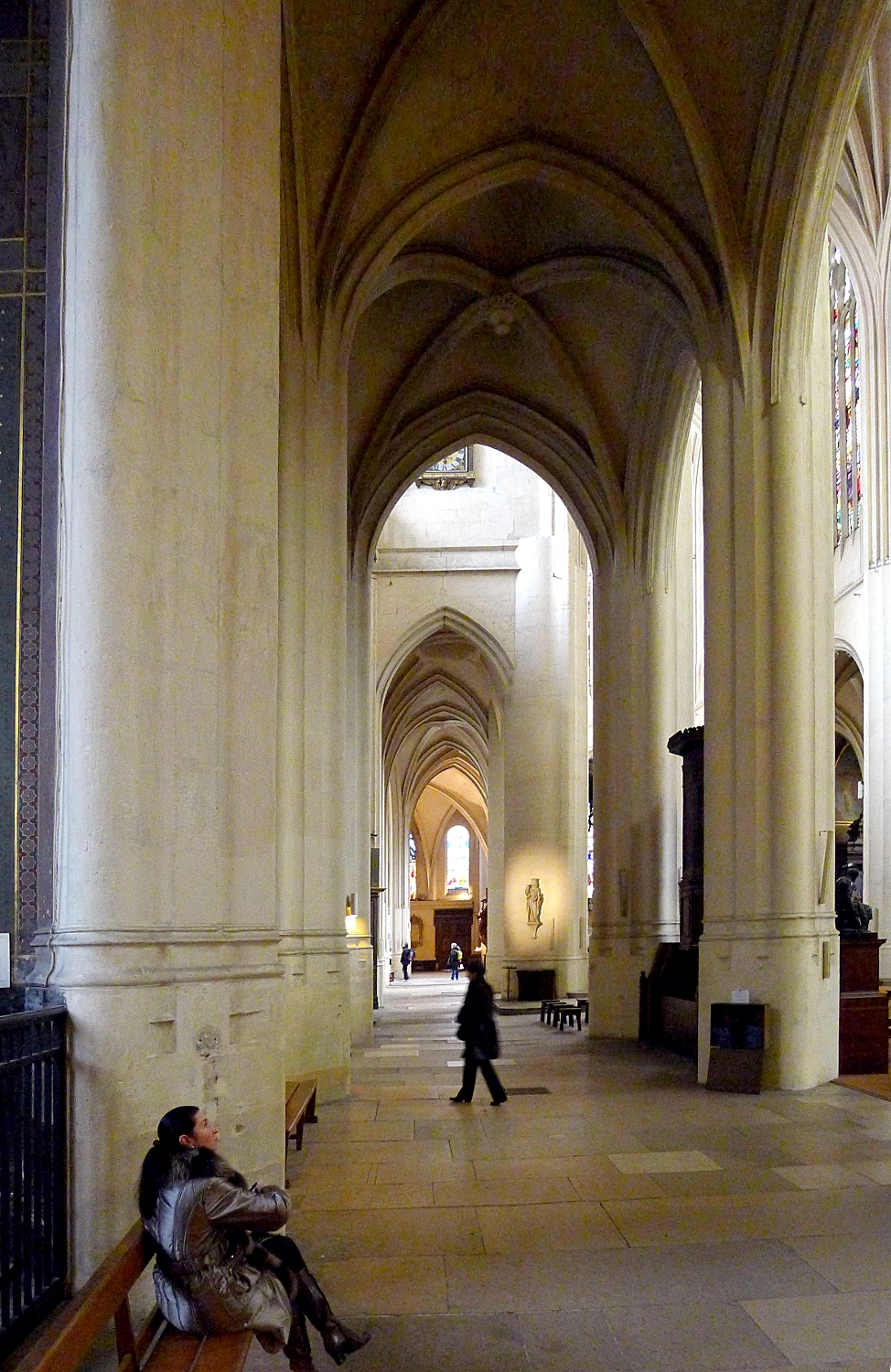
Nef gauche.
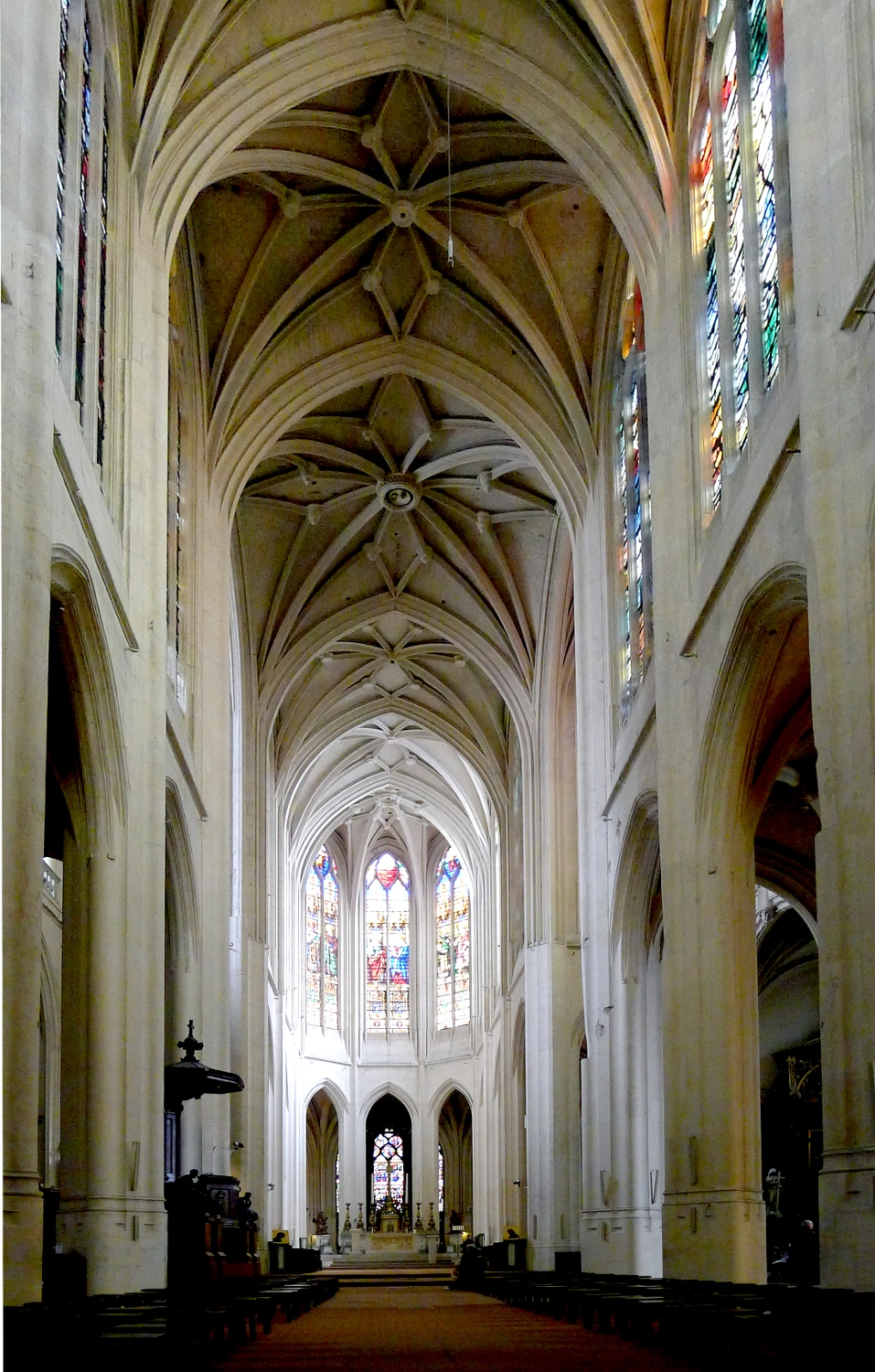
Nef centrale.
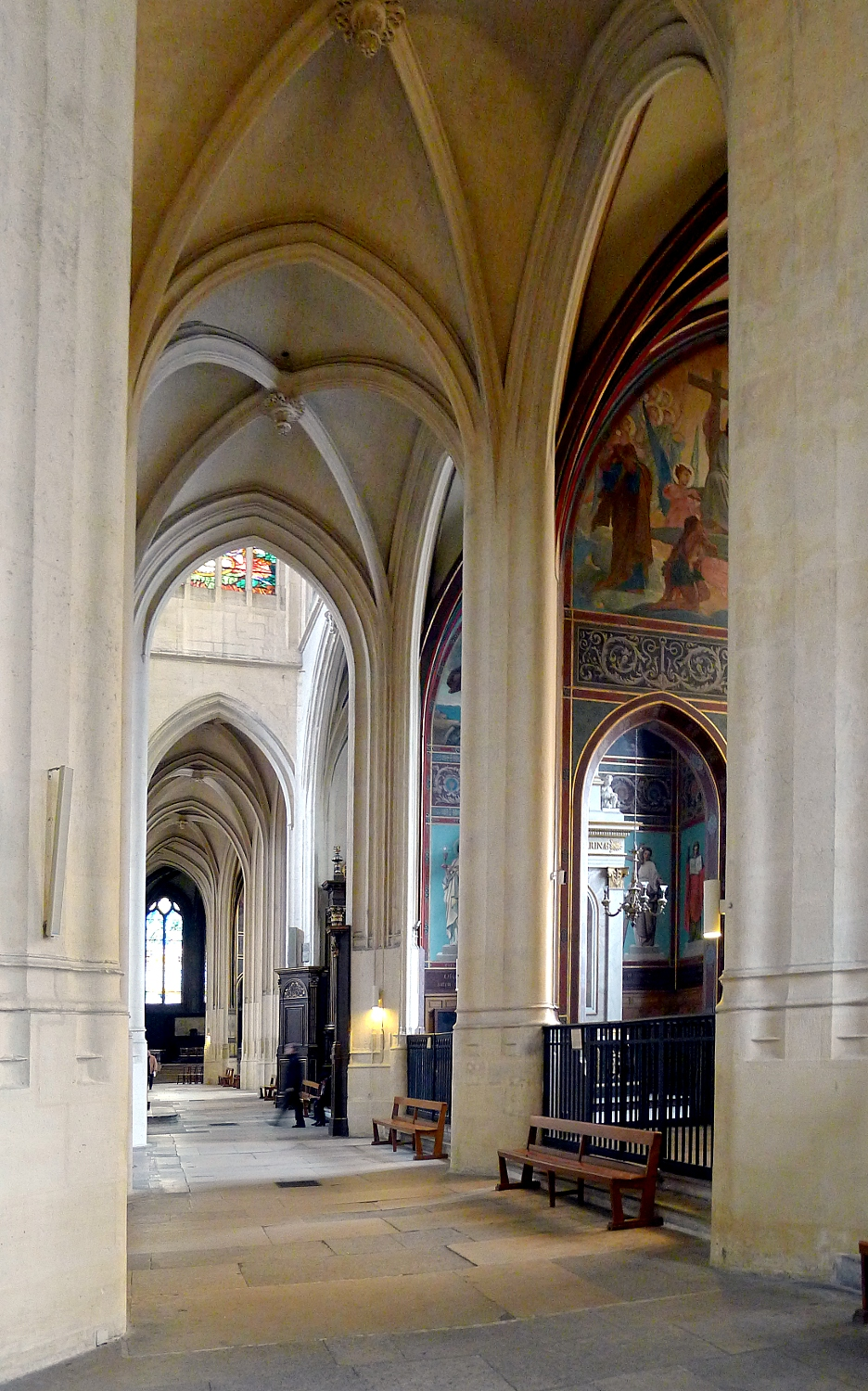
Nef droite.
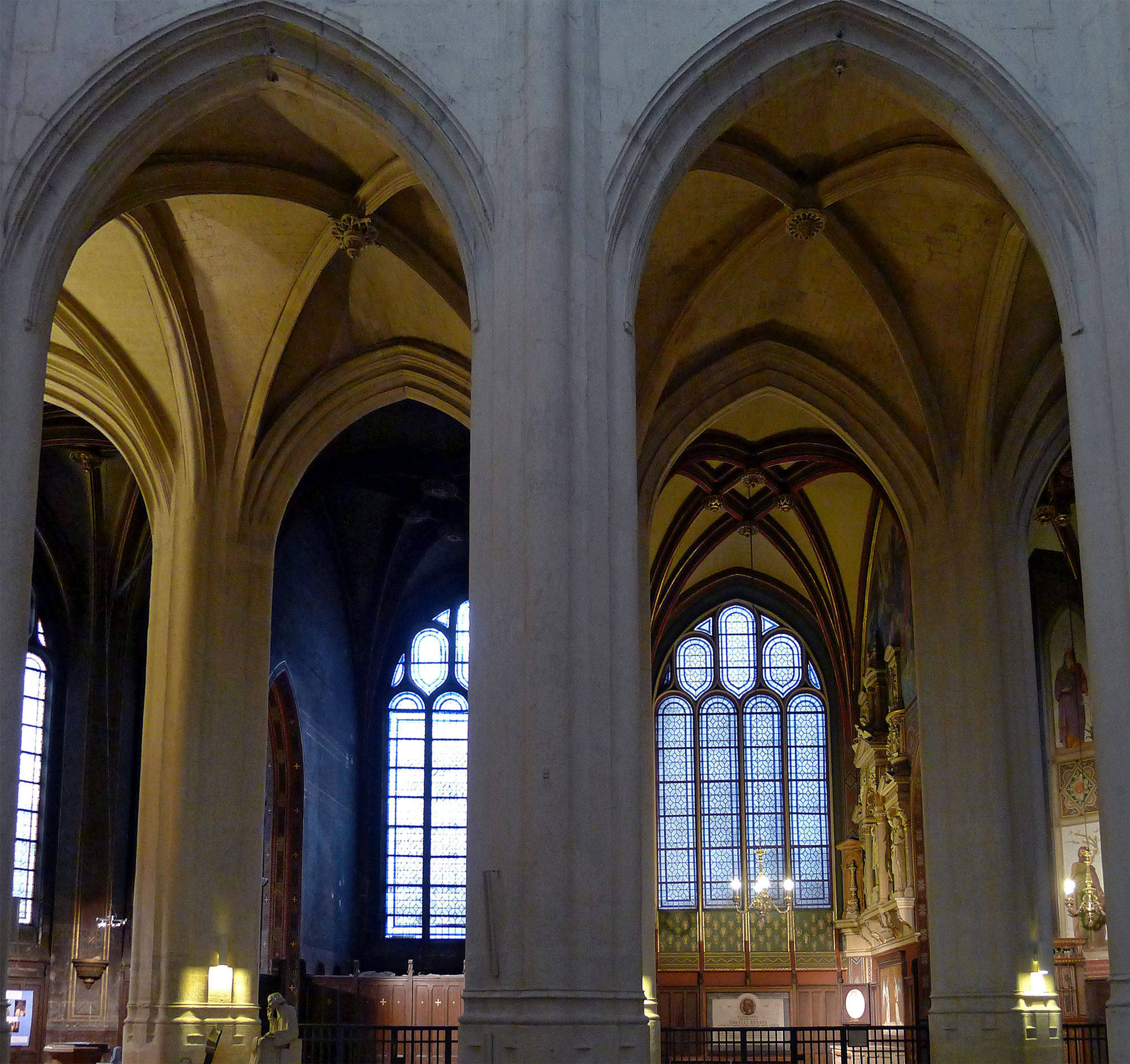
Travées.
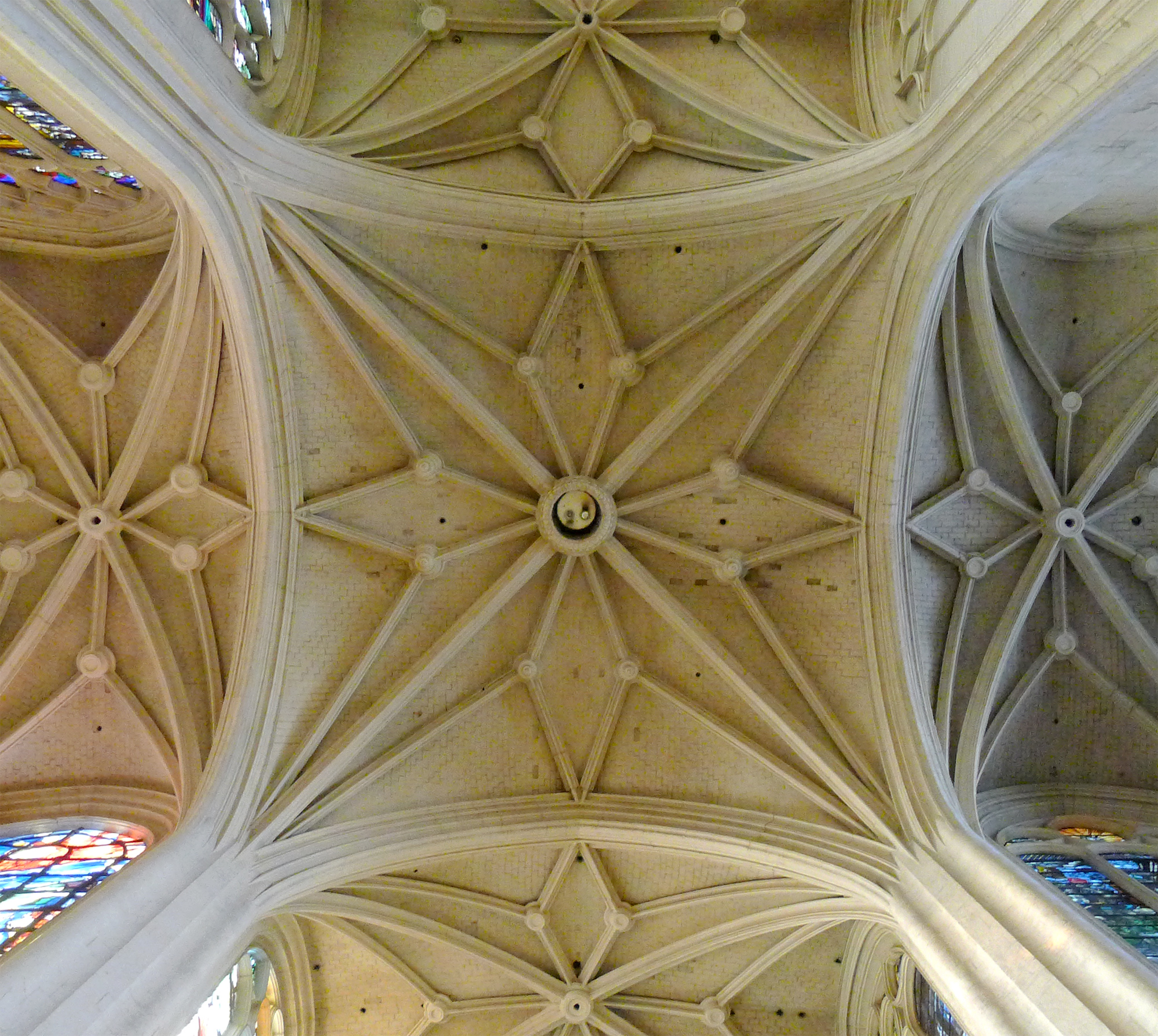
Travées (détail de voûte).

Piliers supportant la tour
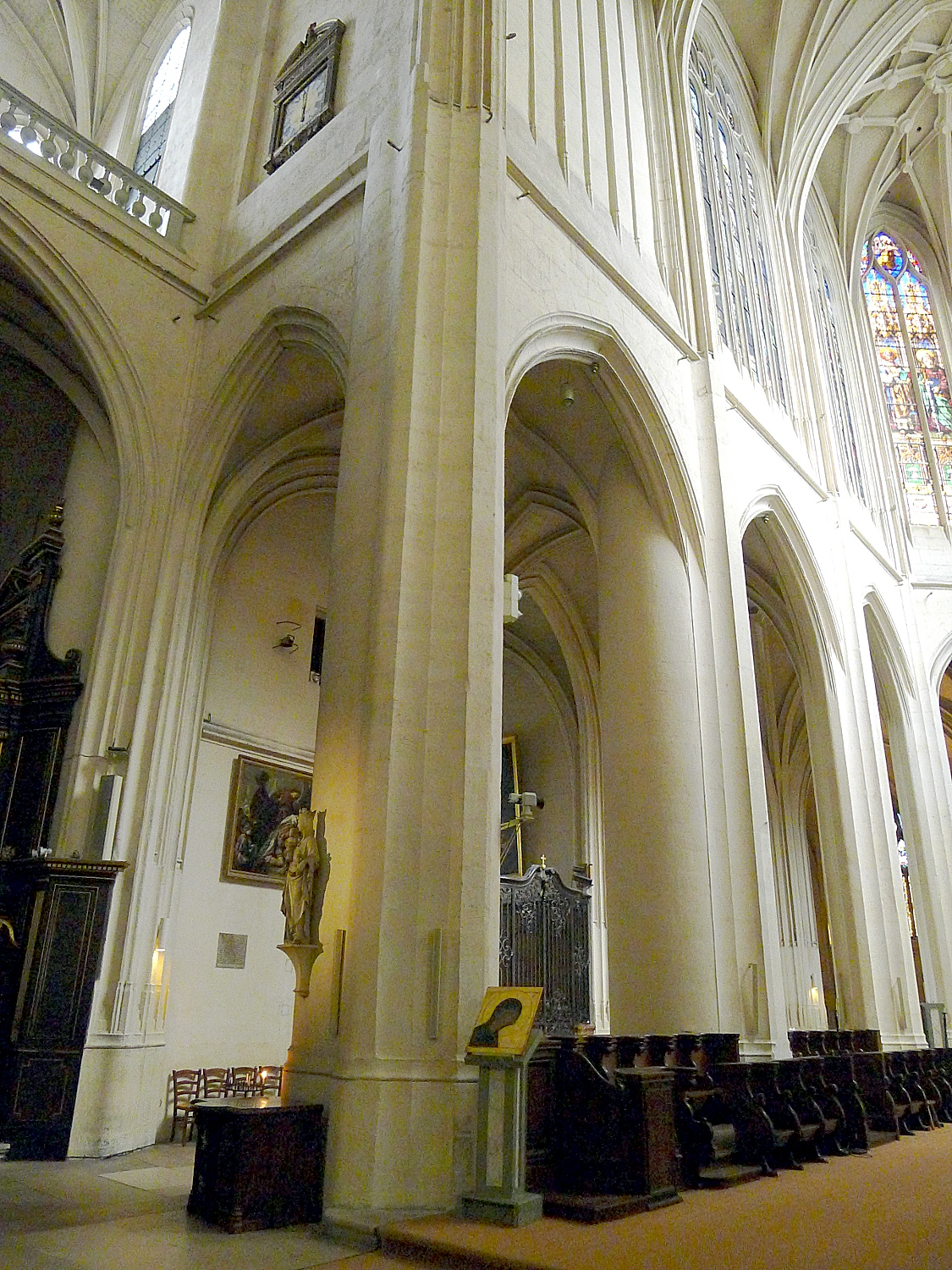
Piliers vus de la nef centrale.
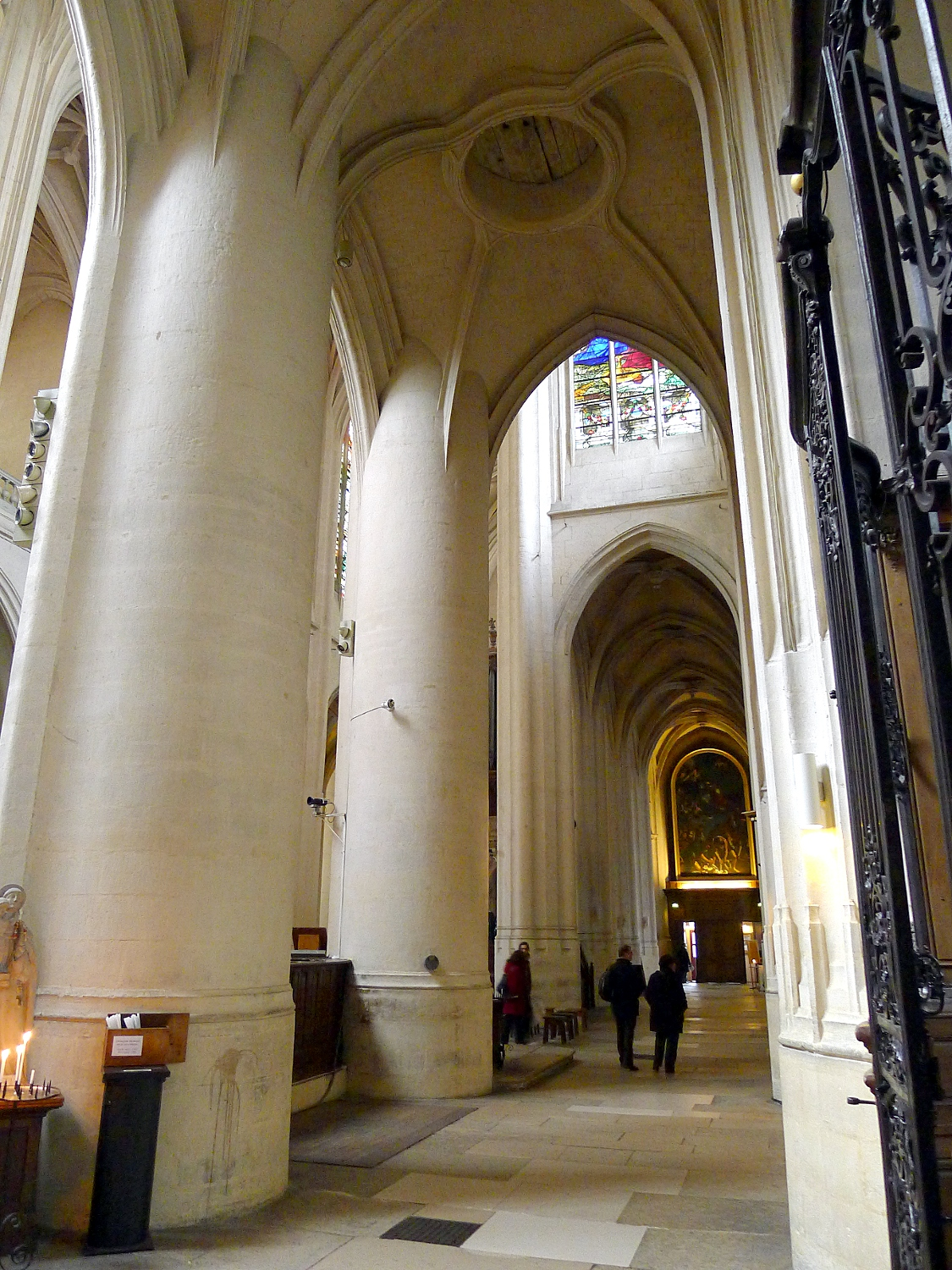
Piliers vus du déambulatoire.

##### Chapelles

Chapelles
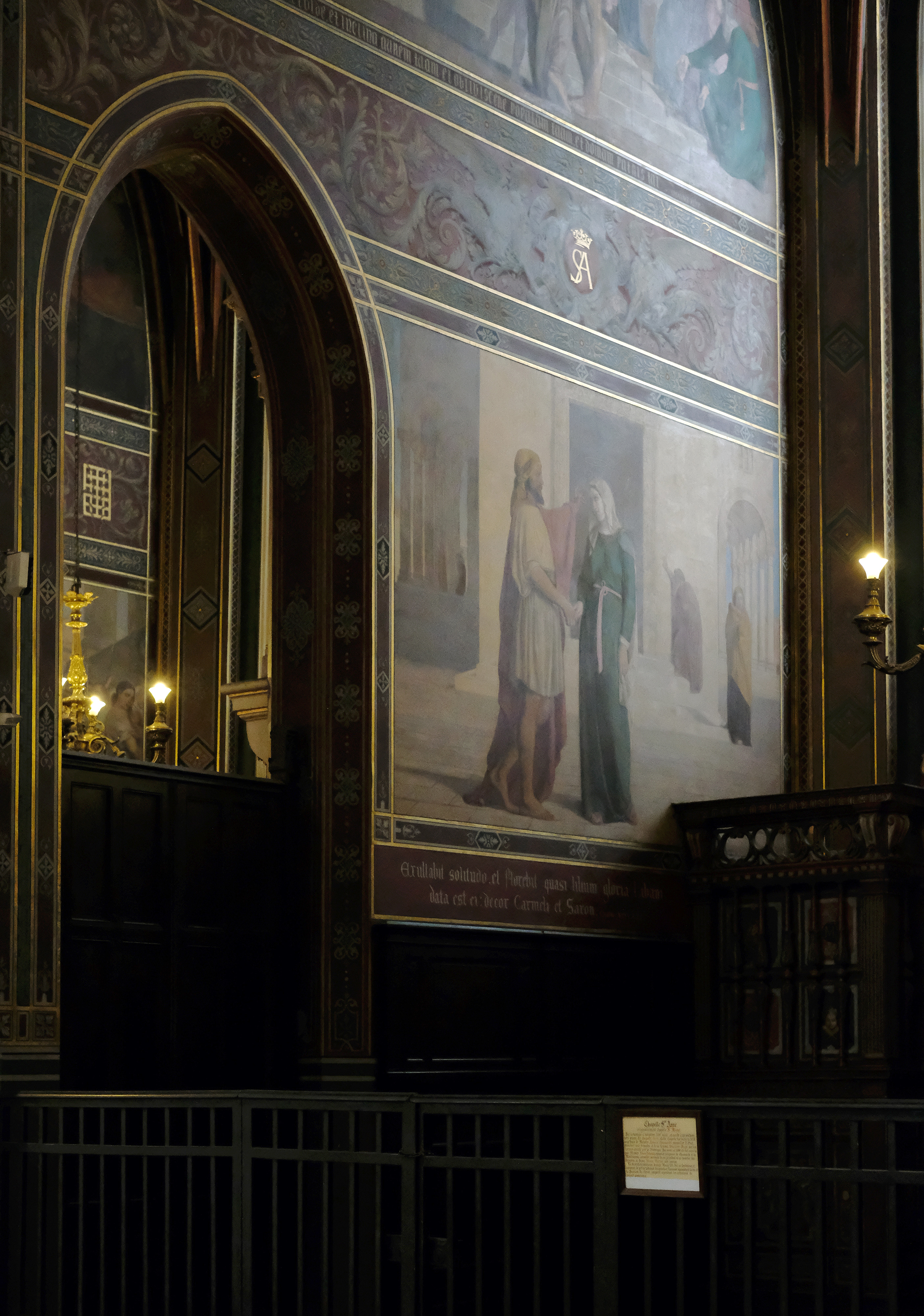
Chapelle Sainte-Anne.
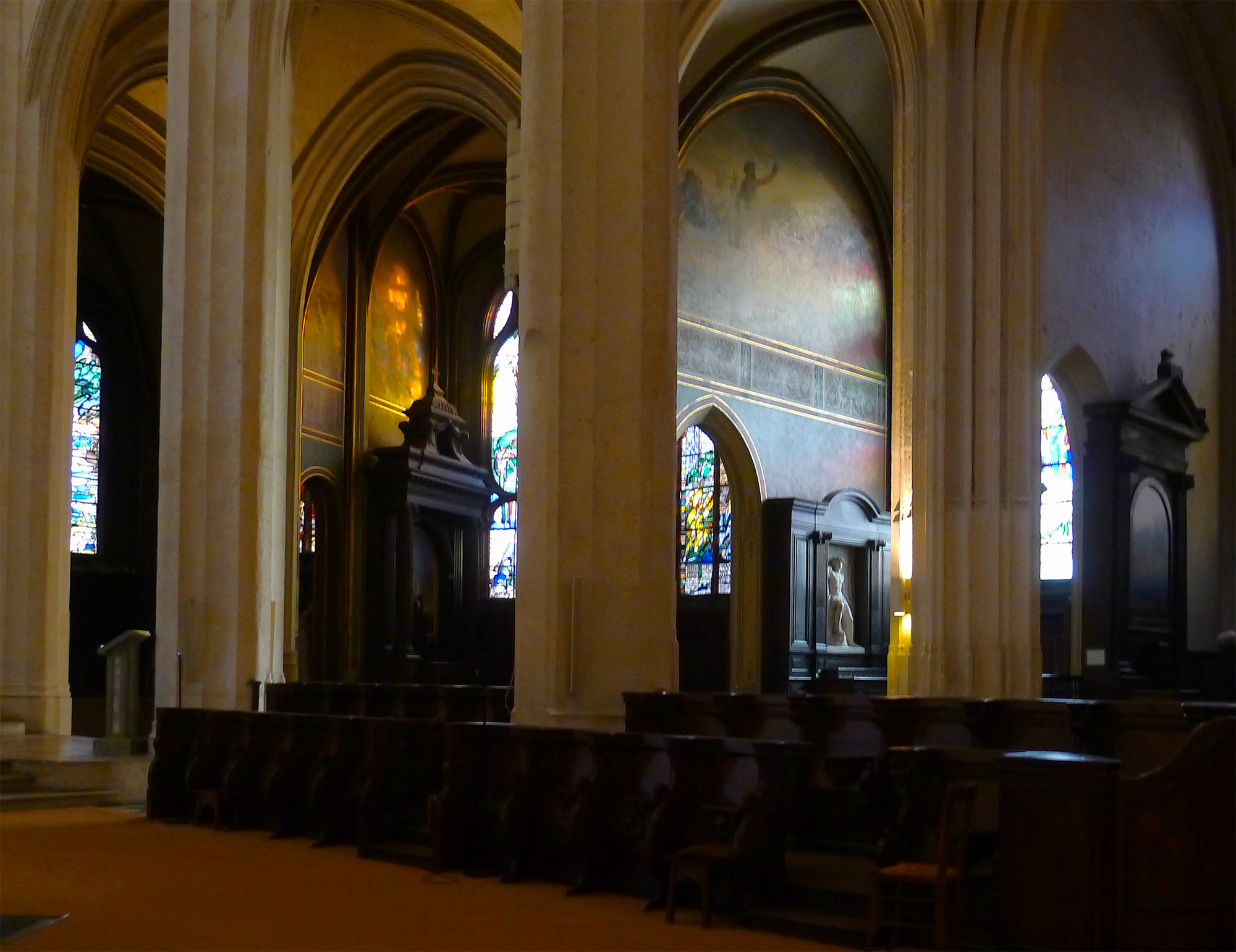
Chapelles du déambulatoire vues depuis le chœur.
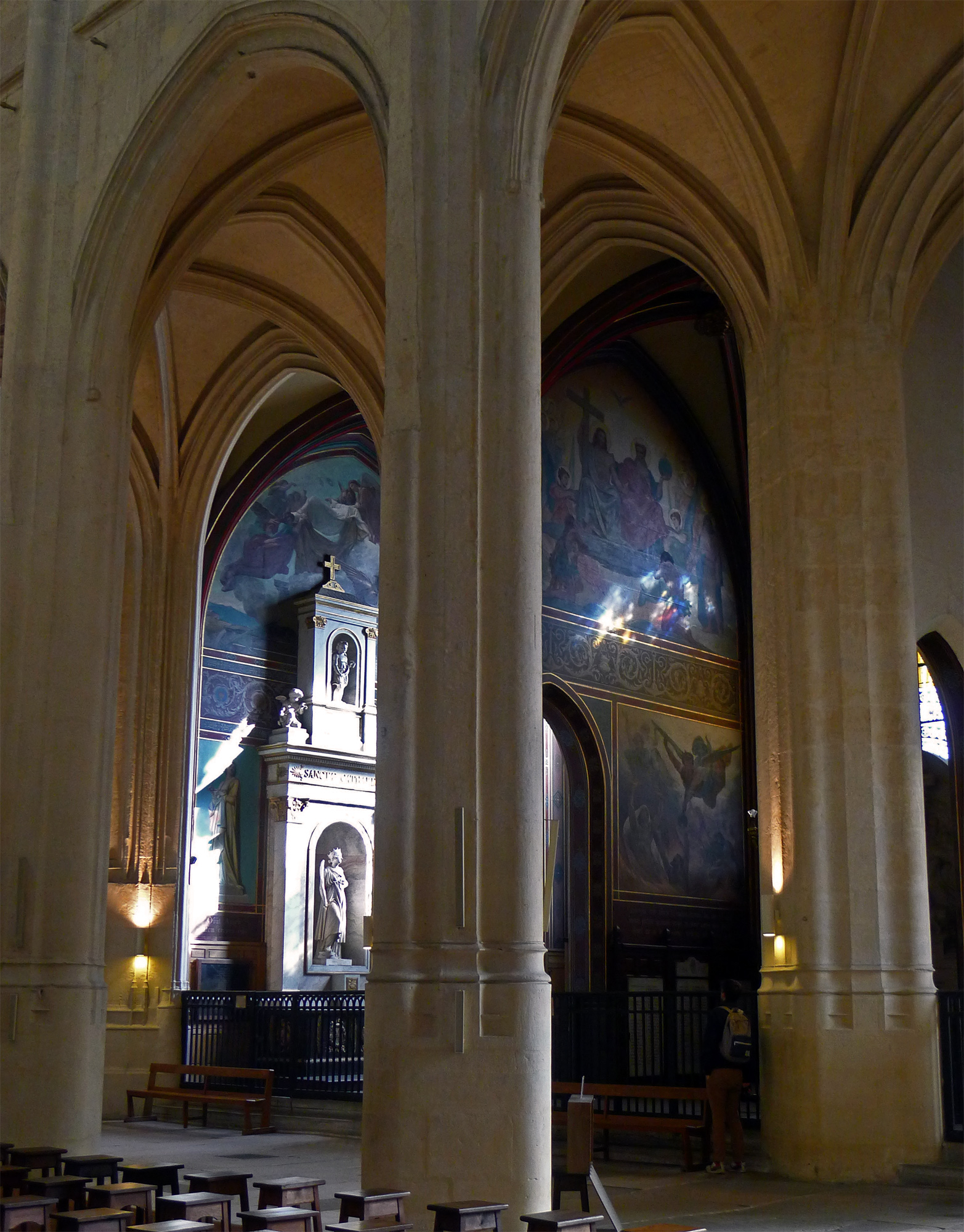
Autres chapelles...
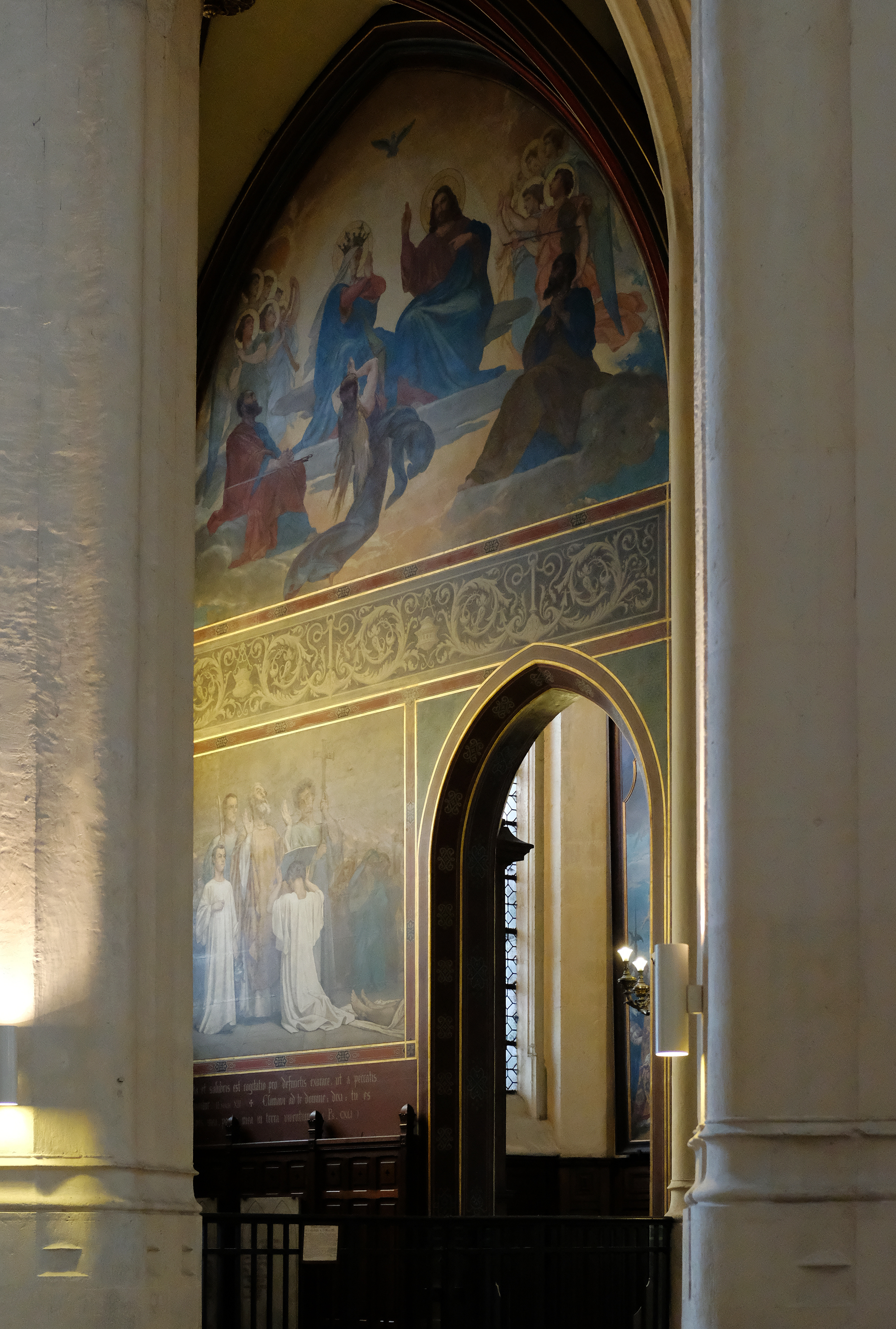

Depuis la chapelle Sainte-Anne, on peut accéder à une curiosité : la Chapelle dorée. Concédée à Antoine Goussault et sa femme Geneviève Fayet en 1628 et construite avant 1634, cette chapelle minuscule, qui ne se visite qu'exceptionnellement, possède une décoration remarquable de style Louis XIII la recouvrant entièrement. Cette décoration se compose de petits panneaux figurant des scènes de la Passion et de la Résurrection dans une boiserie richement ornée de différents motifs. Au-dessus de l'autel se trouve une œuvre de Claude Vignon, Le Christ au mont des oliviers.

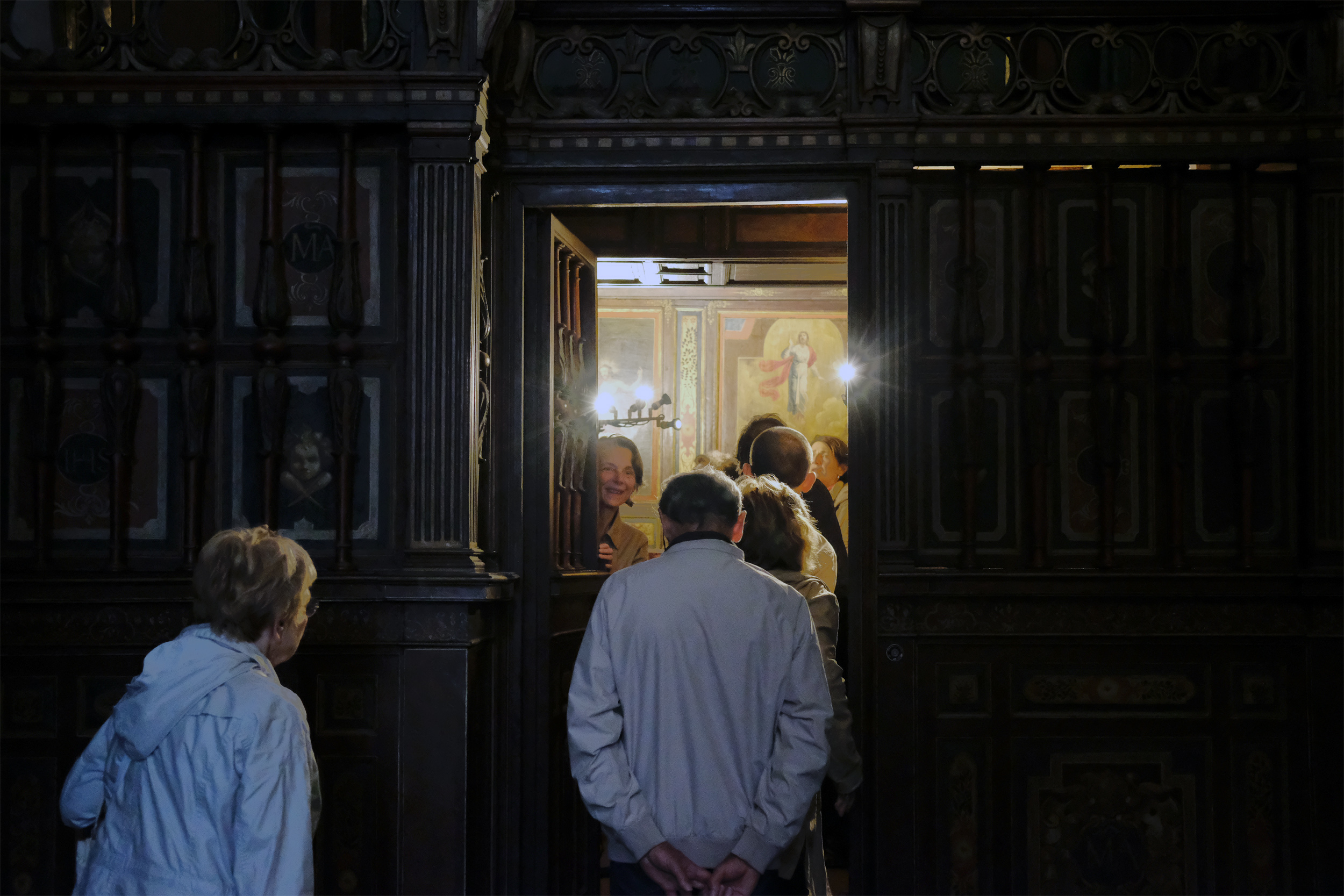
Entrée de la chapelle.
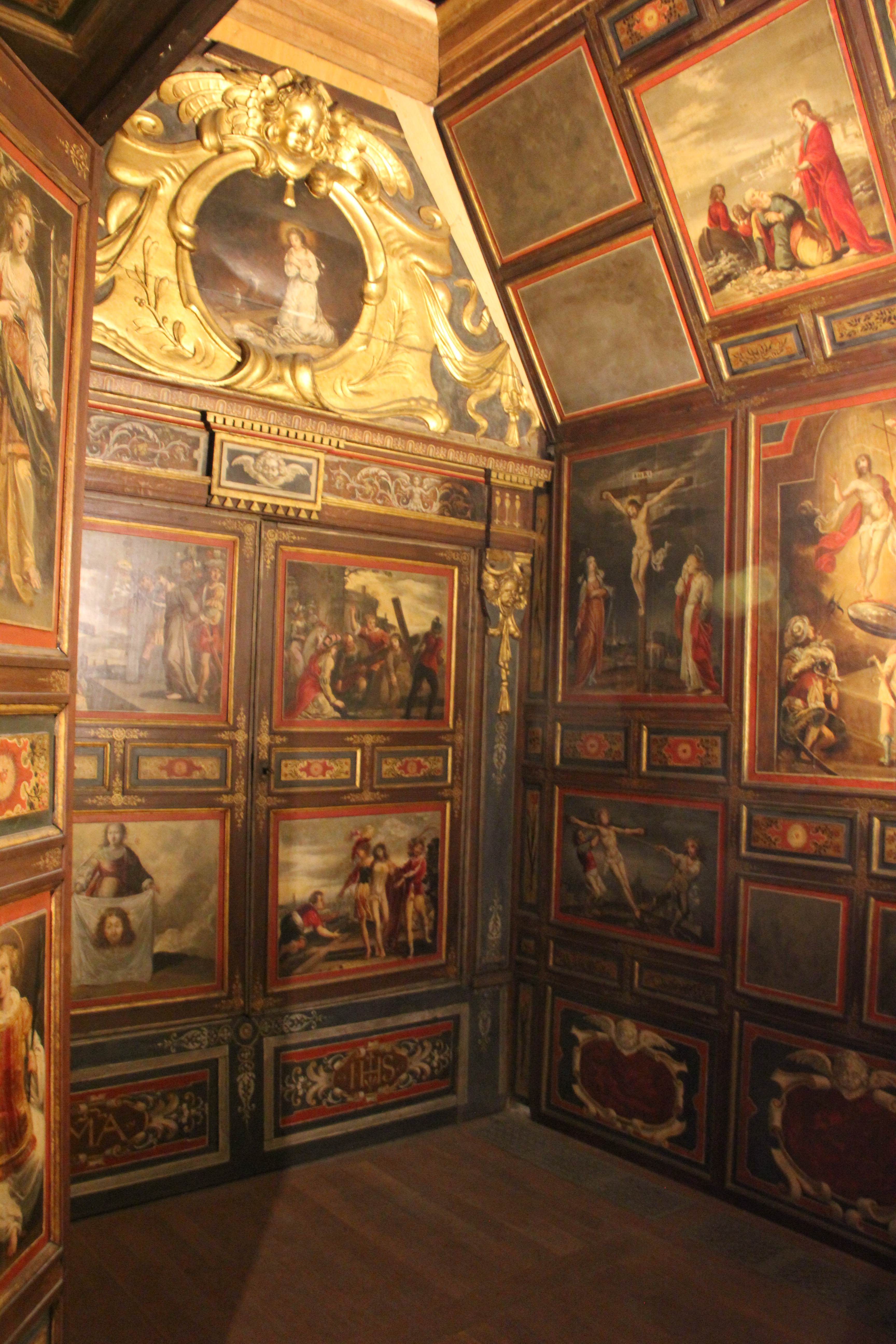
Vue d'ensemble.
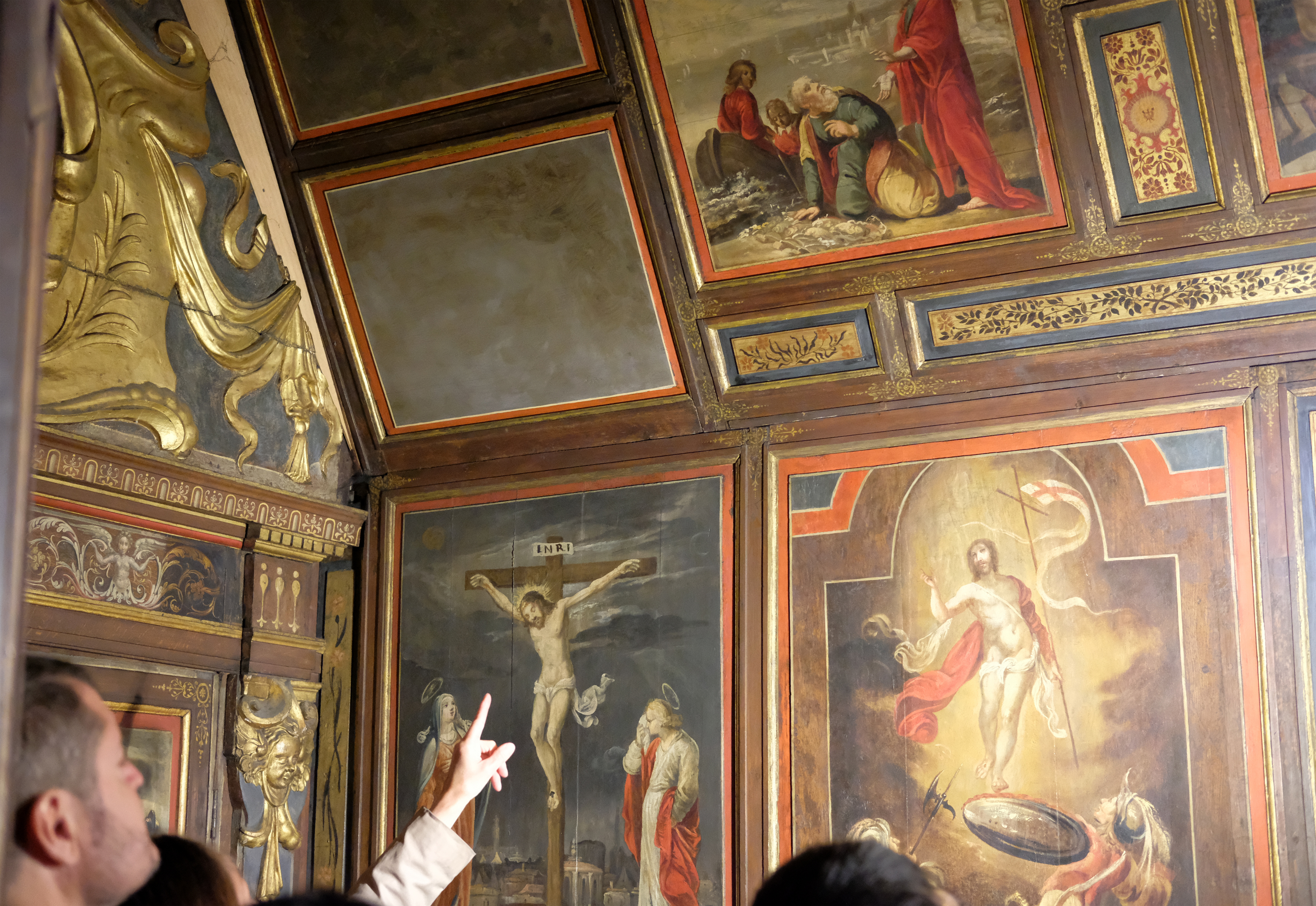
Partie nord-ouest de la chapelle.
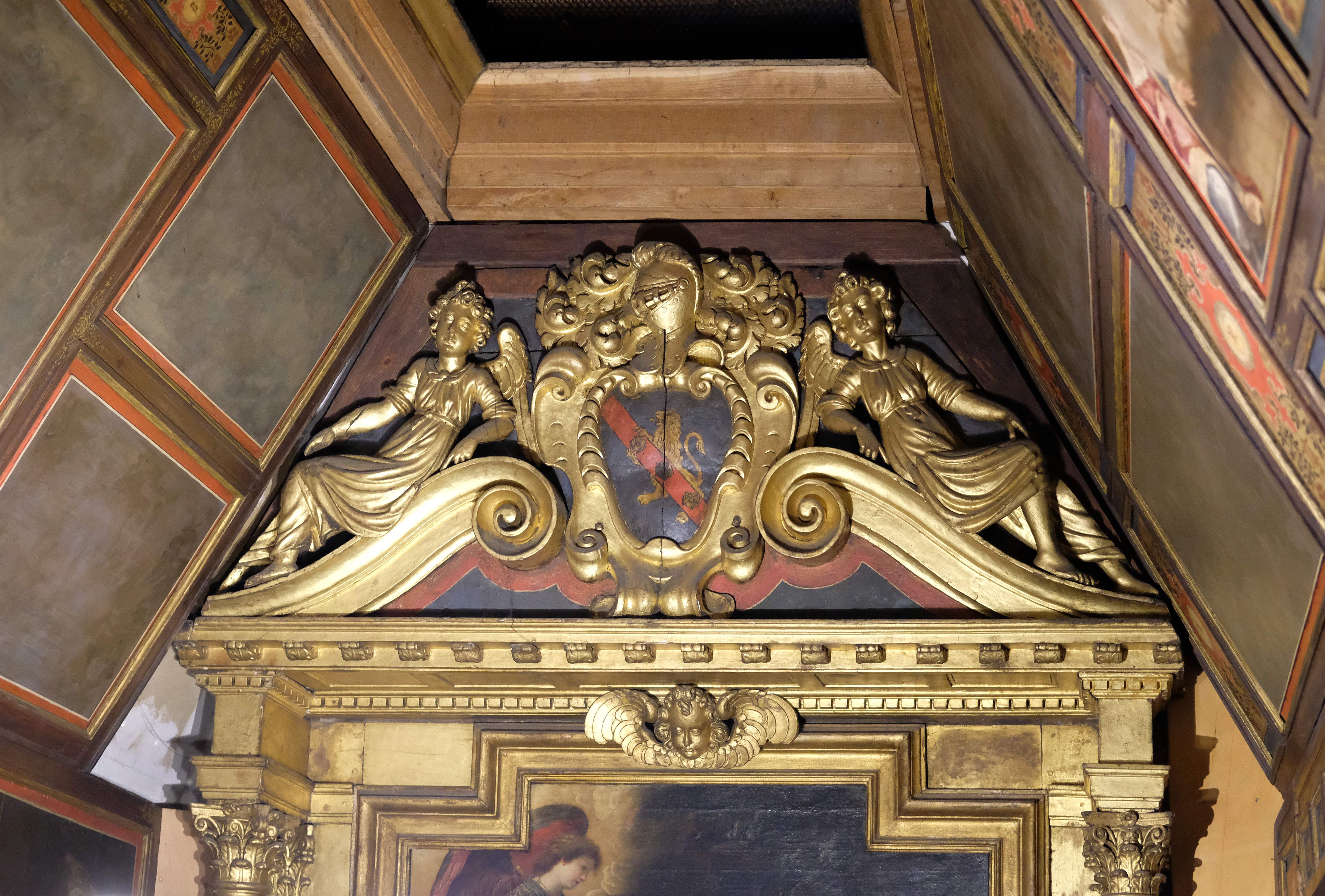
Voûte de la chapelle, côté oriental.
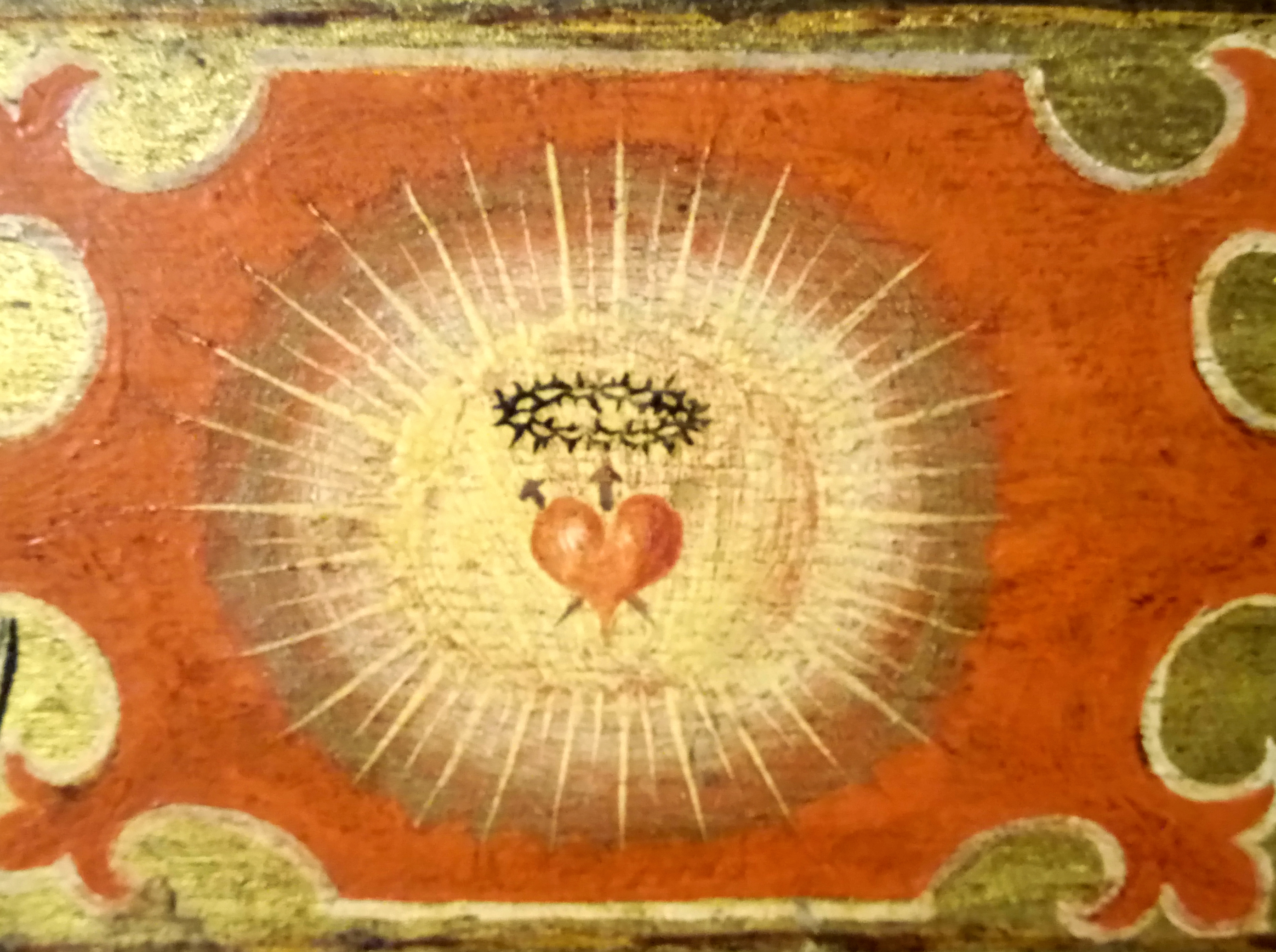
Détail d'un panneau représentant le Cœur rayonnant de Jésus-Christ, prémices à la dévotion du Sacré-Cœur.

### Les œuvres d'art
Une cinquantaine d'objets sont classés monuments historiques.

#### Vitraux
L'église possède une grande variété de vitraux réalisés depuis la Renaissance :
- parmi les vitraux datant du XVIe siècle, ceux réalisés par Jean Chastellain : La Sagesse de Salomon (baie no 16) réalisée en 1531 et dans la chapelle de la Vierge datant de 1517, restaurée par Baltard, on trouve des vitraux réalisés par Jean Chastellain décrivant la vie de la Vierge : Mariage de la Vierge et La Vierge au Temple (baies no 0), les vitraux consacrés à Anne et Joachim (baie no 1) puis La Visitation et Le doute de saint Joseph (baie no 2). On lui attribue aussi les deux anges du tympan de la baie no 18.

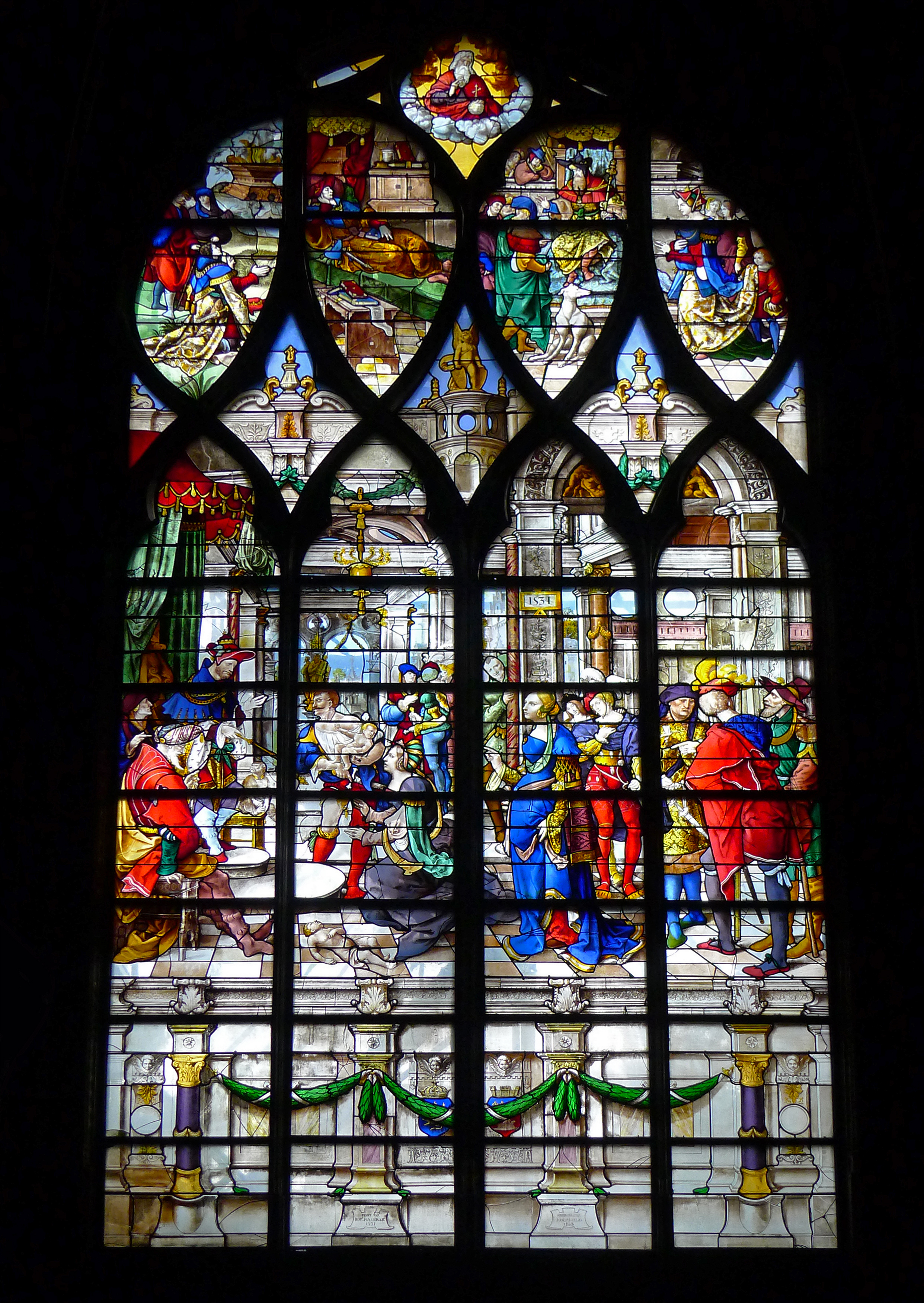
Vitrail complet.
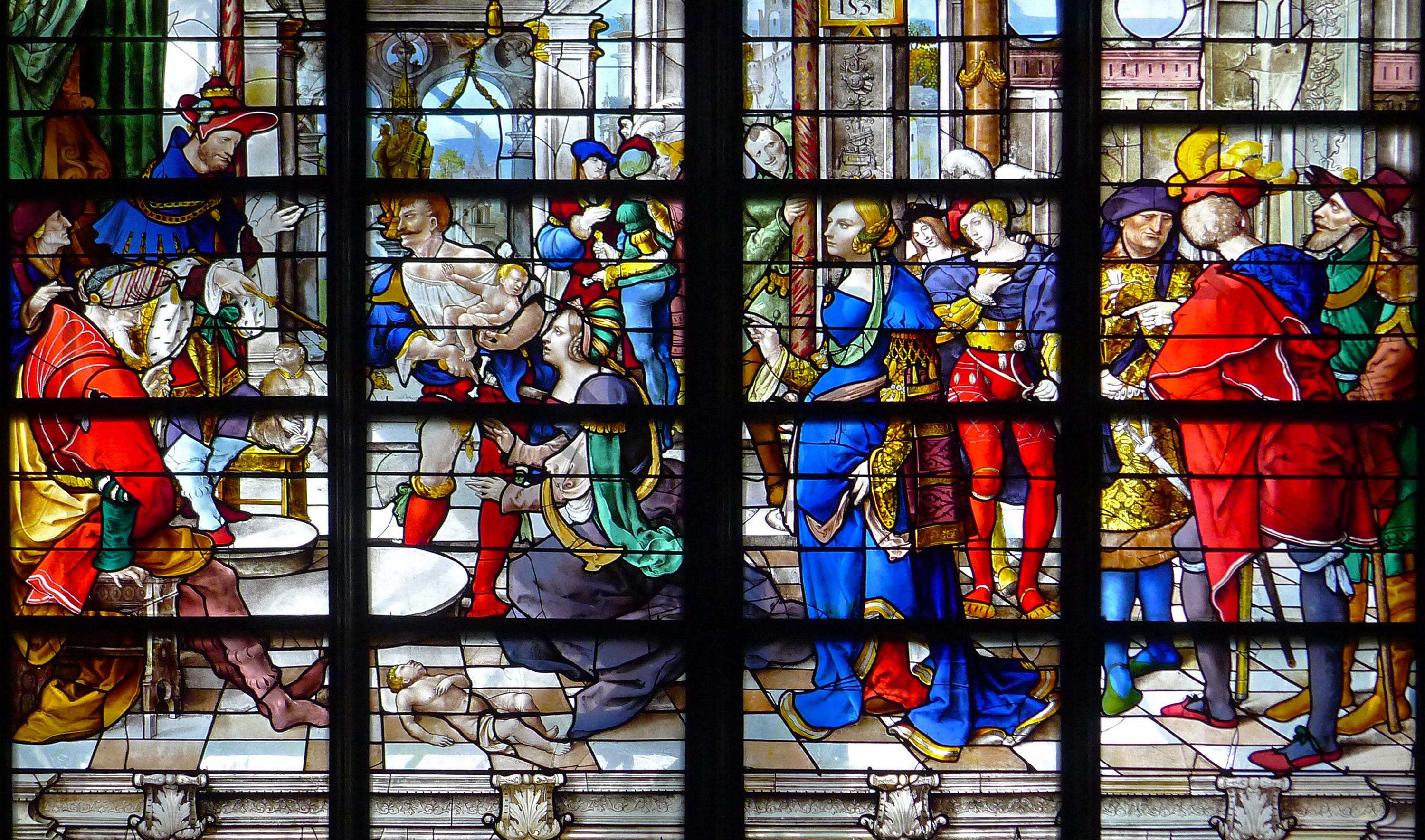
Détail.

- les vitraux réalisés probablement sur des dessins de Jean Cousin (1490-1561) en 1540 près du maître-autel : La Guérison du paralytique (baie no 103), La Résurrection de Lazare (baie no 105) et Le Martyre de saint Laurent (baie no 108).
- des vitraux du début du XVIe siècle se trouvent dans les baies du côté nord des chapelles du chœur : verrière de Marie-Madeleine (baie no 15) réalisée entre 1494 et 1503 par celui désigné sous le nom de convention de Maître de la Vie de saint Jean-Baptiste, le vitrail de la Vie de saint Jacques (baie no 11) dont il subsiste des fragments, puis la progression de la construction des chapelles se faisant de l'ouest vers la chapelle d'axe, sont réalisés avant 1517 les vitraux de la chapelle des Trois-Maries (chapelle Sainte-Geneviève-et-Sainte-Barbe) qui illustrent la Vie de sainte Isabelle de France (baie no 9) et La Passion (baie no 7). De ces vitraux il ne subsiste que les tympans, car la confrérie de Sainte-Geneviève obtient en 1734 l'autorisation d'« éclaircir » sa chapelle[16]

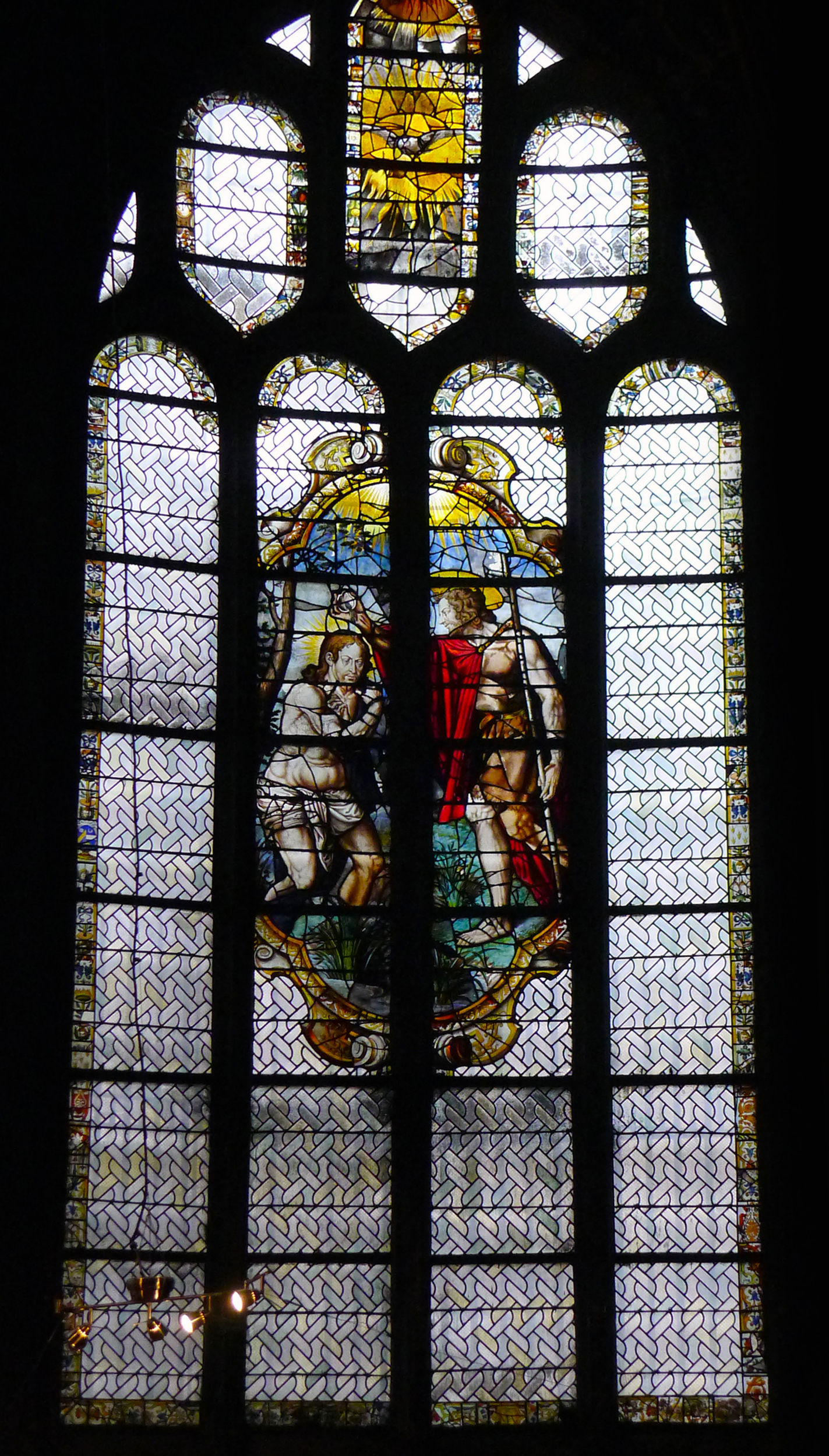
Vitrail complet.
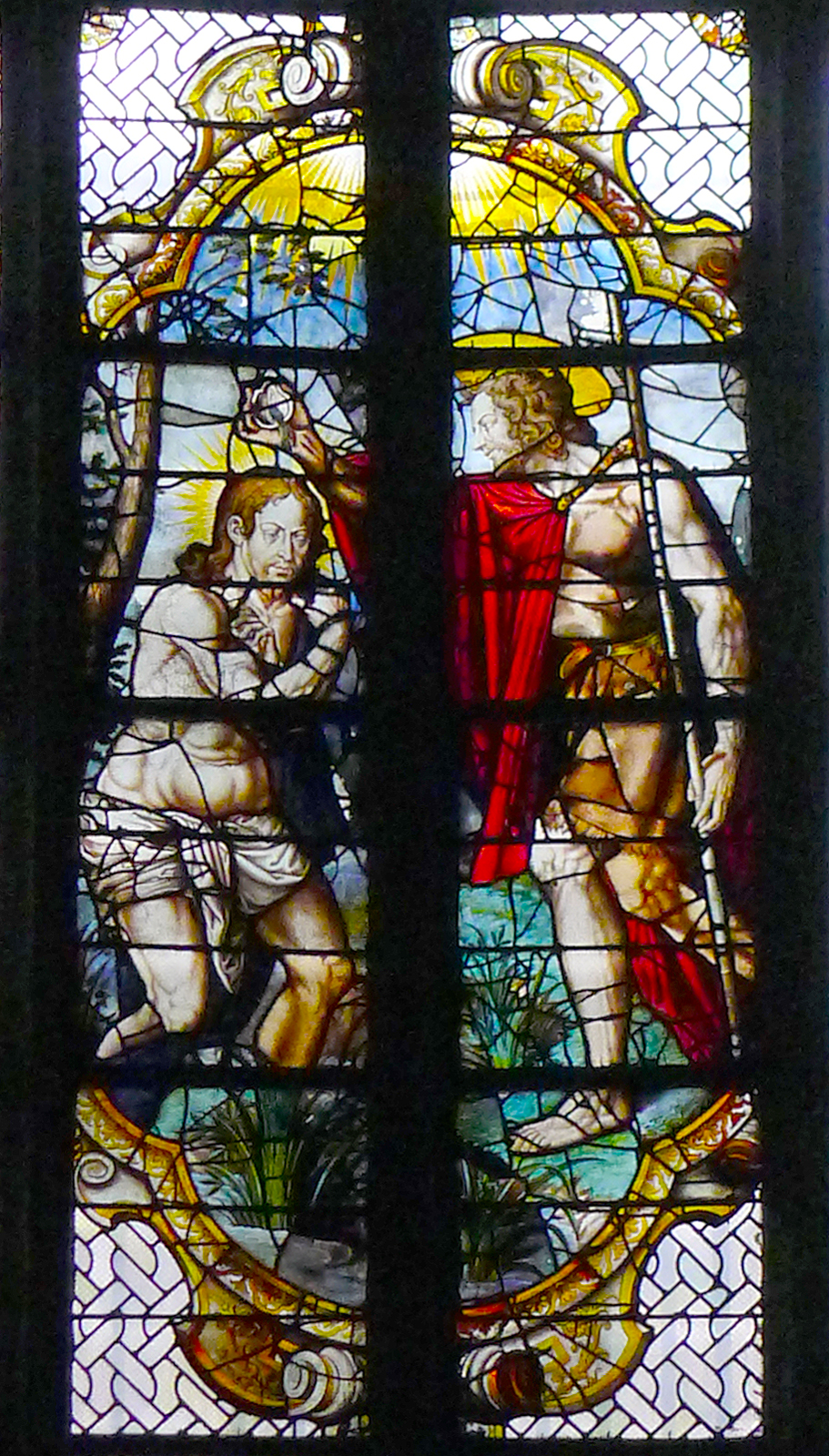
Détail central.

- la reprise des travaux de construction de l'église à la fin du XVIe siècle va permettre la mise de verrières hautes dans la nef au début du XVIIe siècle - vitrail Le lavement des pieds (baie no 117) vers 1600-1605, Apparition de saint Jacques à la bataille de Clavijo (baie no 124) vers 1610-1620.

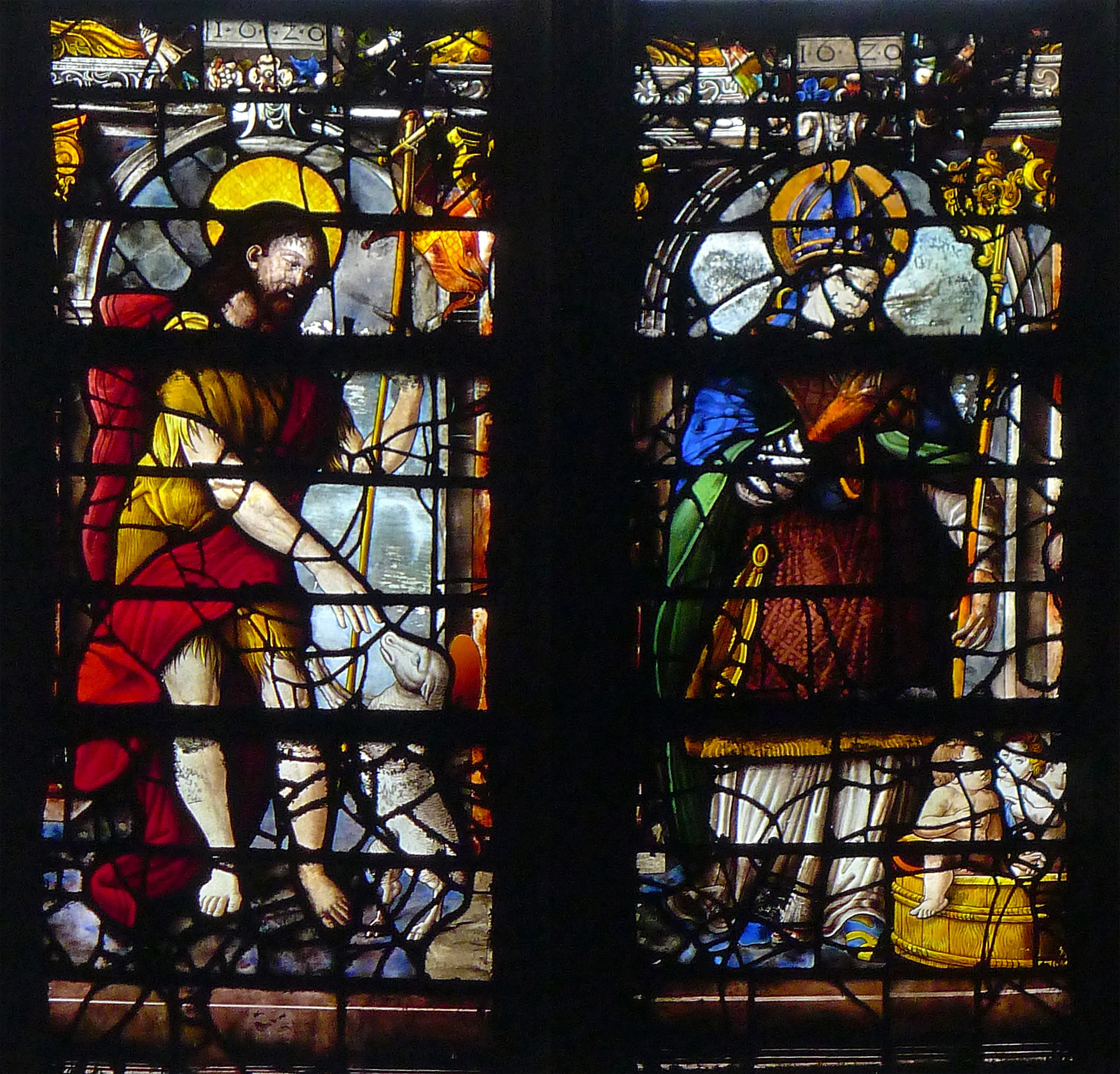

- on trouve également des vitraux du début du XVIIe siècle, ou du moins leurs tympans, dans la baie no 26 (chapelle Sainte-Catherine).

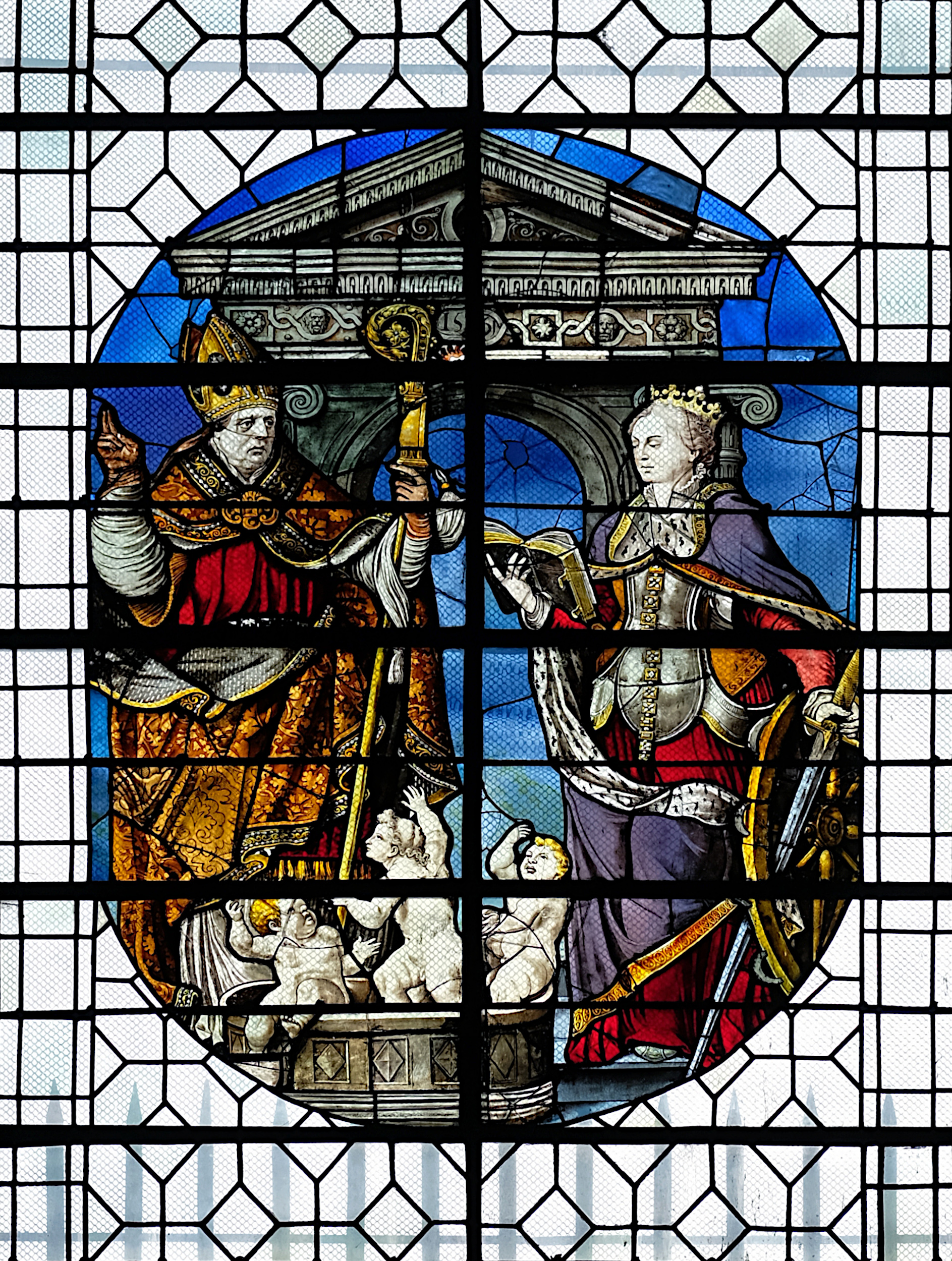

- des vitraux du XIXe siècle, dont la verrière de sainte Philomène (posée en 1894), exécutée par Henri Carot sur un carton de Henry Lerolle.
- des vitraux abstraits réalisés dans la seconde moitié du XXe siècle par le maître-verrier Sylvie Gaudin sur les thèmes de La Nativité, Le Baptême, La Crucifixion, La Pentecôte et La Résurrection.
- des vitraux modernes réalisés par le maître verrier Claude Courageux pour les baies hautes du vaisseau central sur Adam et Ève, L'Arche de Noé, les grands patriarches et leurs épouses[17].

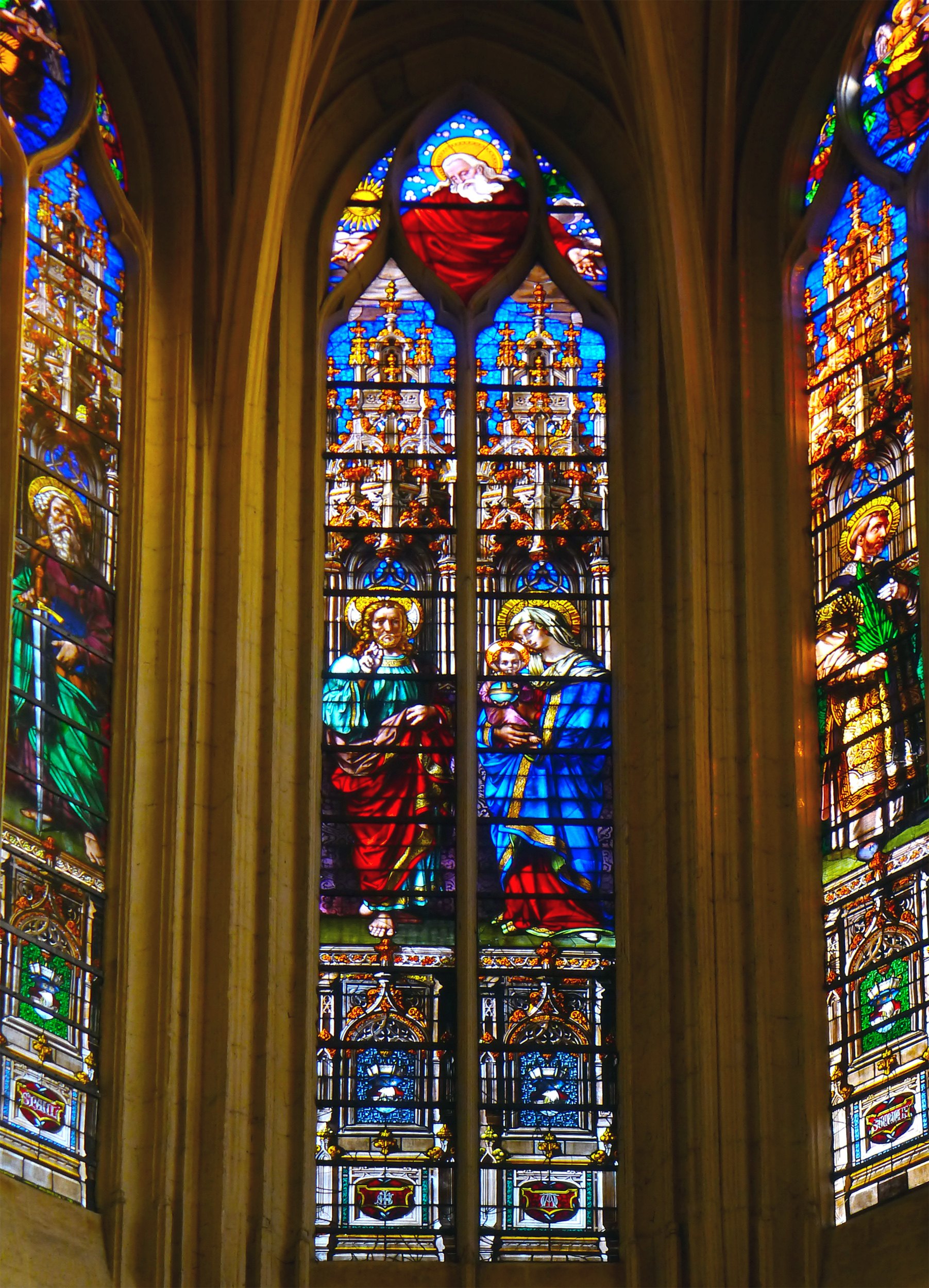
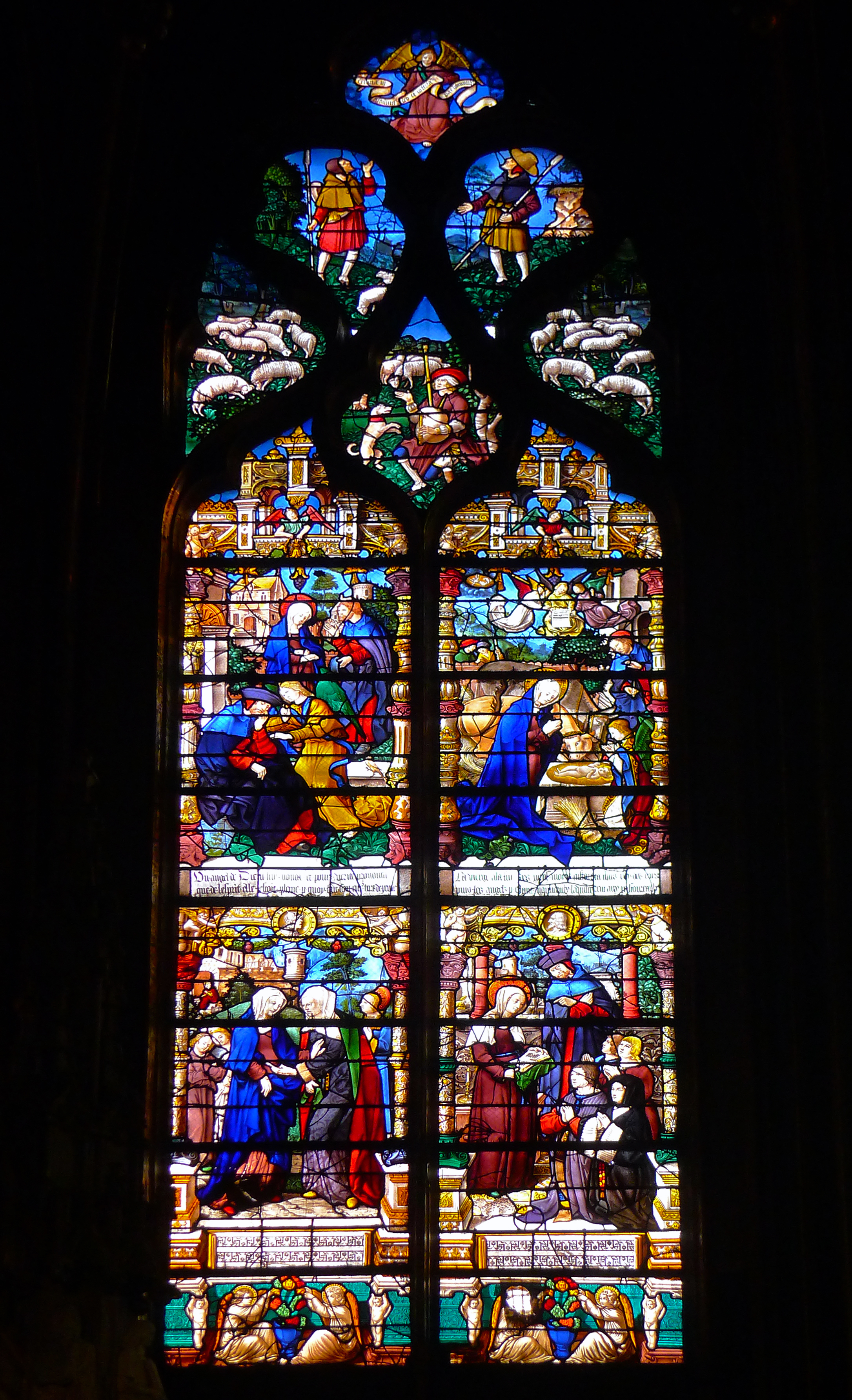
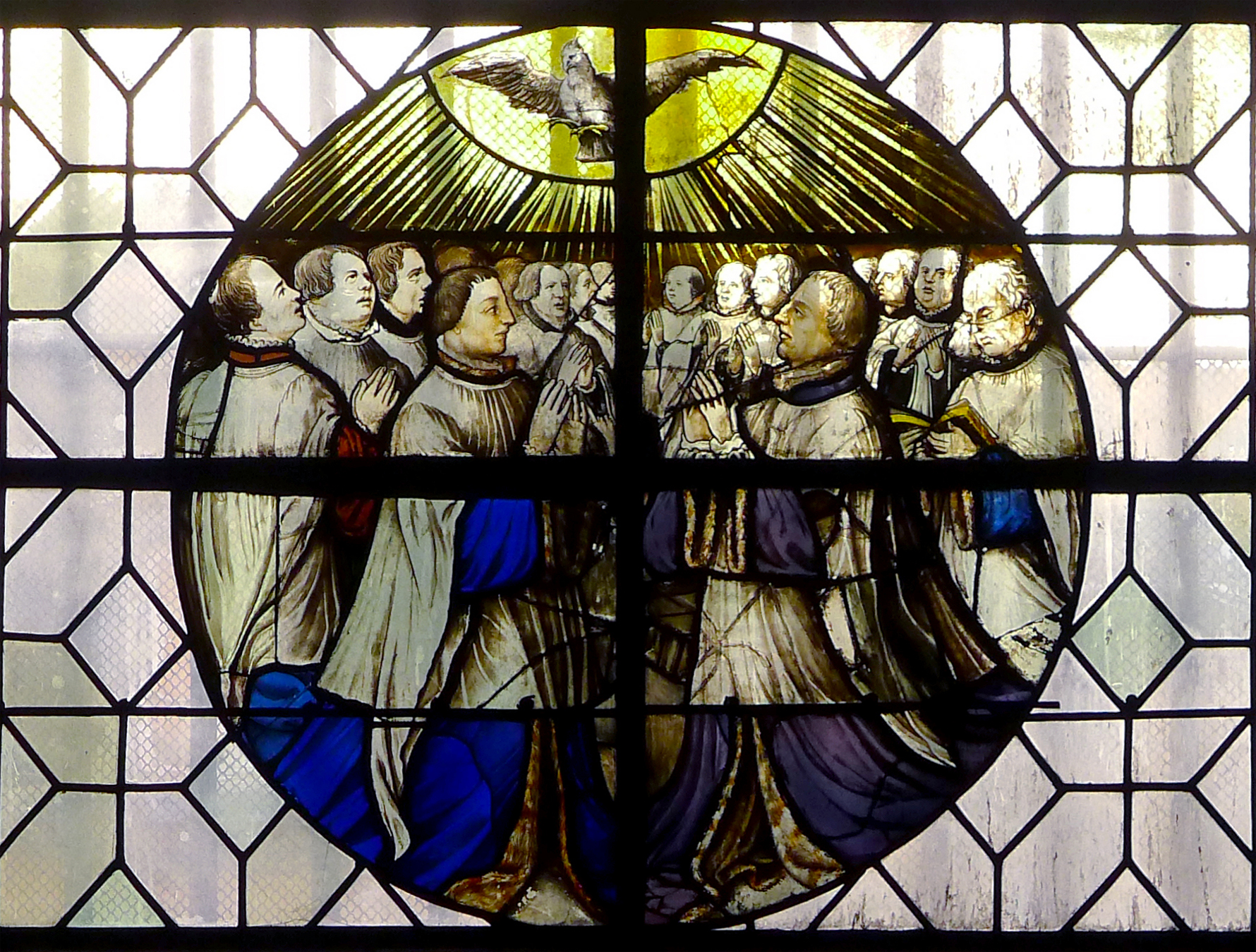
«Les Confrères du Saint-Nom de Jésus», dans la baie 26, daté de 1600.
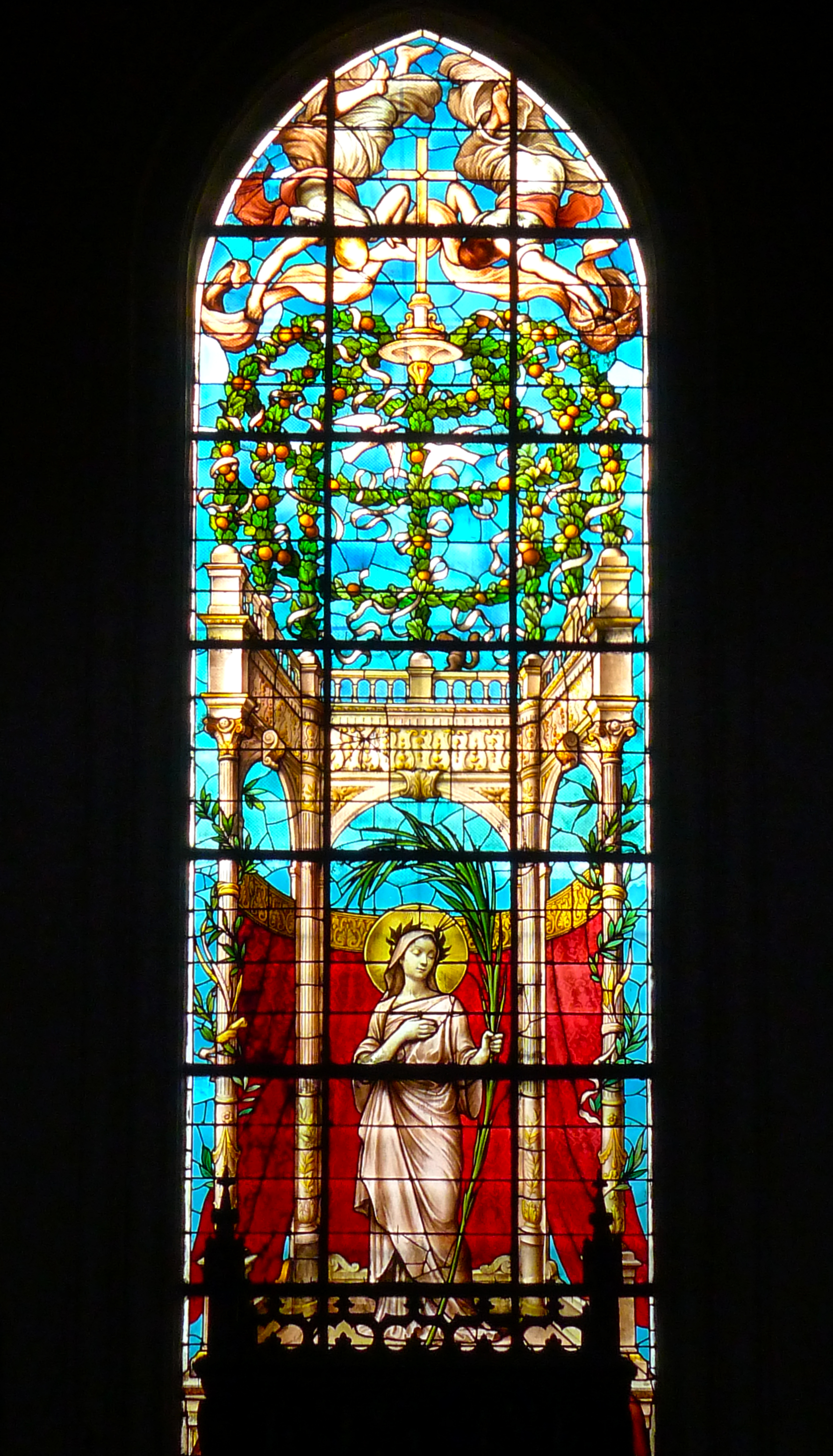
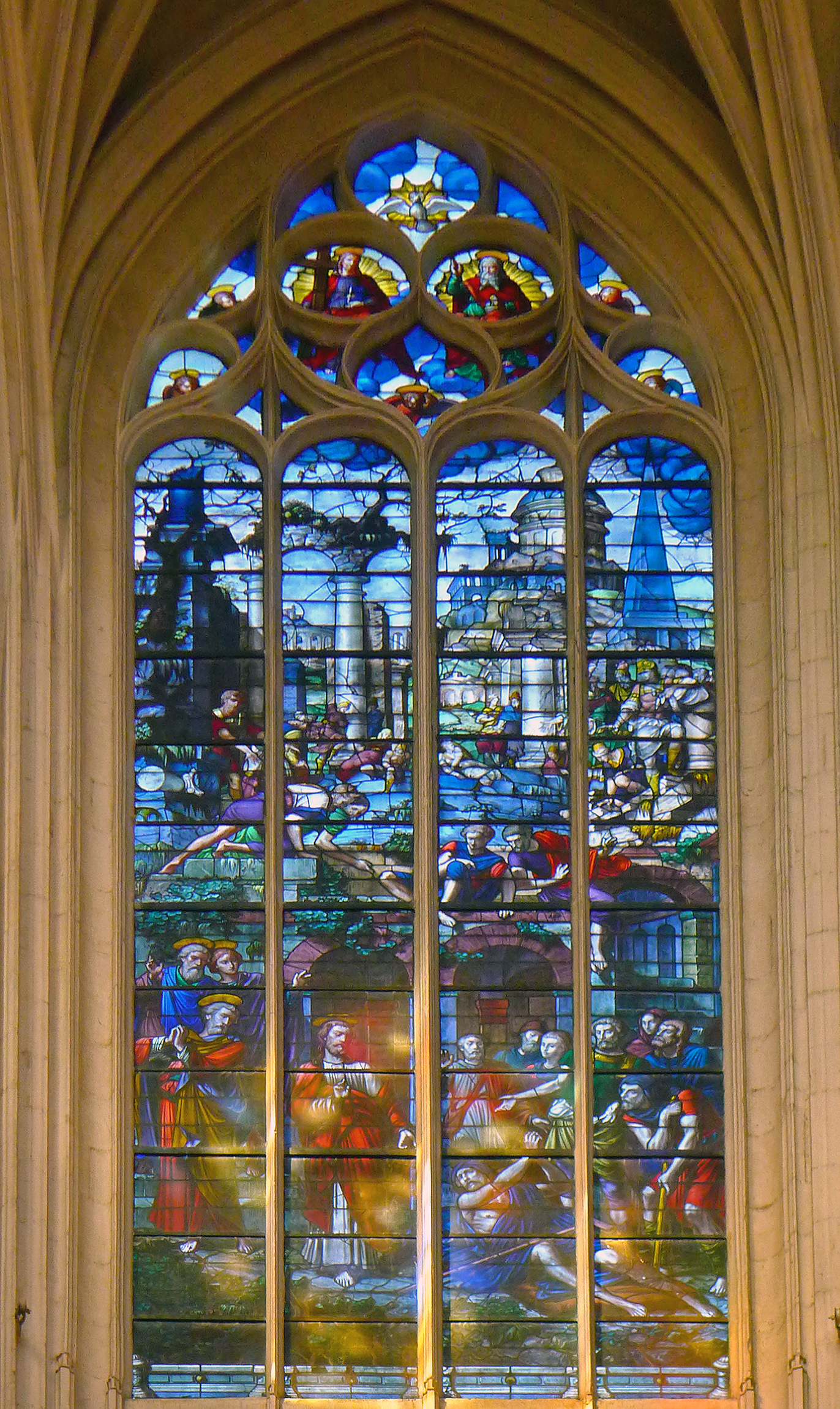
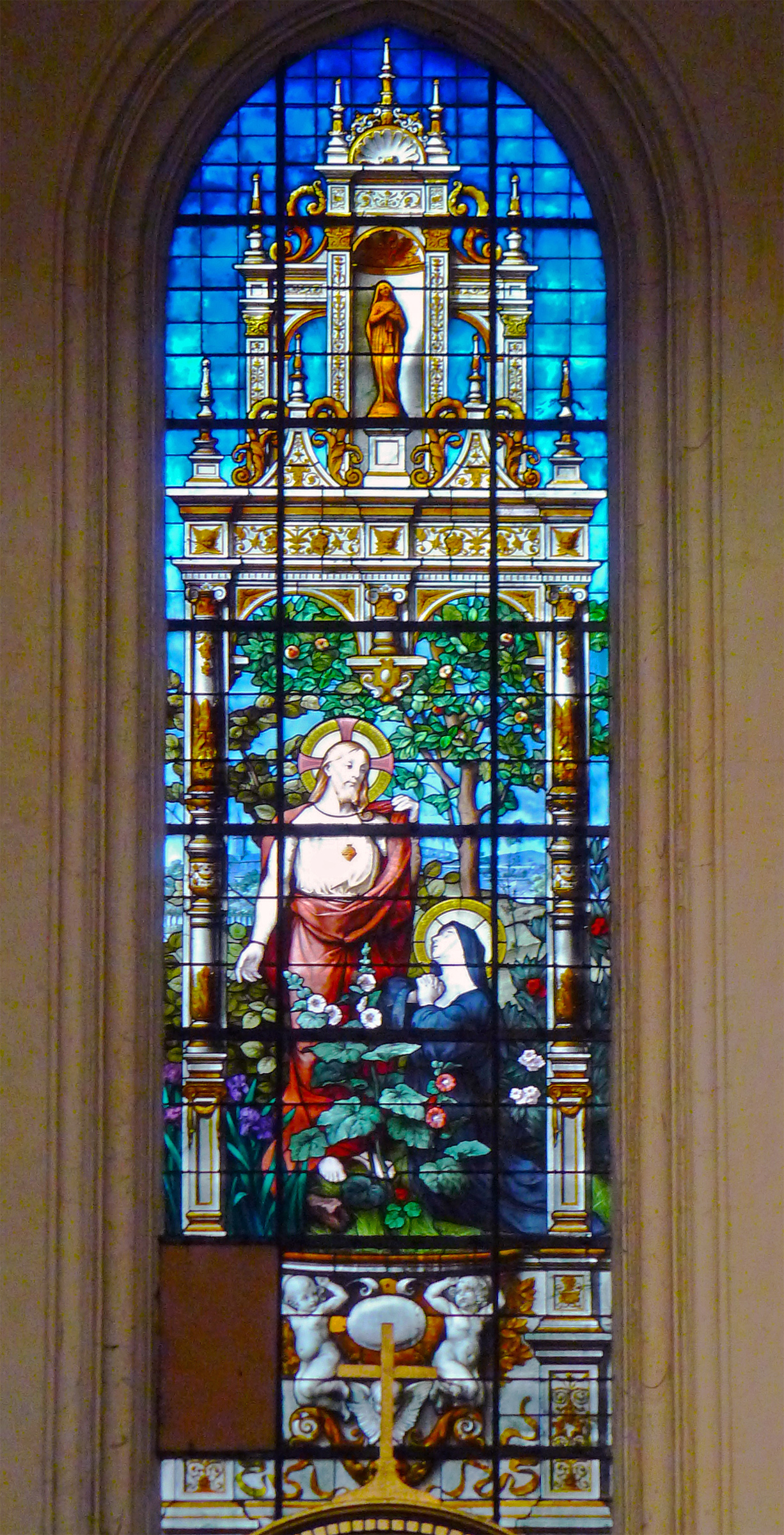
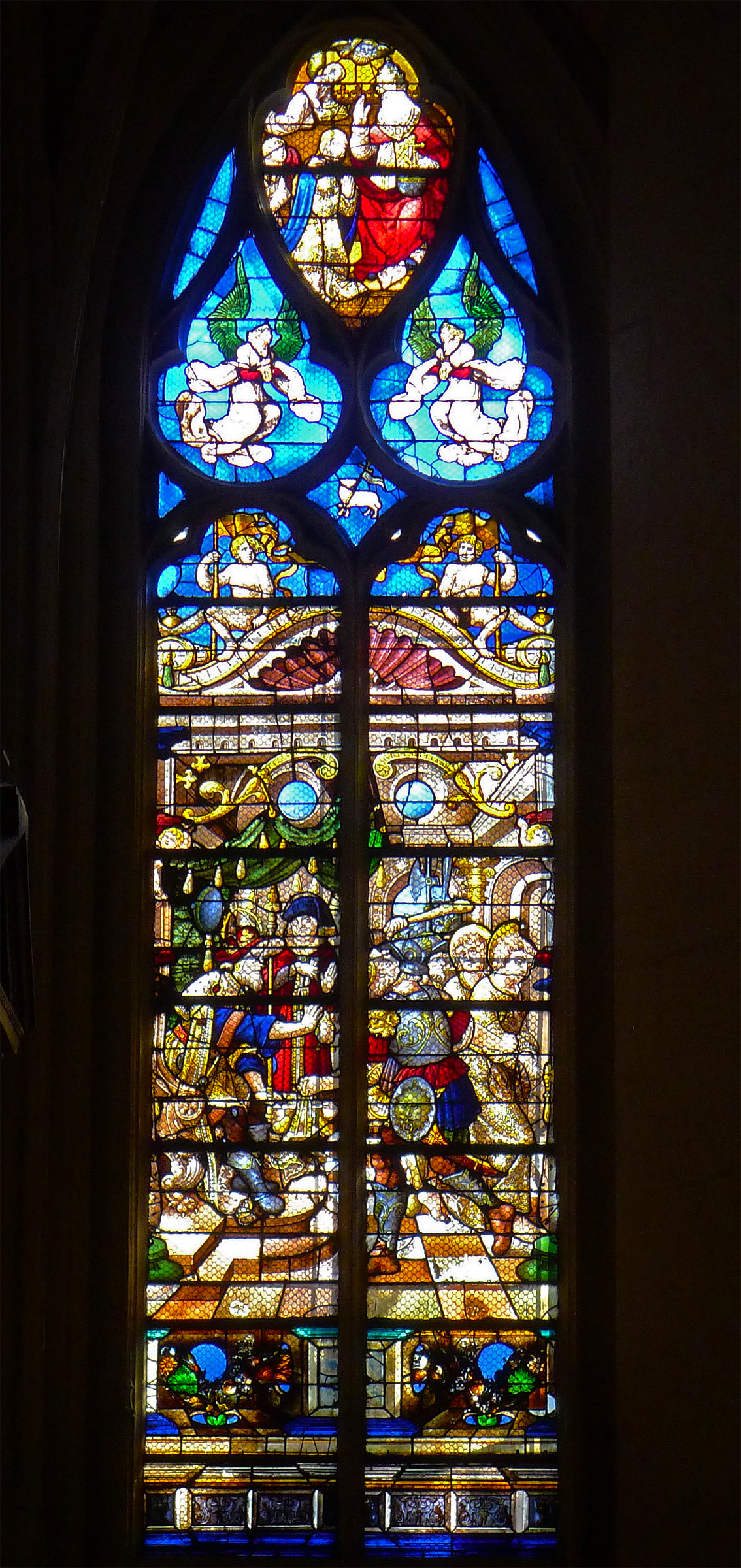

#### Tableaux
L'église abrite une copie ancienne de L'Inhumation de sainte Pétronille de Giovan Francesco Barbieri Guercino (original à Rome, musées du Capitole), parfois donnée au maître lui-même, ainsi qu'une grande toile de Sebastiano Ricci, Saint Grégoire le grand et Saint Vital intercédant pour les âmes du Purgatoire.

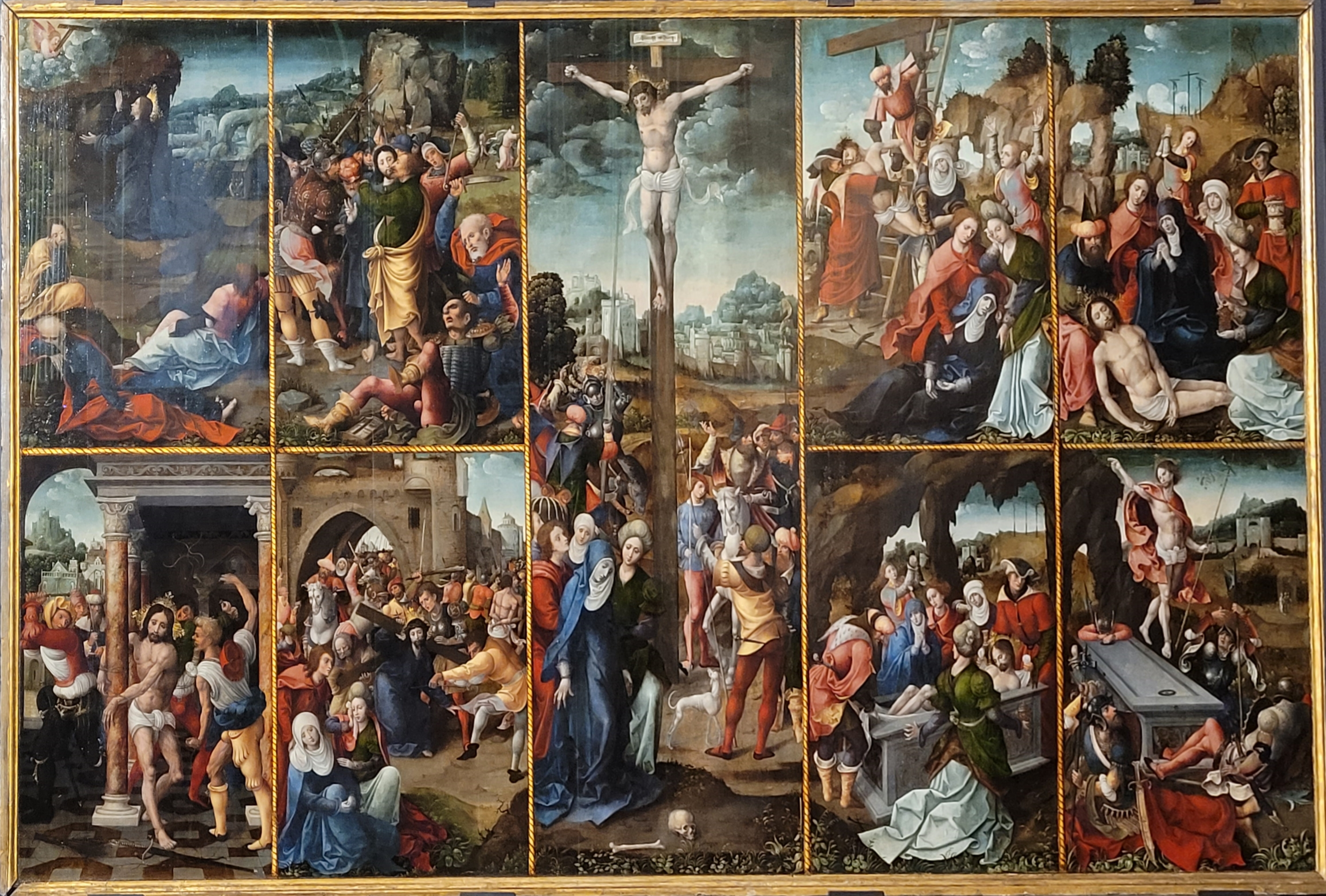
Retable de la la Passion, attribué à Noël Bellemare.
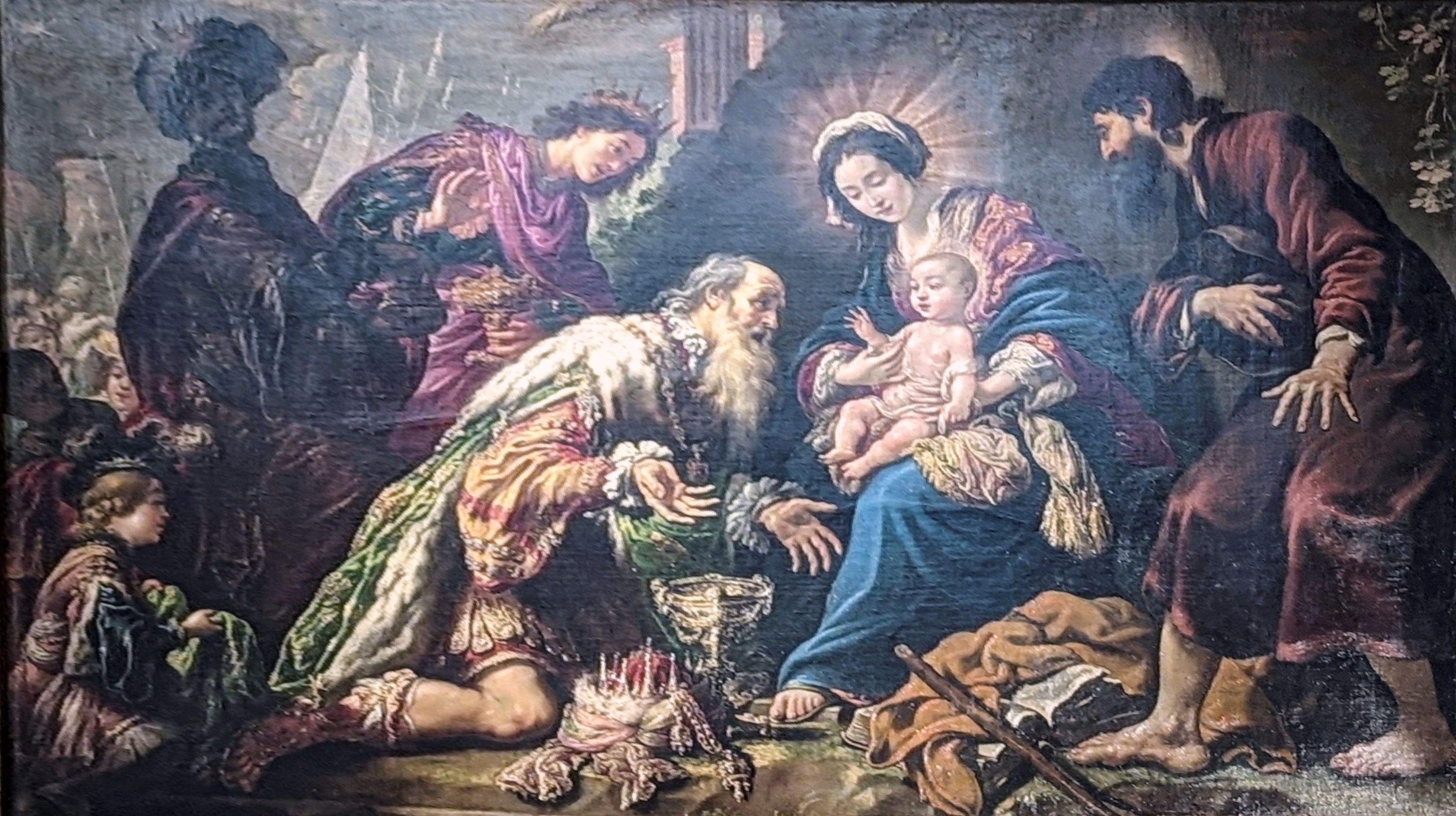
L'Adoration des mages de Claude Vignon.

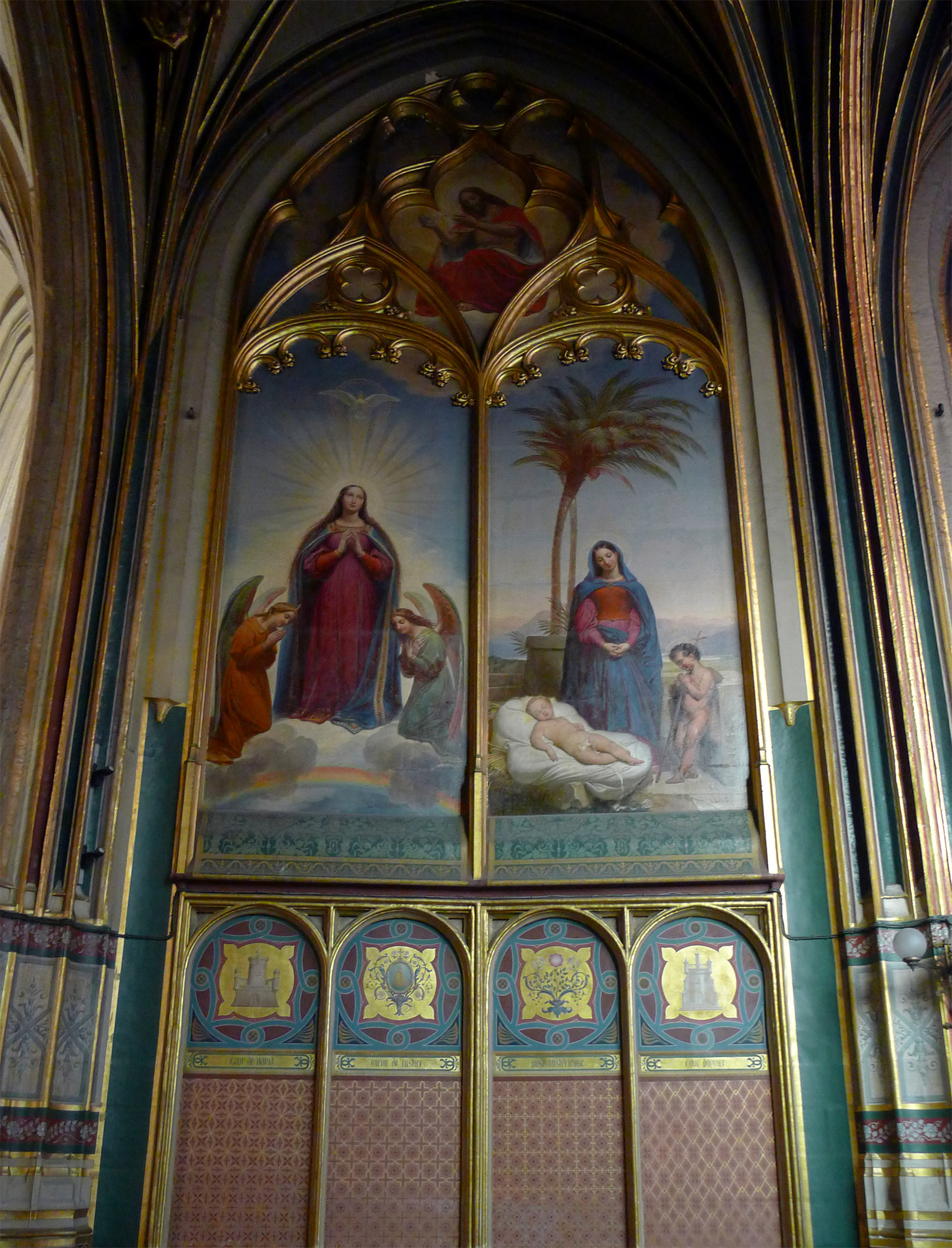
Fresques de la chapelle de la Vierge.
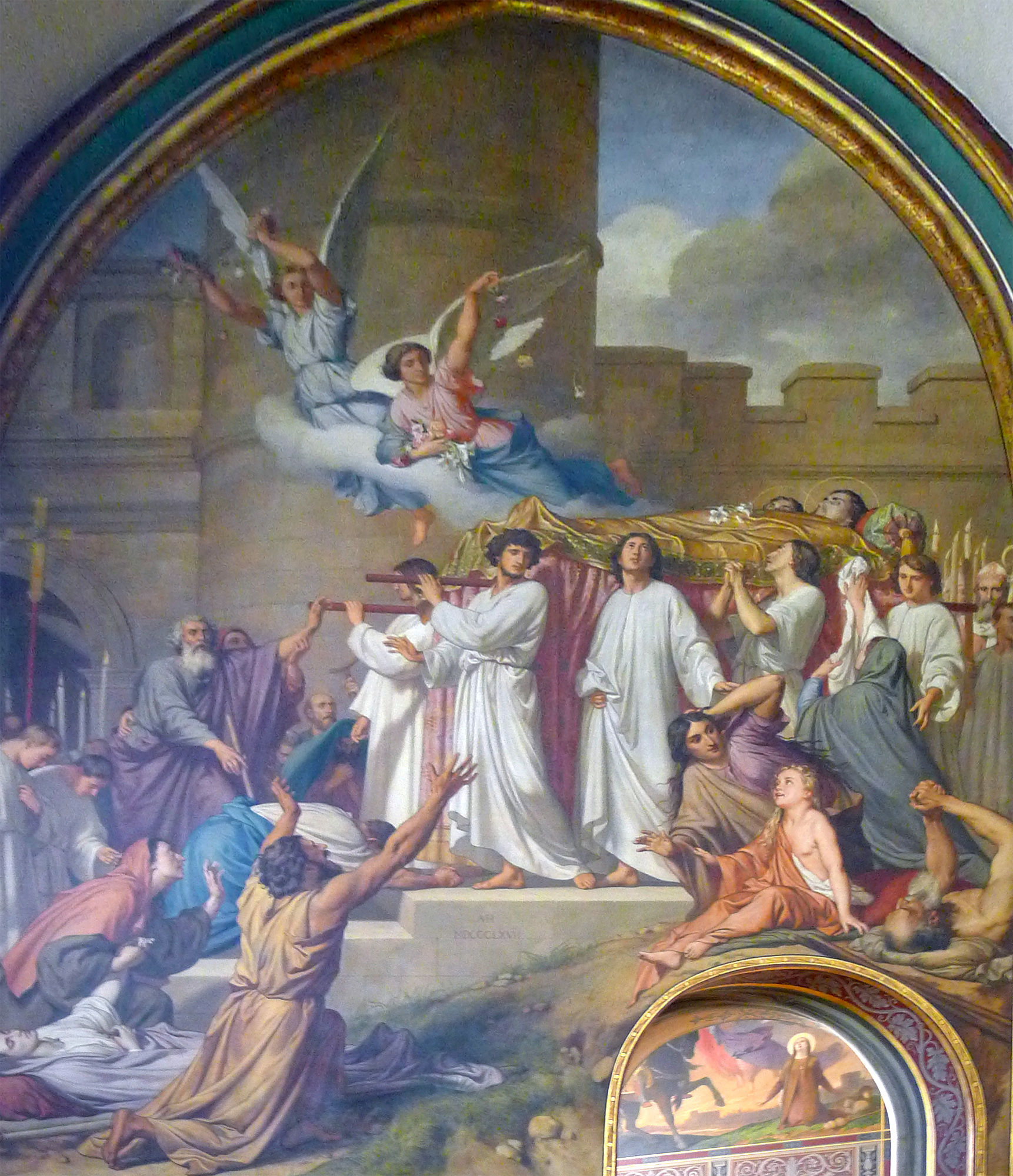
Fresque de la chapelle mitoyenne côté sud de la précédente.
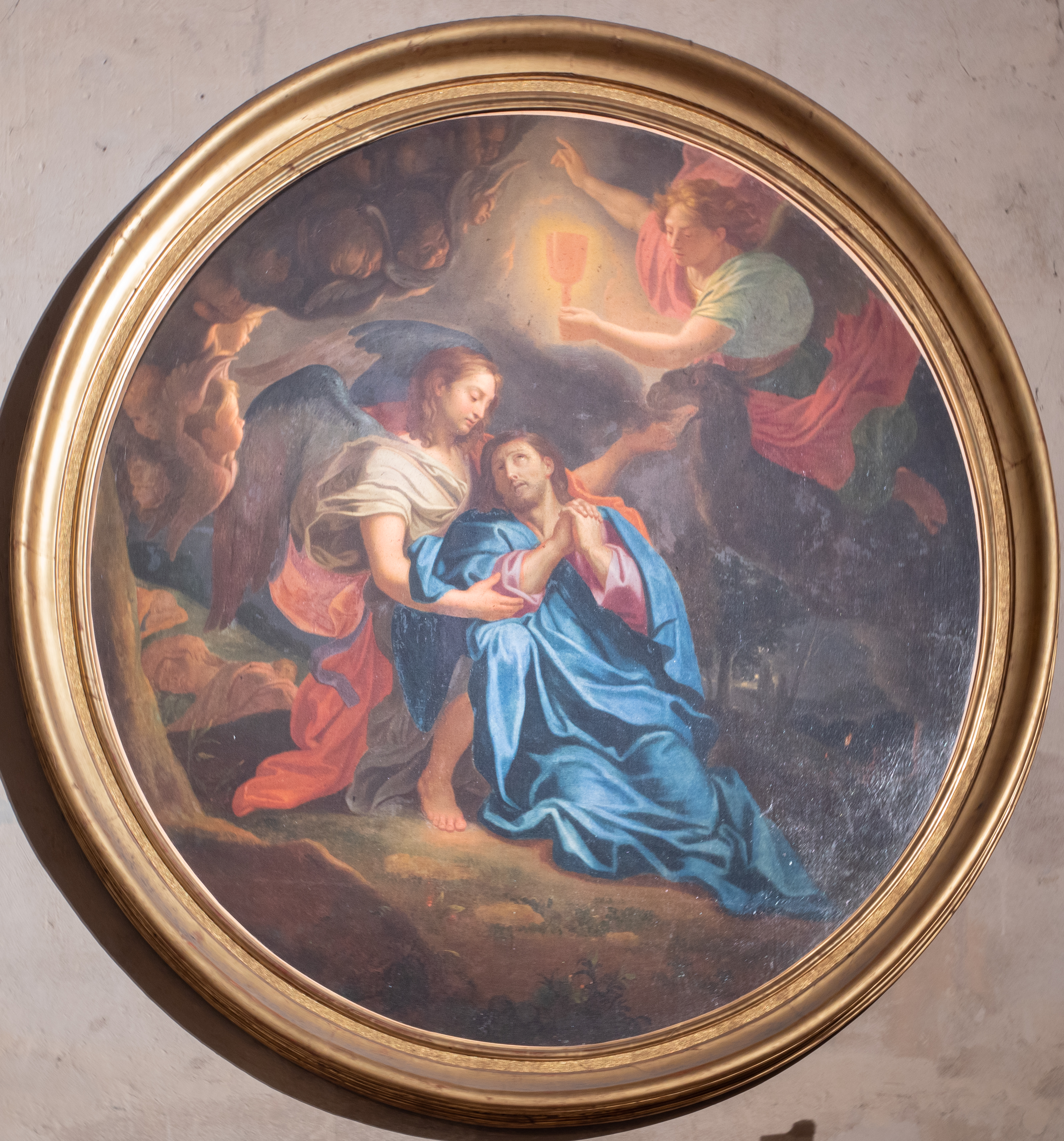
Jésus au Jardin des Oliviers, École de Charles Le Brun.

#### Statuaire
La chapelle de Brégy située au sud de la chapelle de la Vierge abrite le cénotaphe du chancelier de France Michel Le Tellier sculpté par Pierre Mazeline (1686) en collaboration avec Simon Hurtrelle.

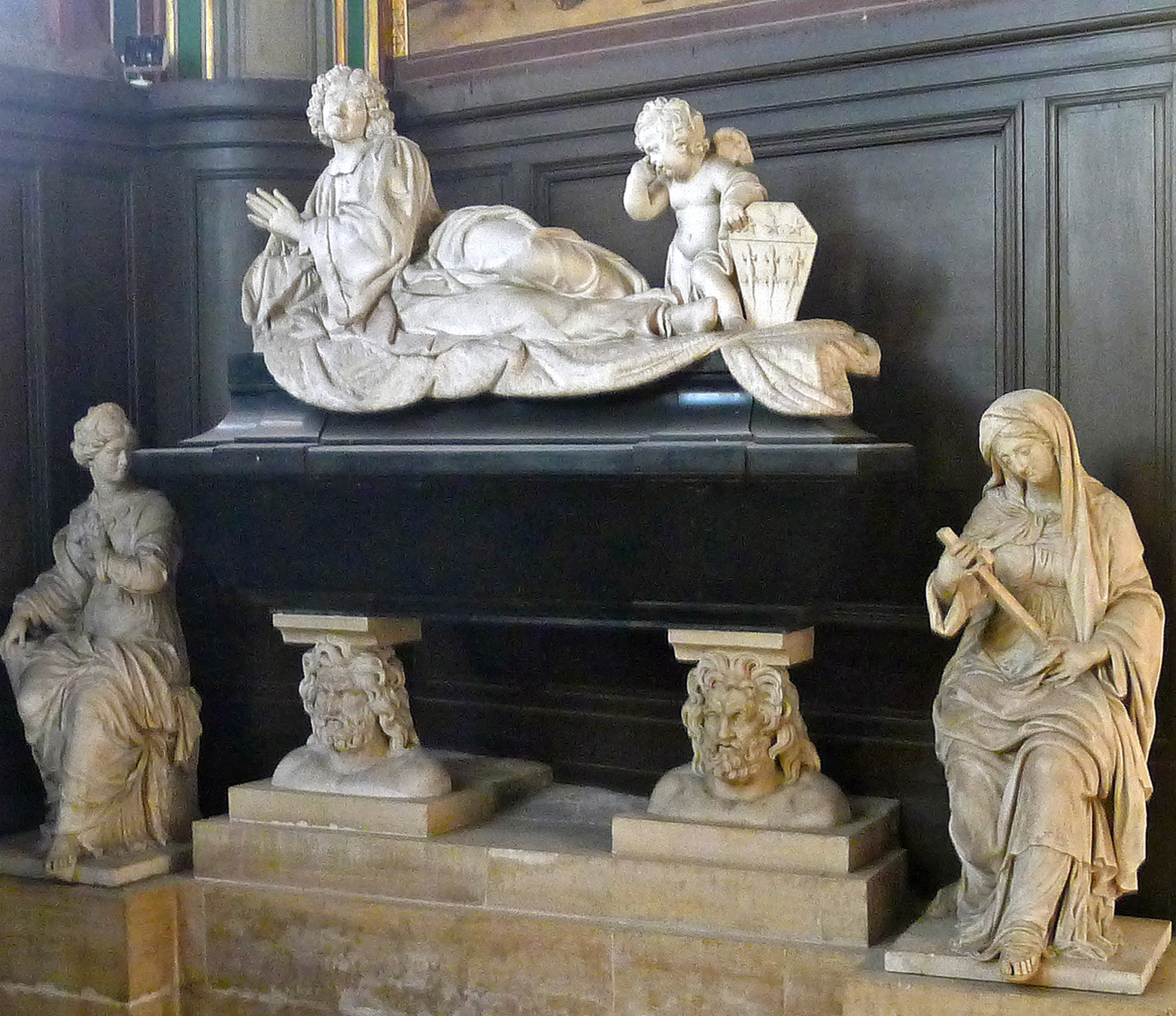
Cénotaphe de Michel Le Tellier.
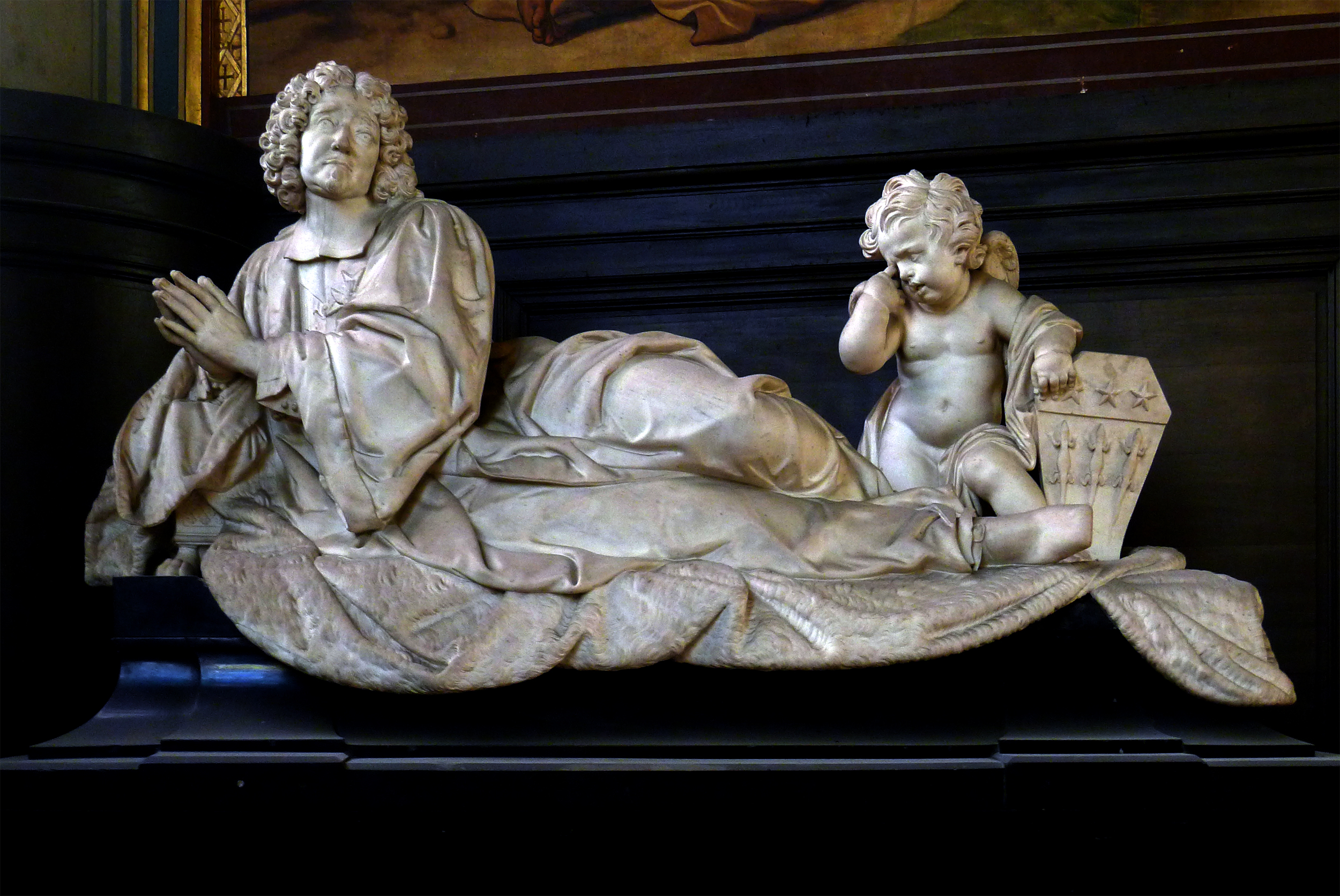
Détail.

Les statues de René Potier (1579-1670), premier duc de Tresmes (en), de son épouse Marguerite de Piney-Luxembourg, et de leur fils Louis, provenant du couvent détruit des Célestins, ont été transférées dans la même chapelle.

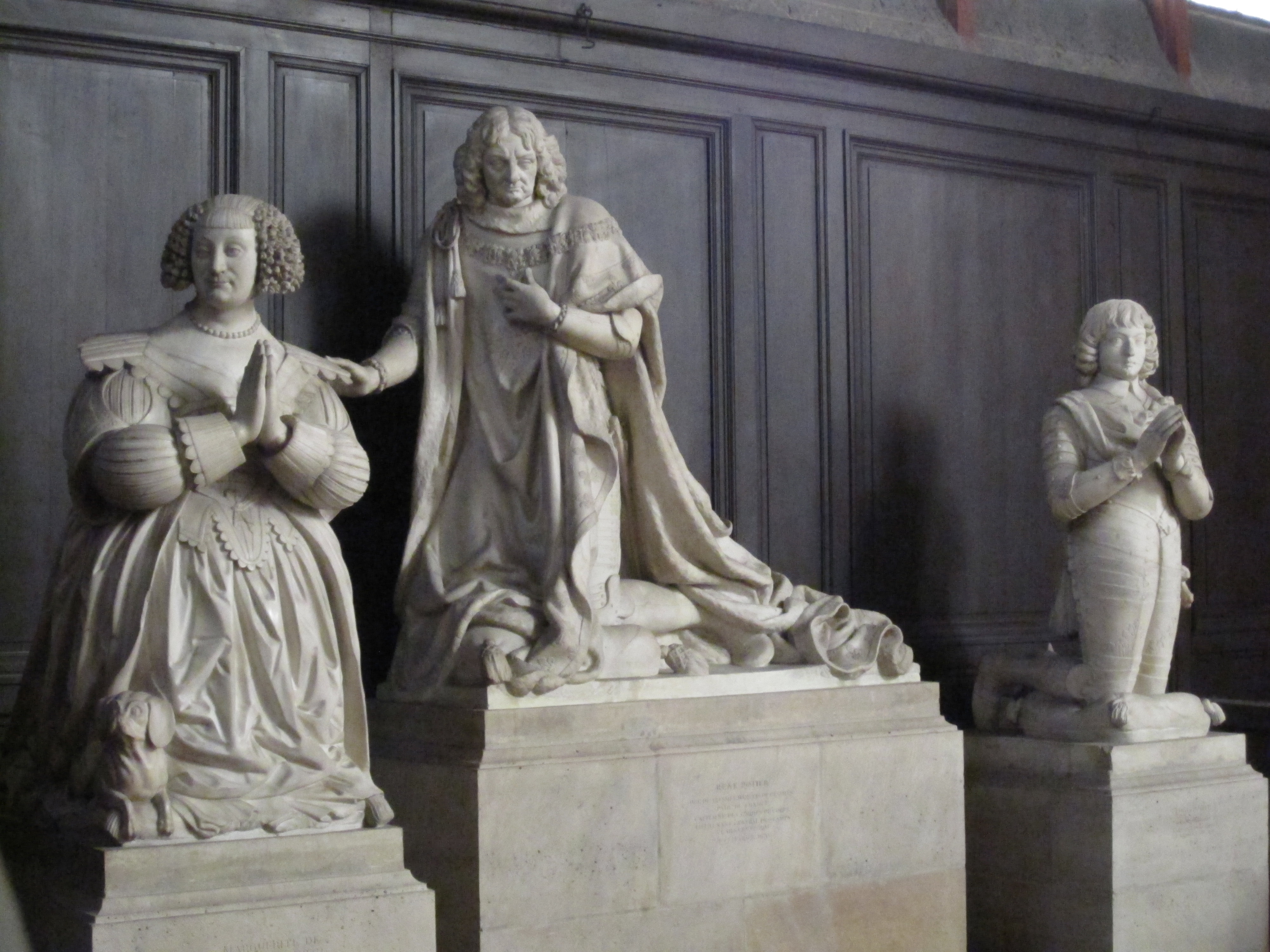
La famille Potier.

On trouve à l'entrée de la chapelle Sainte-Madeleine dans le déambulatoire Nord, une porte en fer forgé réalisée en 1741 par le serrurier Valet.

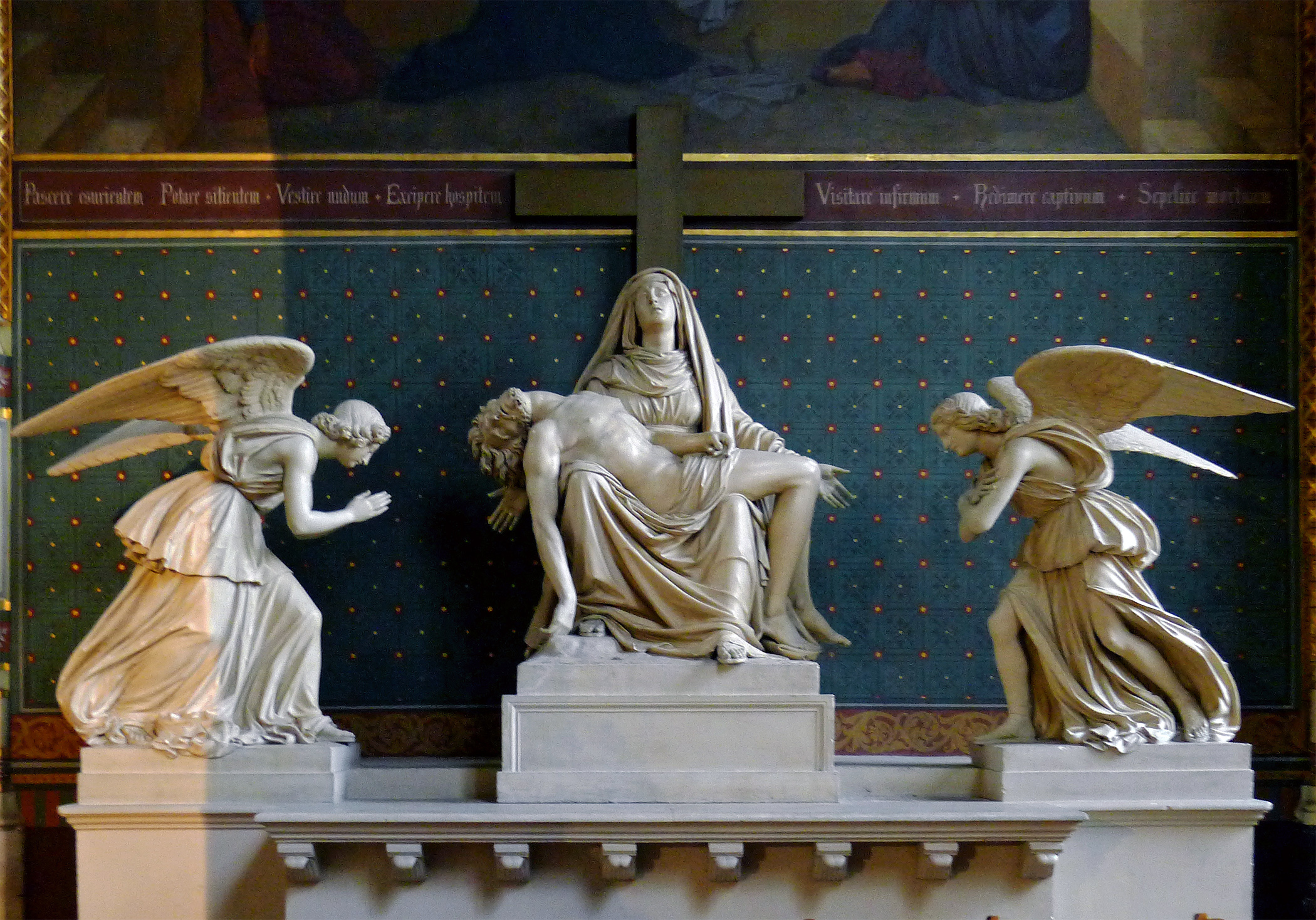
Vierge de douleur entourée d'anges (œuvre de Jean-Pierre Cortot).
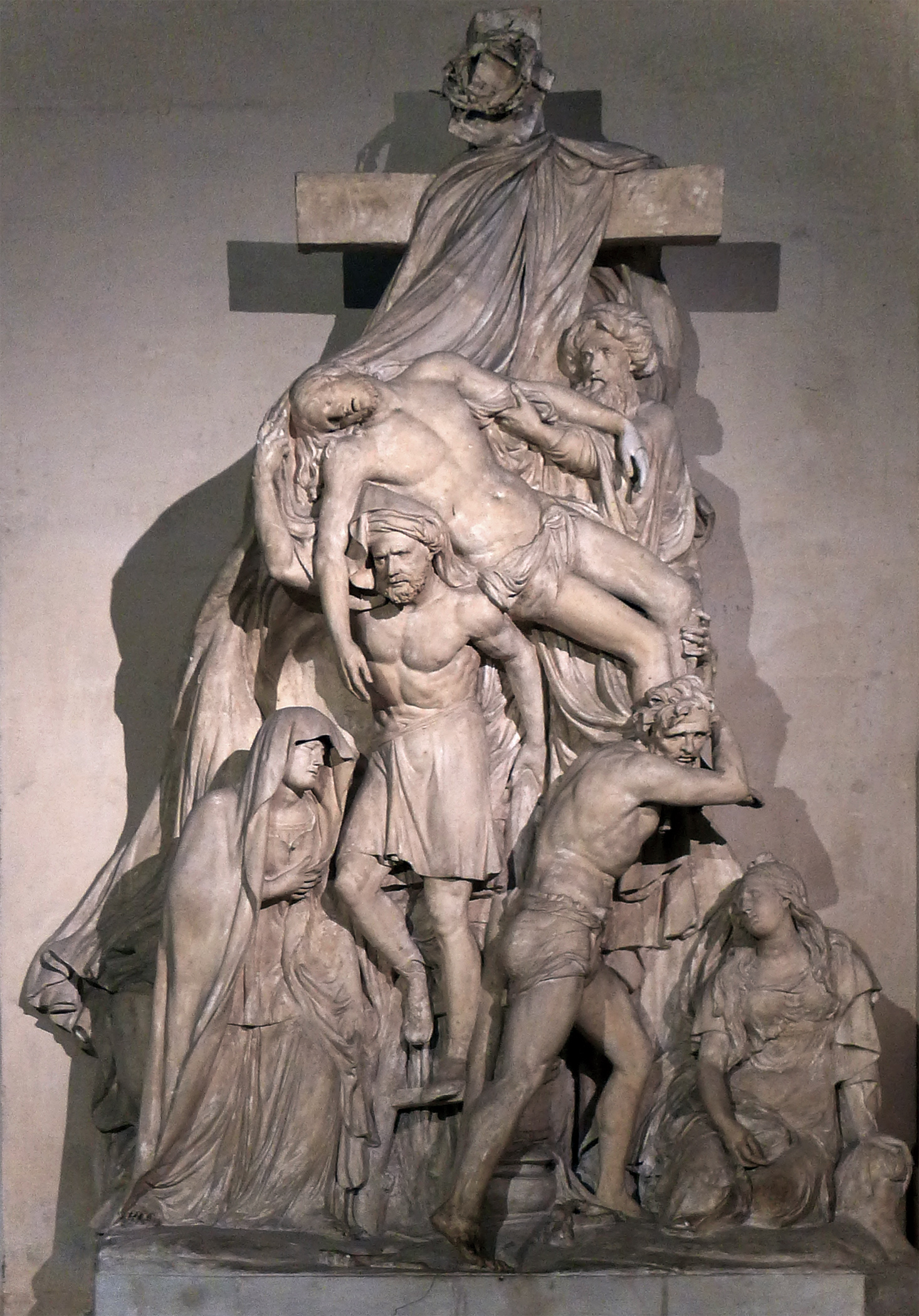
Descente de croix par Edme-François-Étienne Gois (1765-1836).
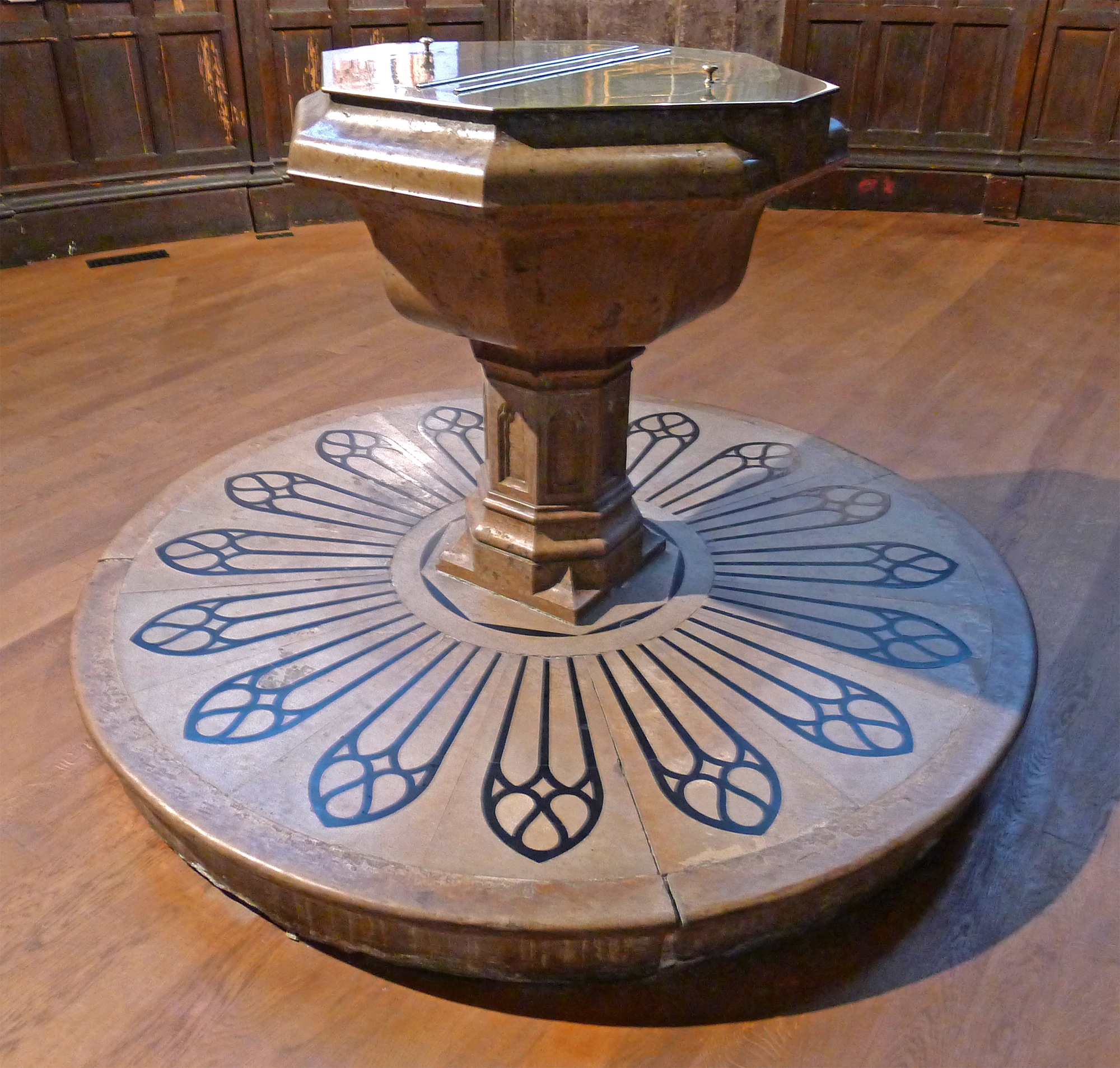
Cuve baptismale.
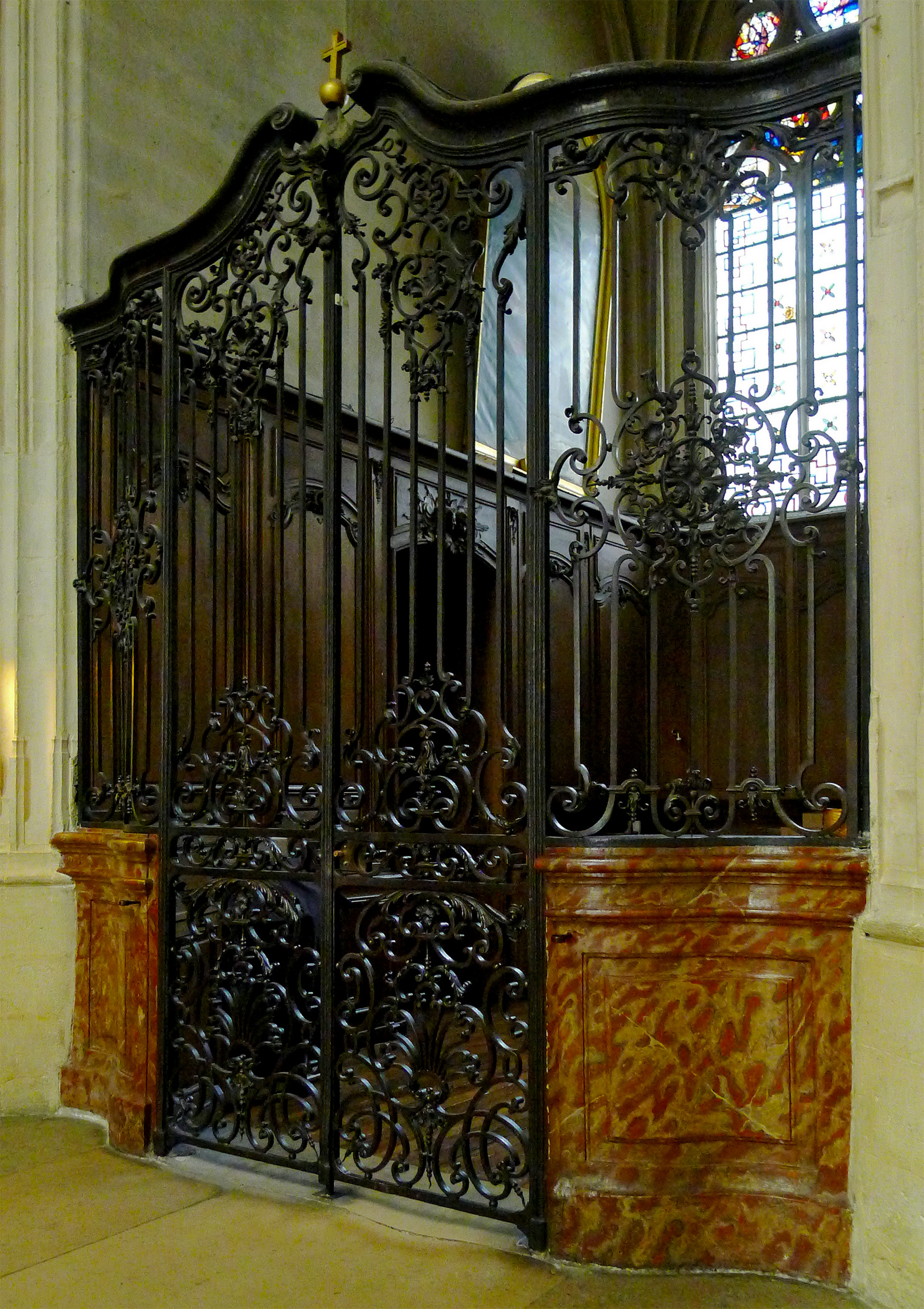
Porte en fer forgé (chapelle Sainte-Madeleine).
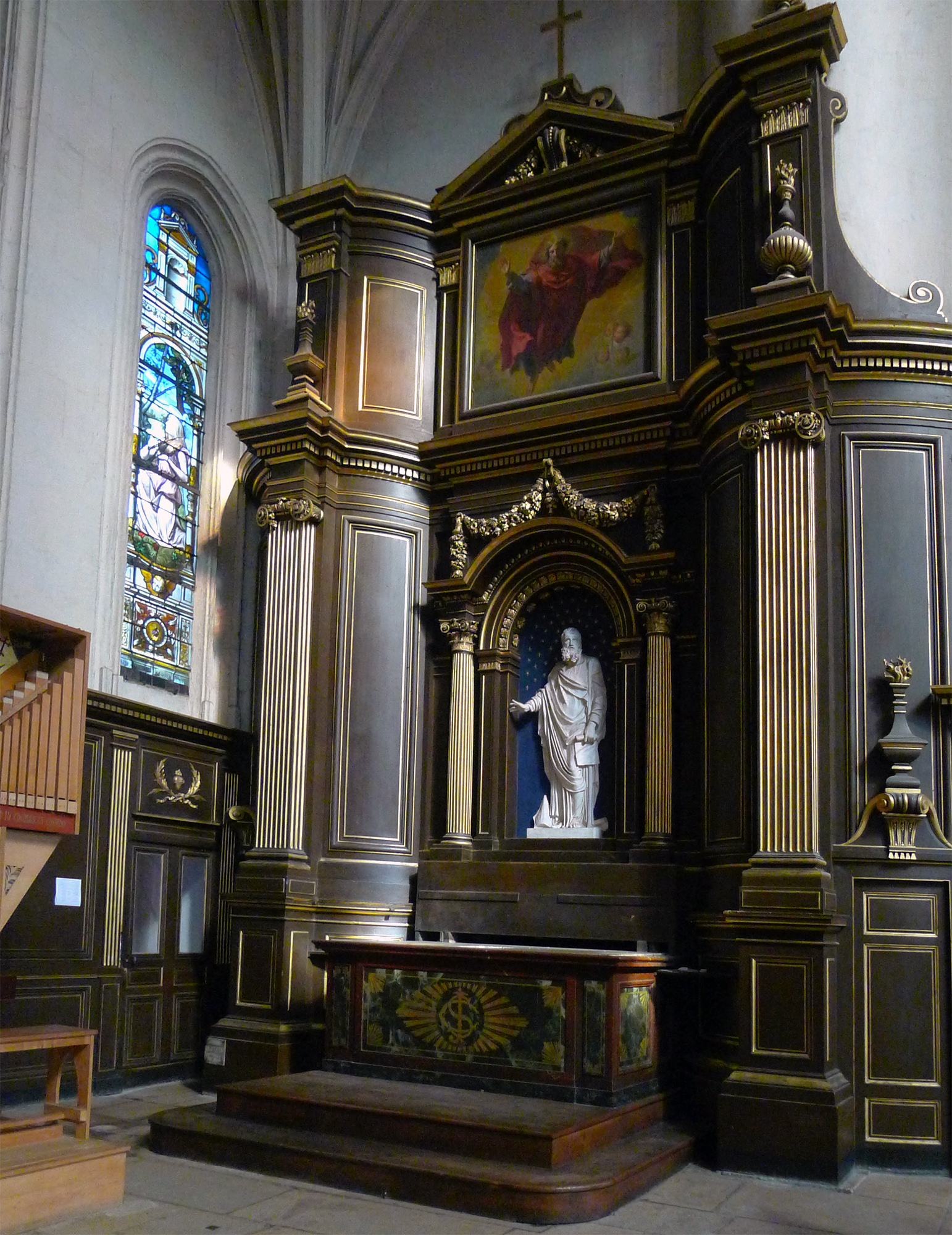
Autel du transept nord.

#### Maquette
L’église Saint-Gervais a la particularité de posséder la maquette en bois du projet de sa façade. C'est une pièce exceptionnelle, car c'est l'unique maquette d'un projet d'architecture du XVIIe siècle conservé aujourd'hui. Datée de 1615, elle est l’œuvre de l'architecte Salomon de Brosse, et fut exécutée par le menuisier Antoine de Hancy.

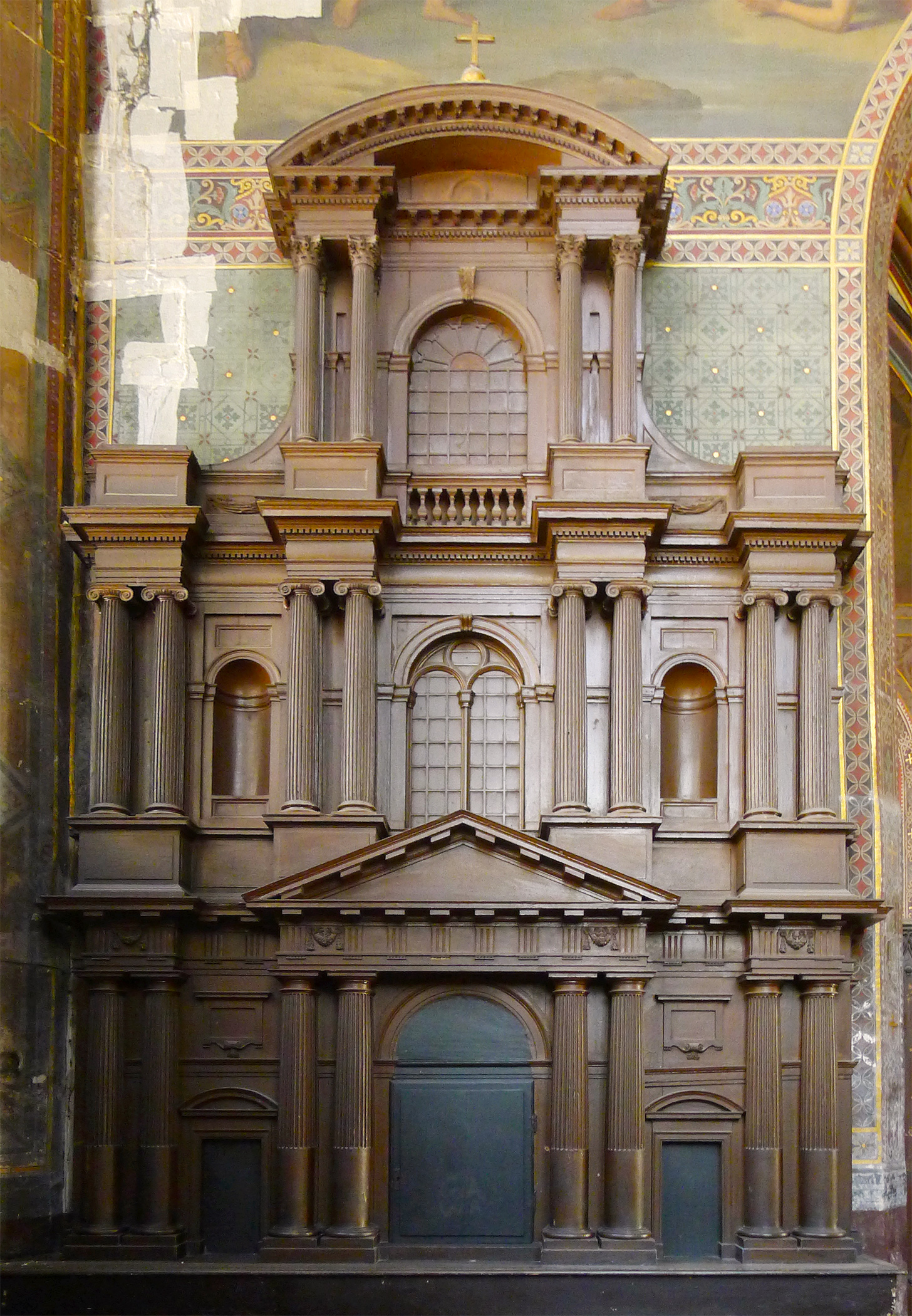
Maquette de la façade en ébénisterie.

#### Chaire
La chaire, de facture assez simple, comporte des panneaux avec des bas-reliefs en bois ainsi que quatre statues représentant les Évangélistes associés aux quatre figures du Tétramorphe.
Saint Jean avec l'aigle, Saint Luc avec le taureau, Saint Mathieu avec l'ange et Saint Marc avec le lion.

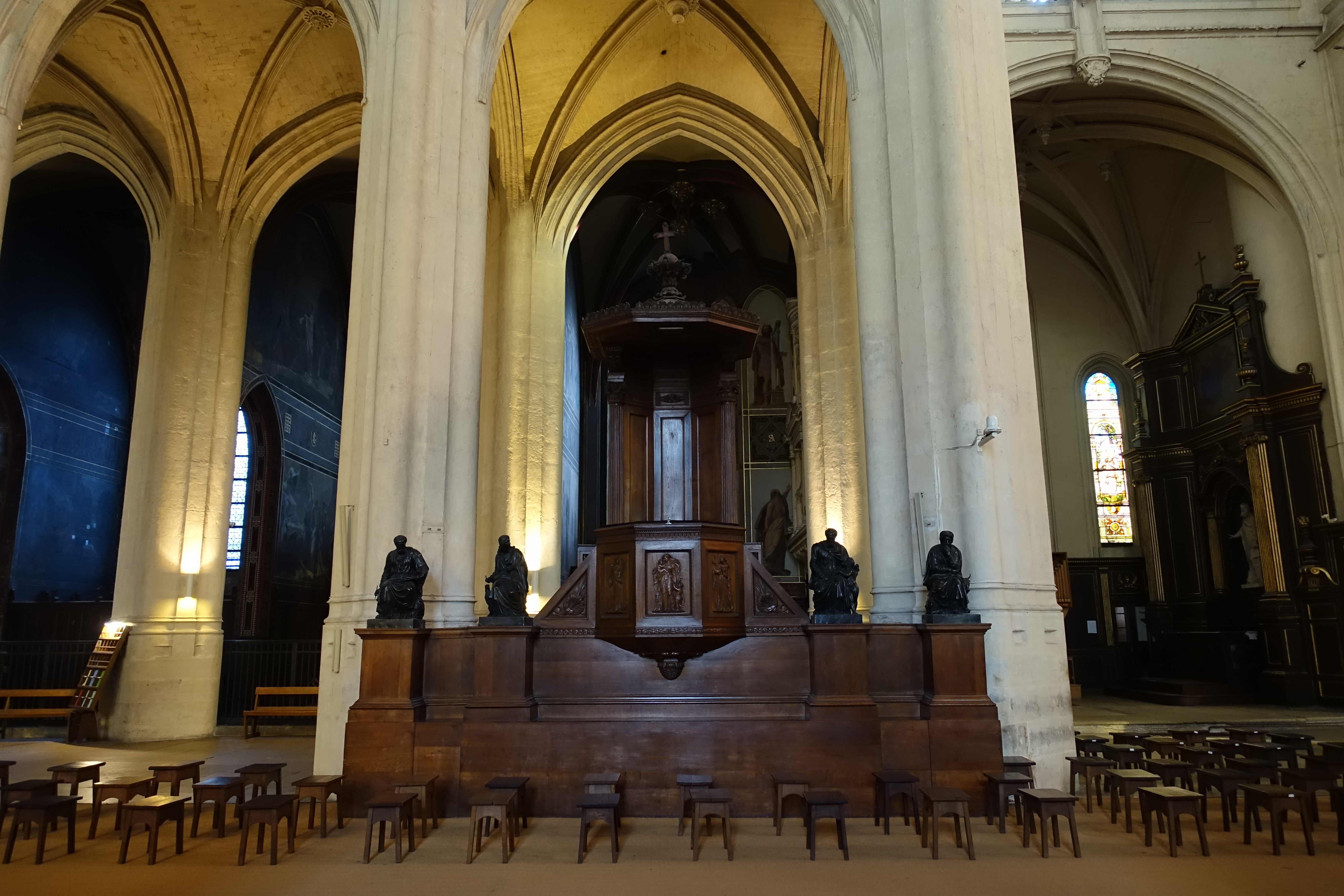
La chaire.
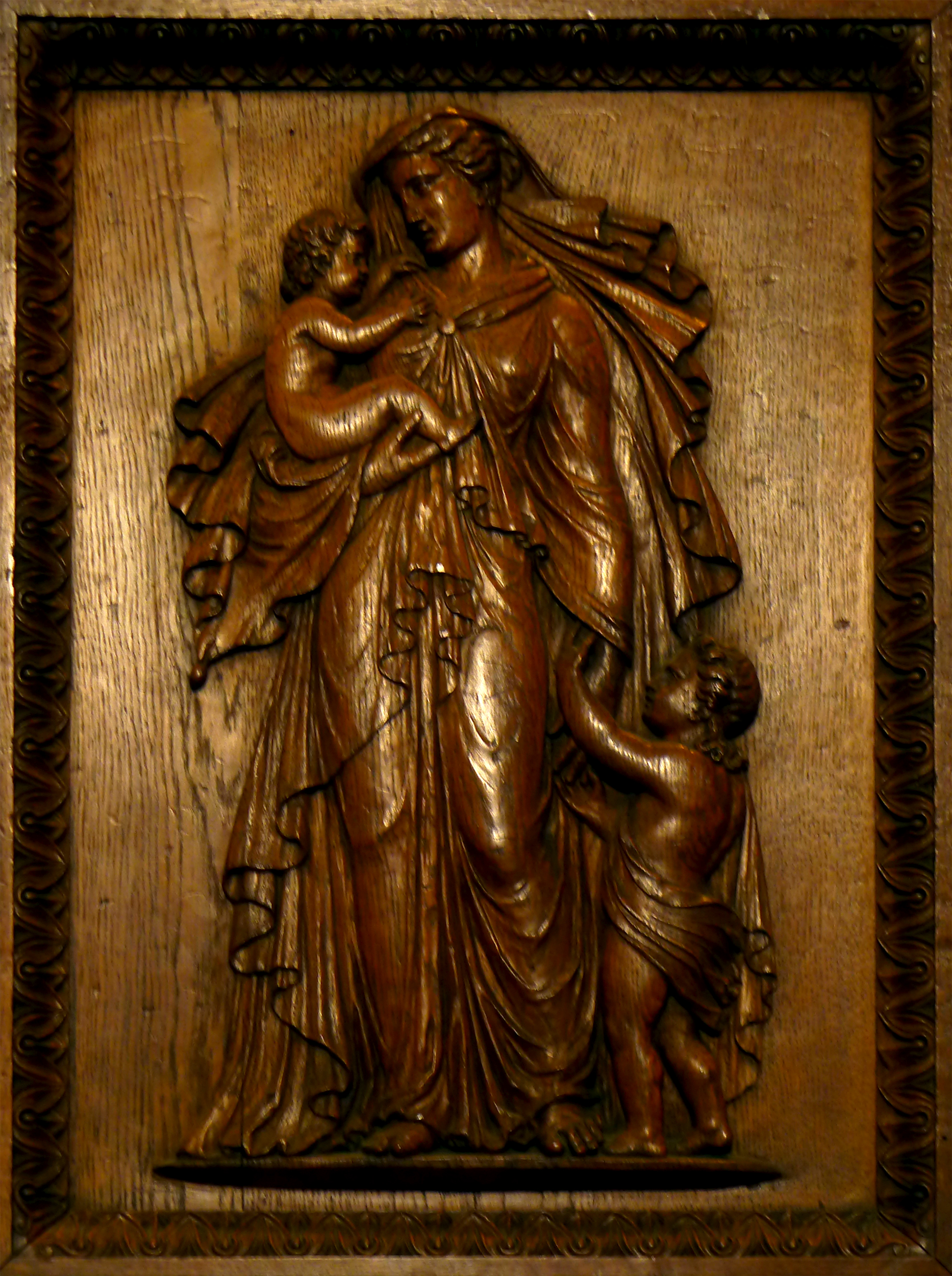
Détail d'un panneau.
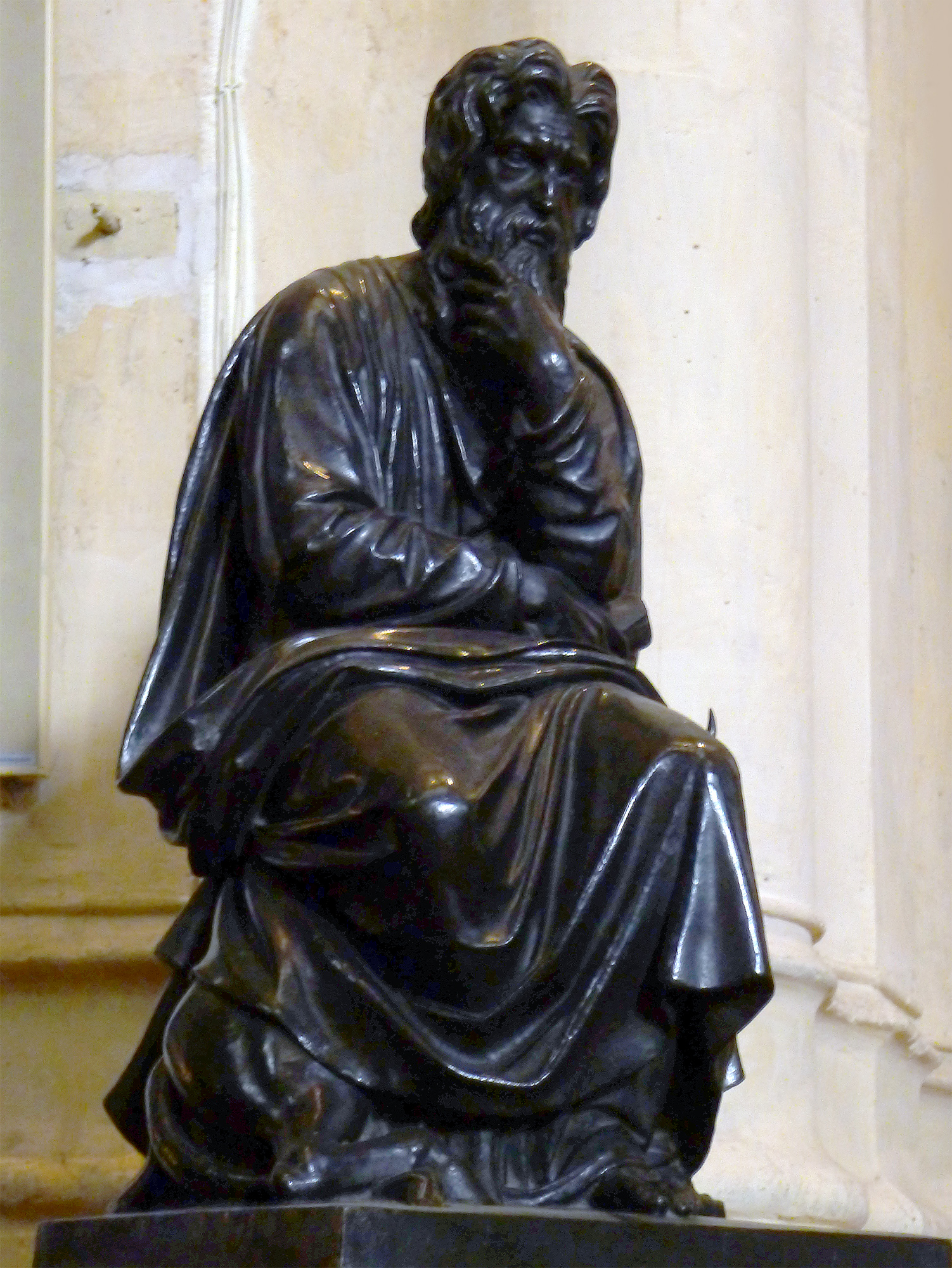
Saint Luc.
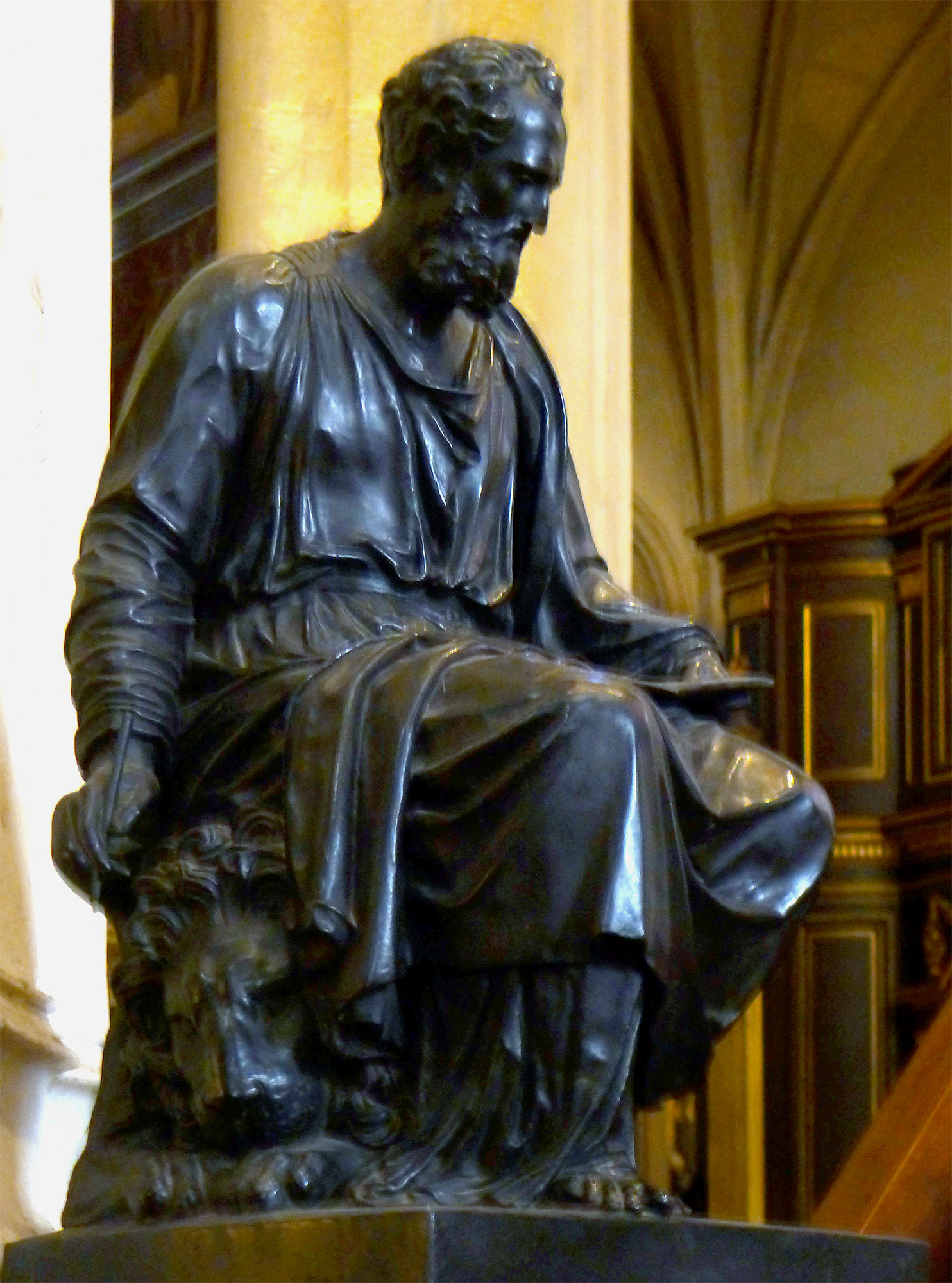
Saint Marc.
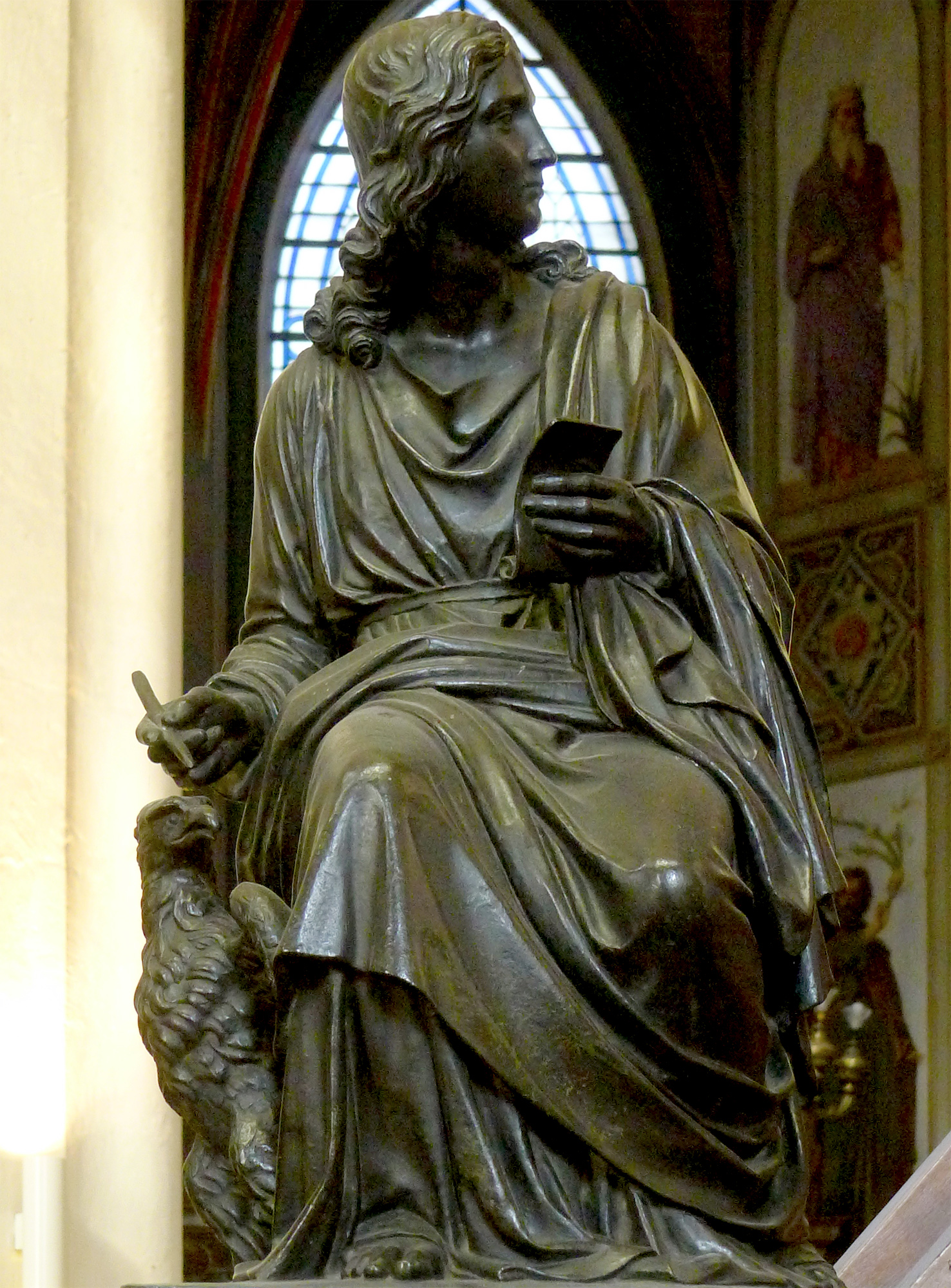
Saint Jean.
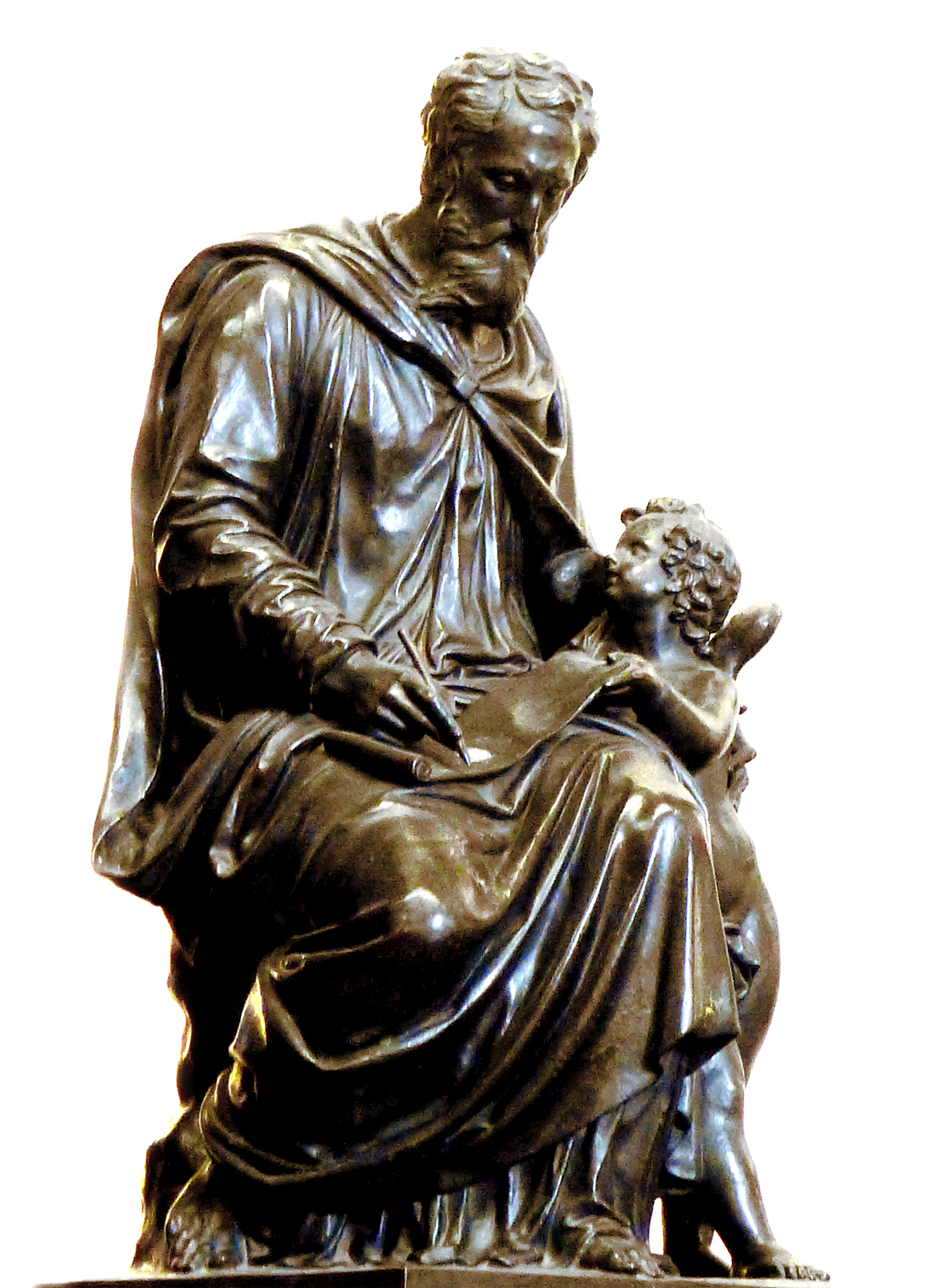
Saint Mathieu.

#### Stalles
Comme dans la plupart des églises parisiennes, Saint-Gervais possède des stalles. Ces rangées de sièges prévues pour les moines ou chanoines se trouvent alignées dans le chœur et possèdent la caractéristique de permettre deux positions : ou bien « assise » ou  bien (si le siège est relevé) debout, avec appui sur une « miséricorde ». Les stalles de Saint-Gervais remontent au XVIe siècle.

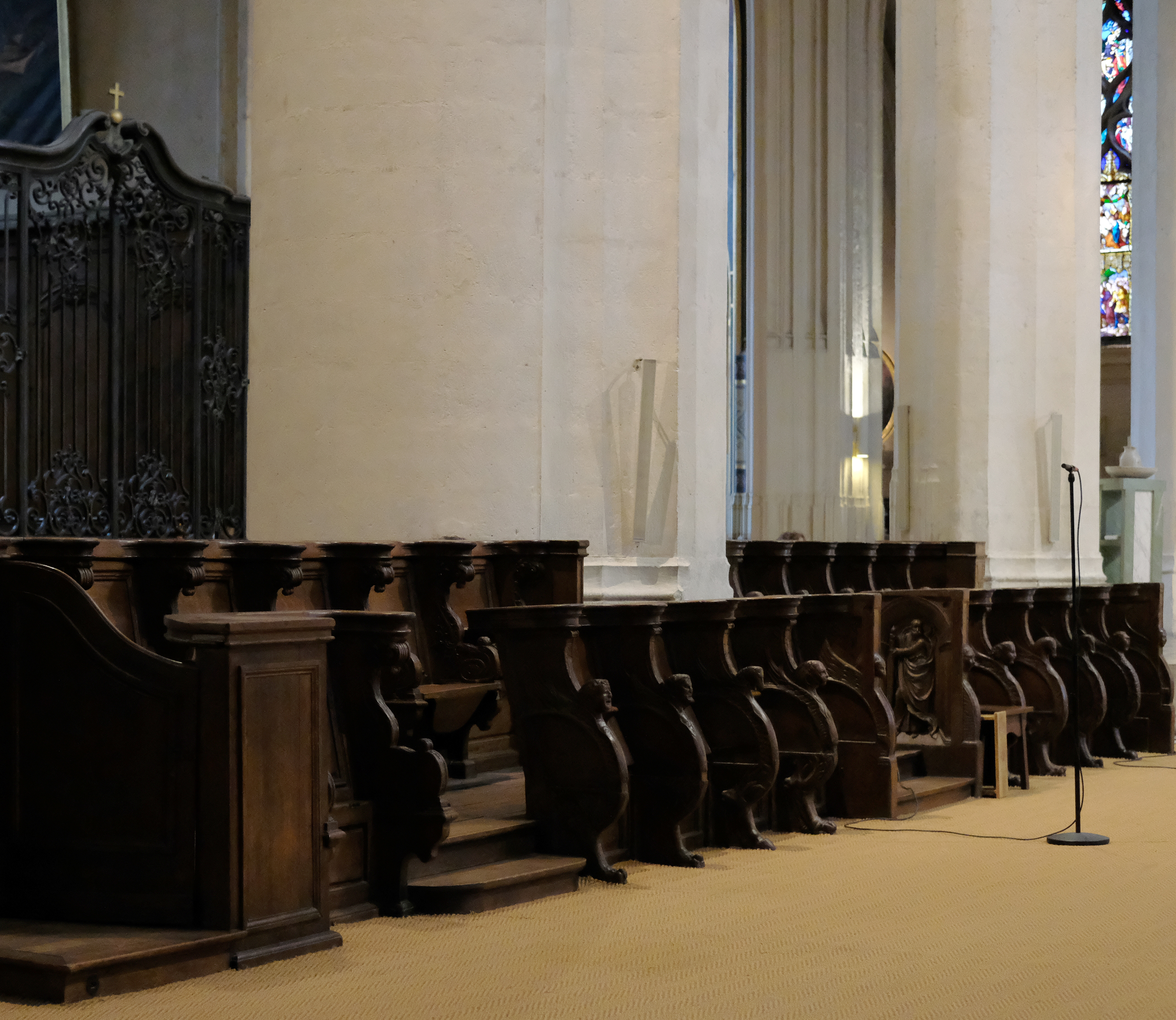
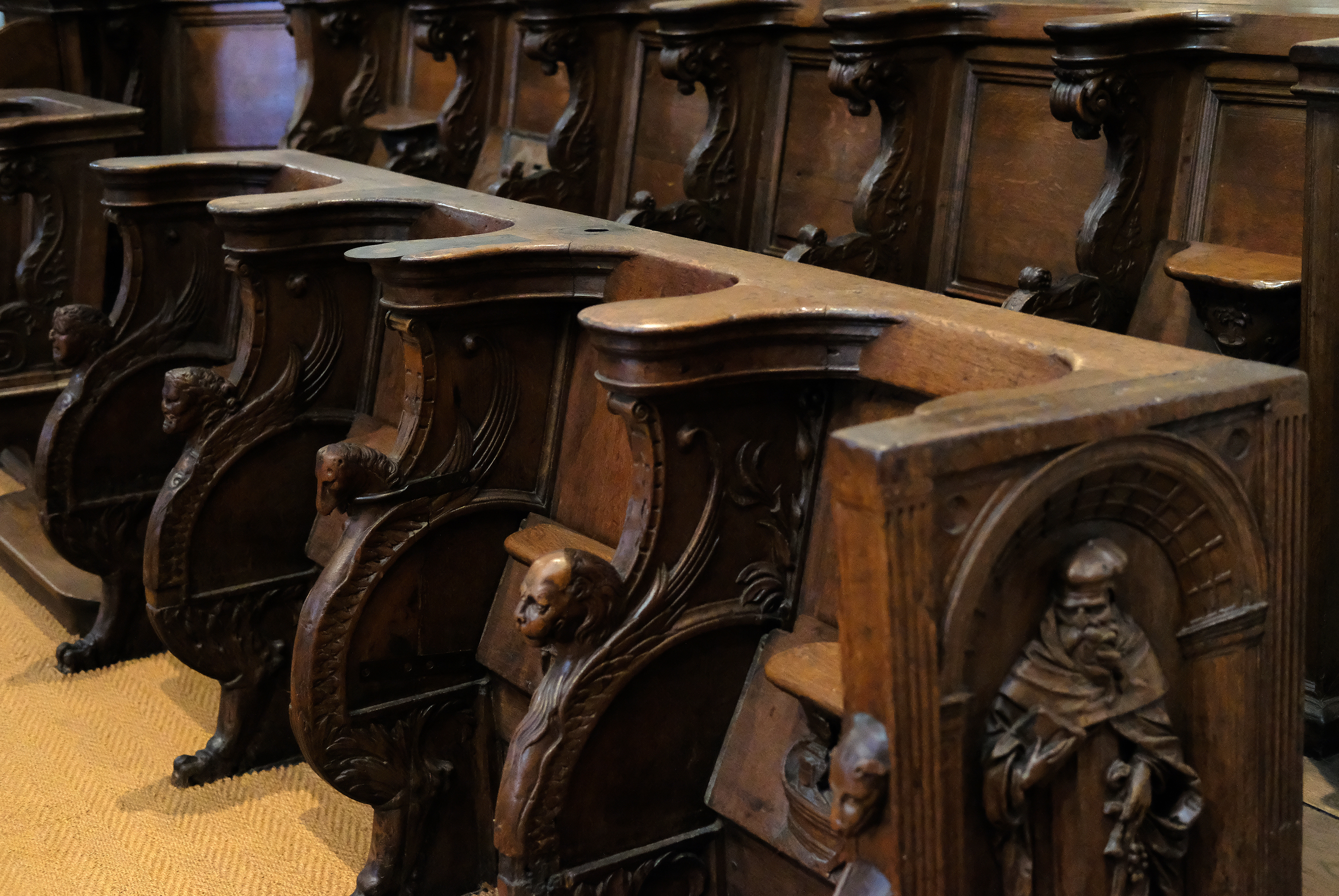
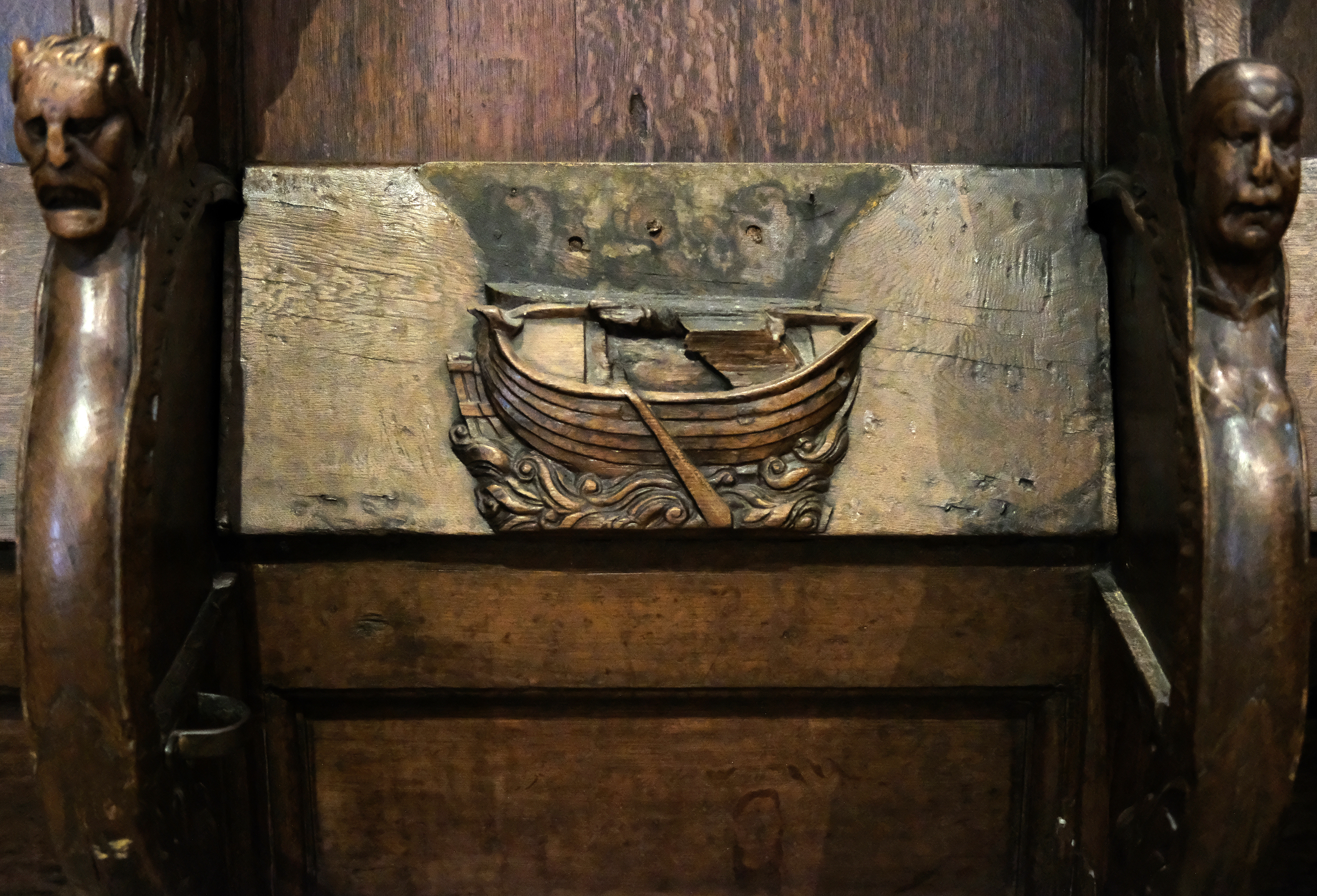

Elles sont illustrées principalement par des motifs représentant les métiers des paroissiens de l'époque, certains censurés depuis car estimés trop licencieux (femmes dénudées...). Parmi les motifs, figurent également des blasons de rois de France (Henri II, François Ier) en raison de la fréquentation de l'église par la cour à la Renaissance.

Blasons royaux
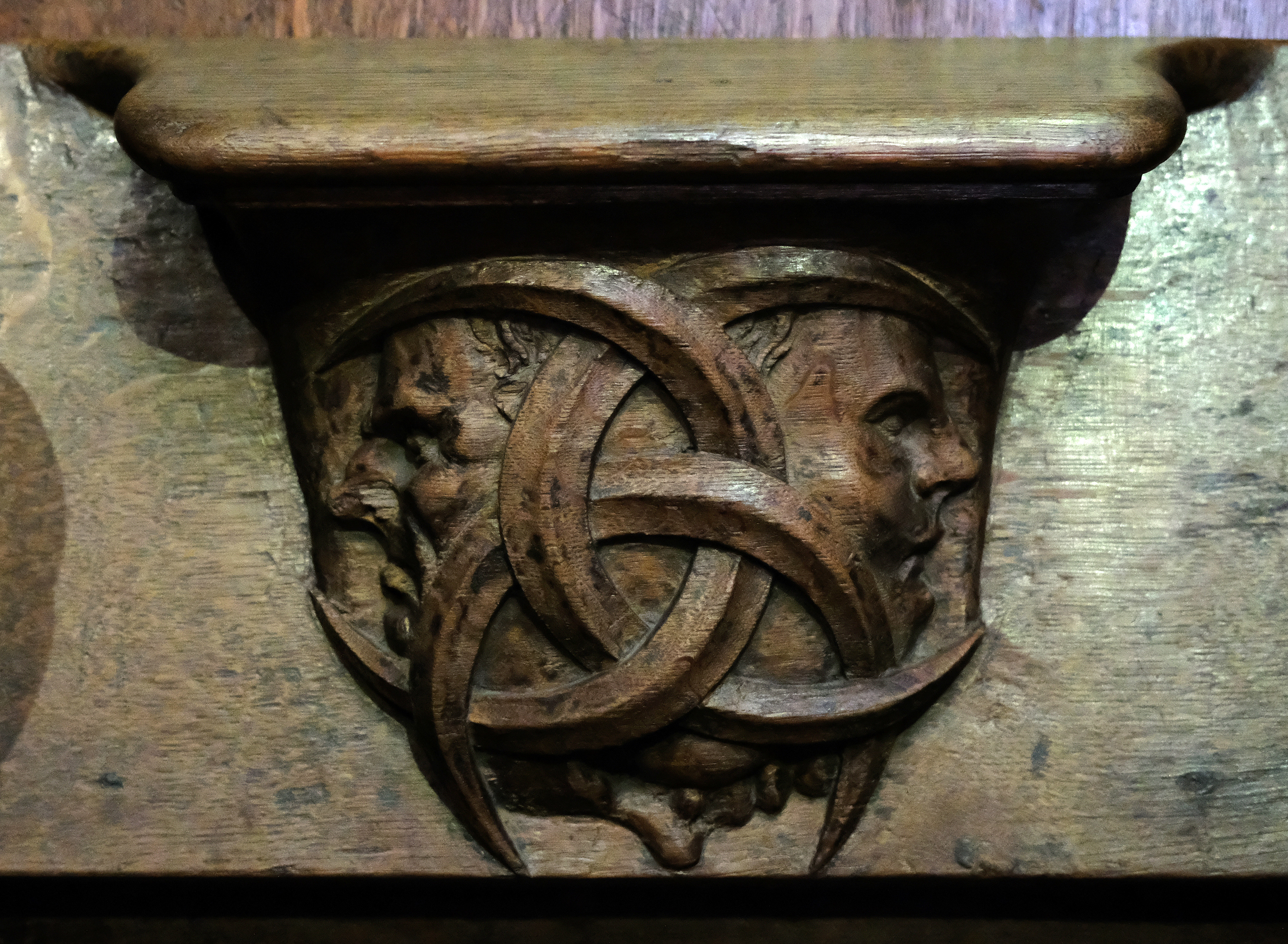
Croissants de lune d'Henri II.
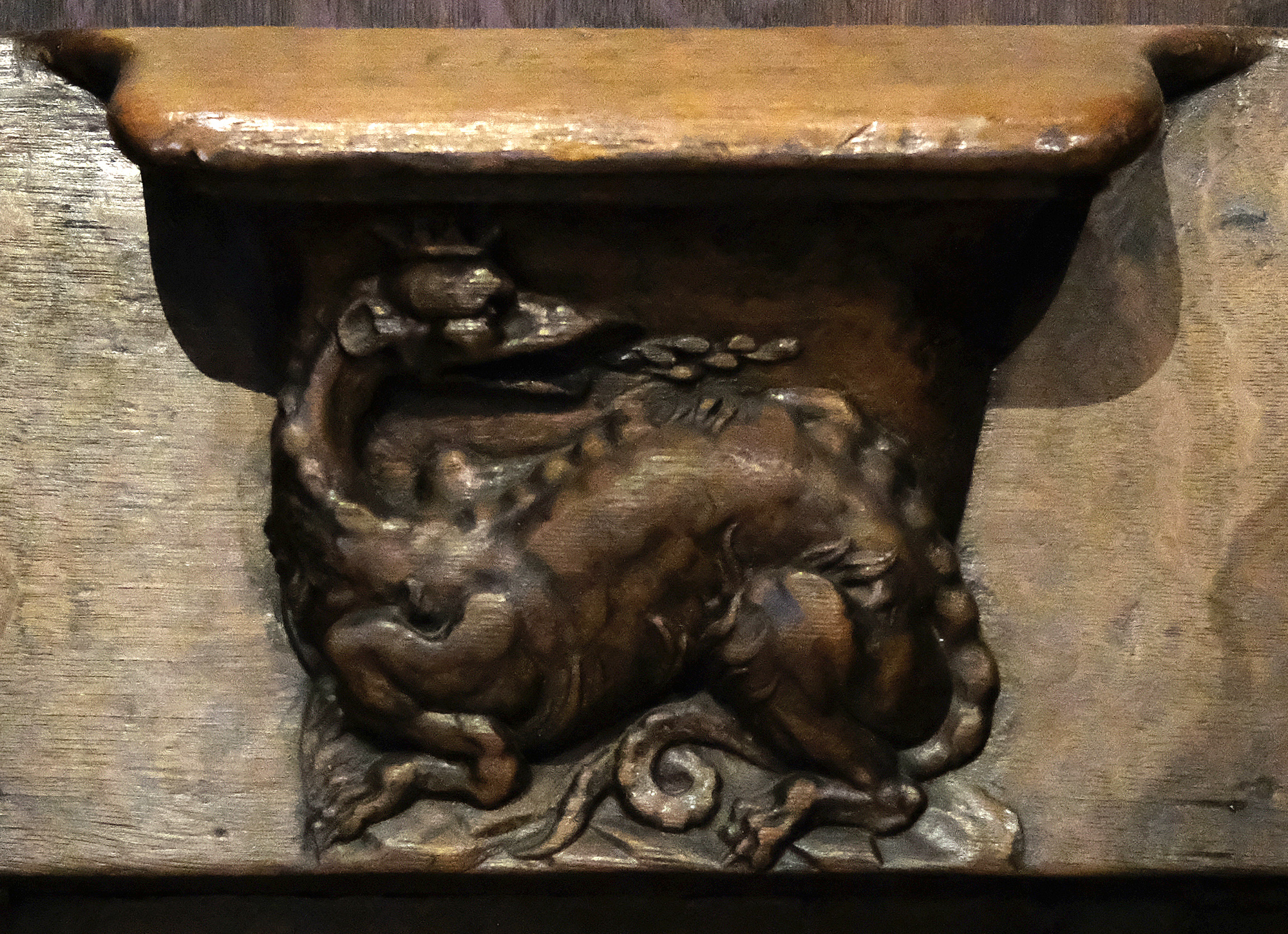
Salamandre de François Ier.

Métiers
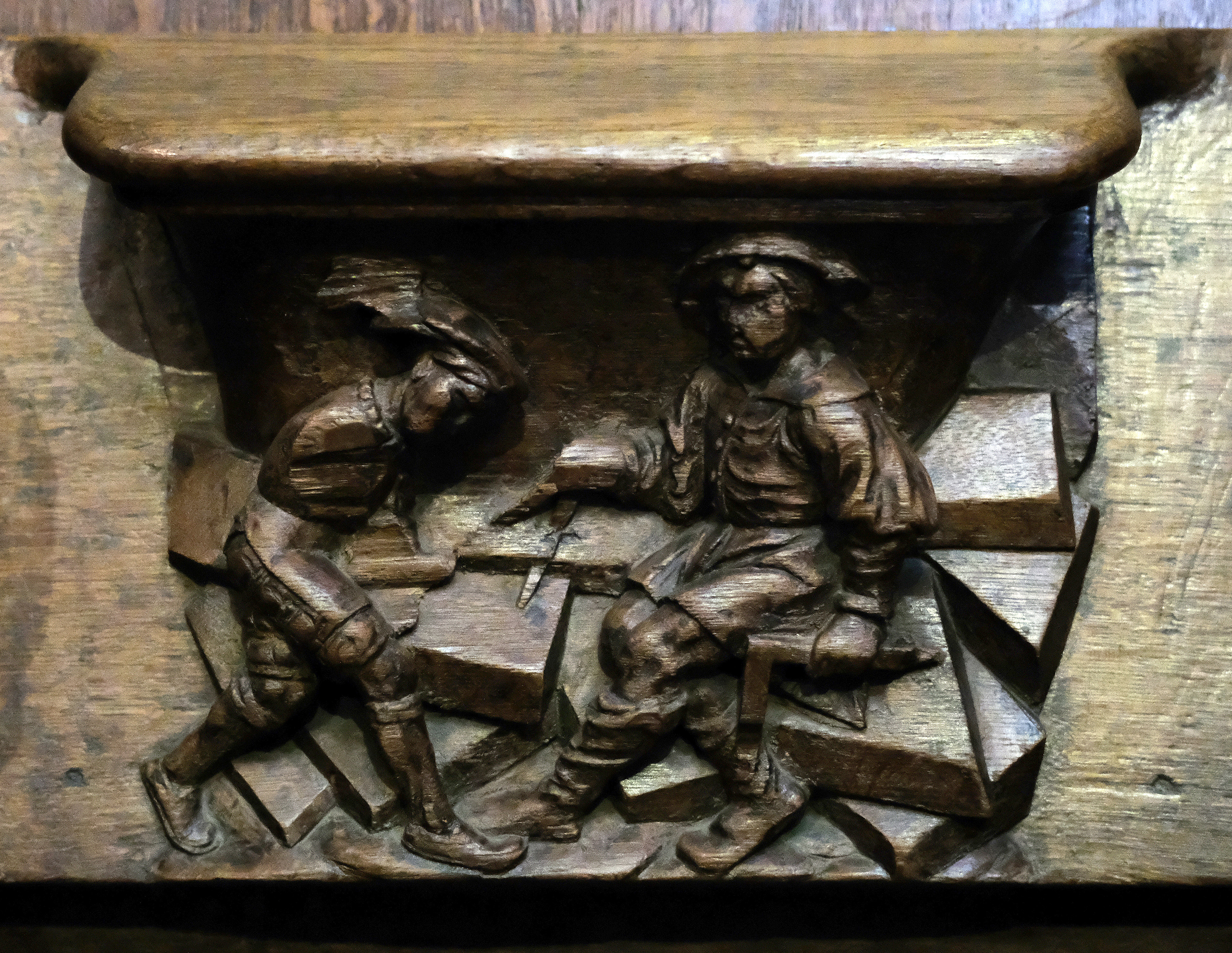
Bâtisseurs.
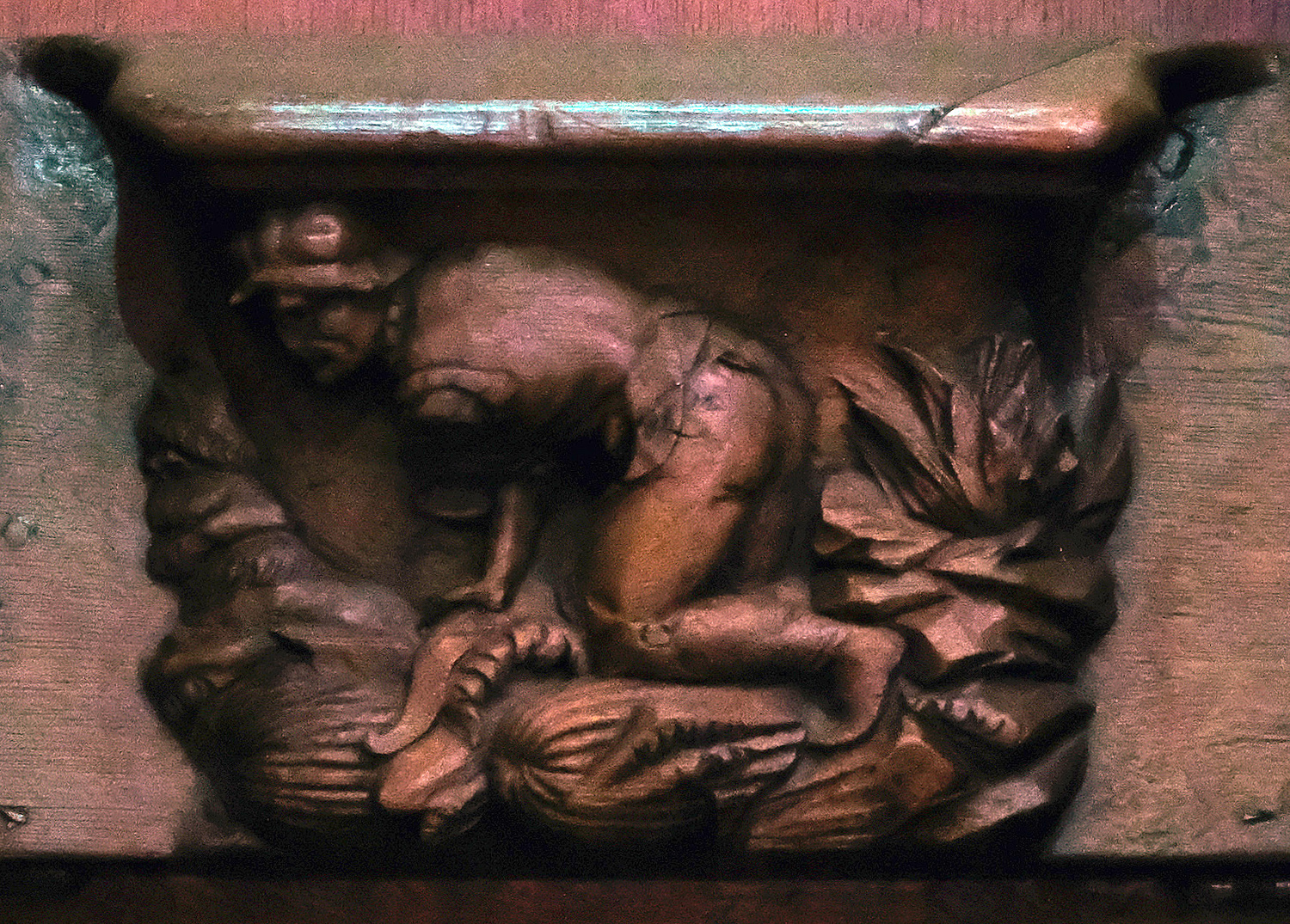
Agriculteur.
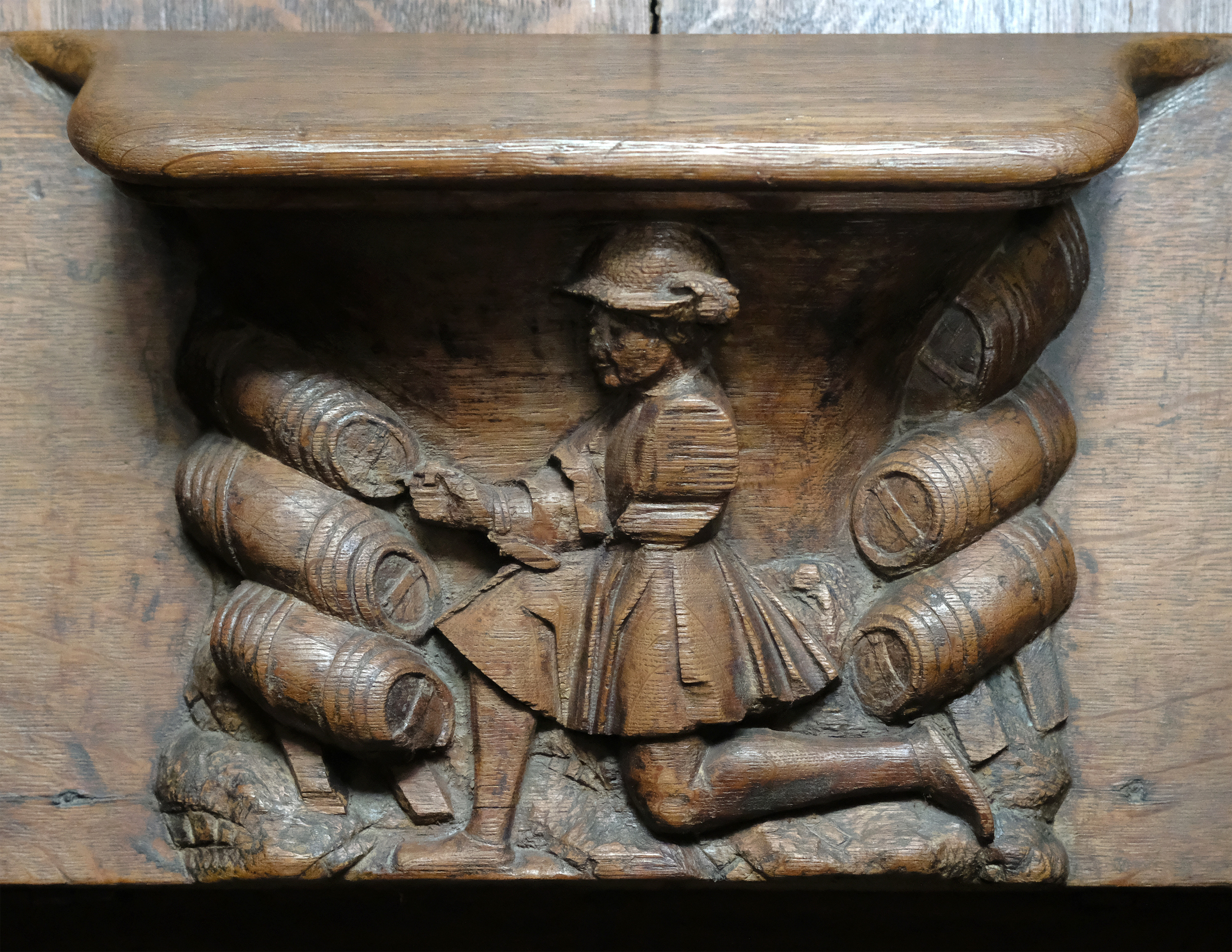
Vigneron ou marchand de vin.

Miséricordes licencieuses
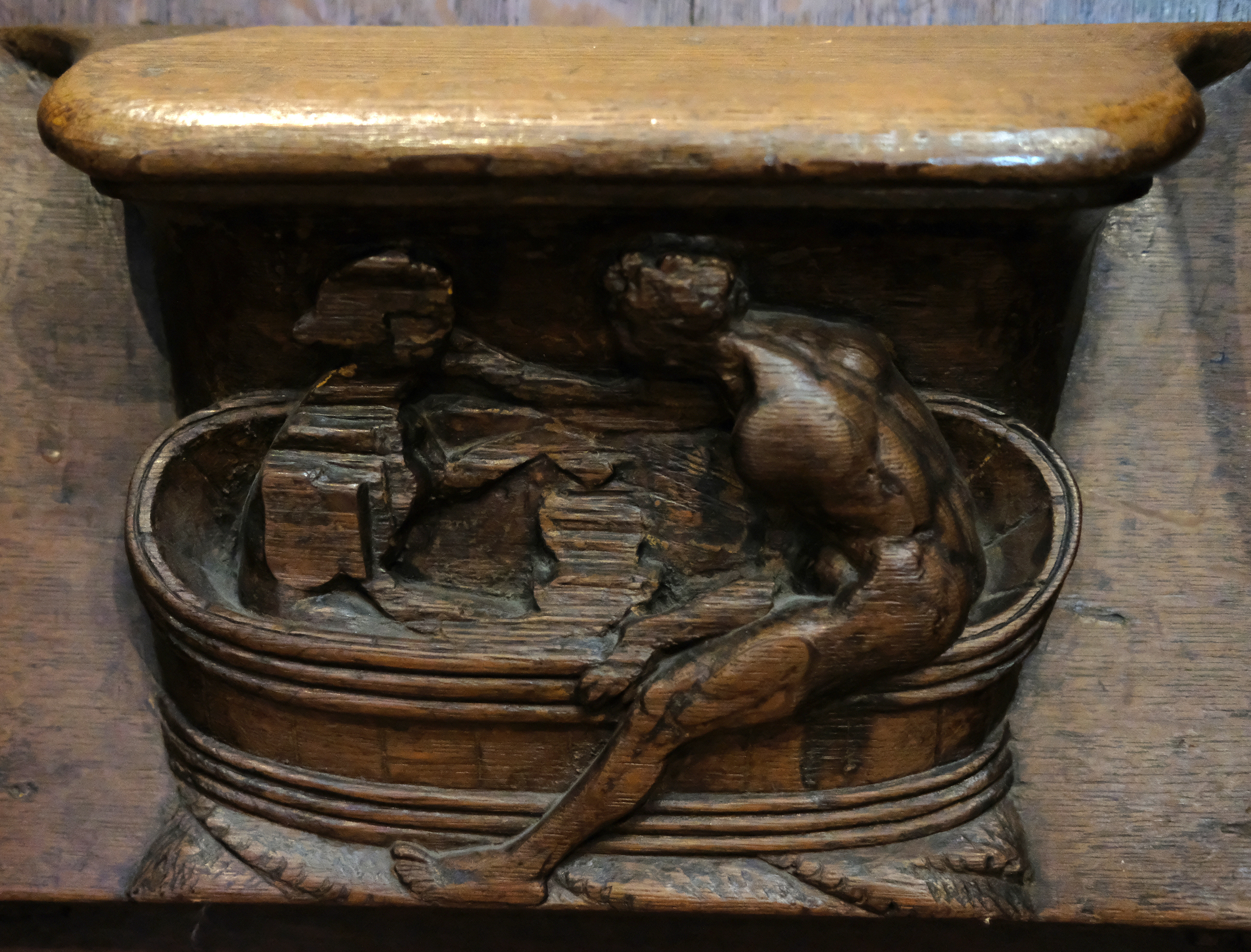
Couple prenant un bain.
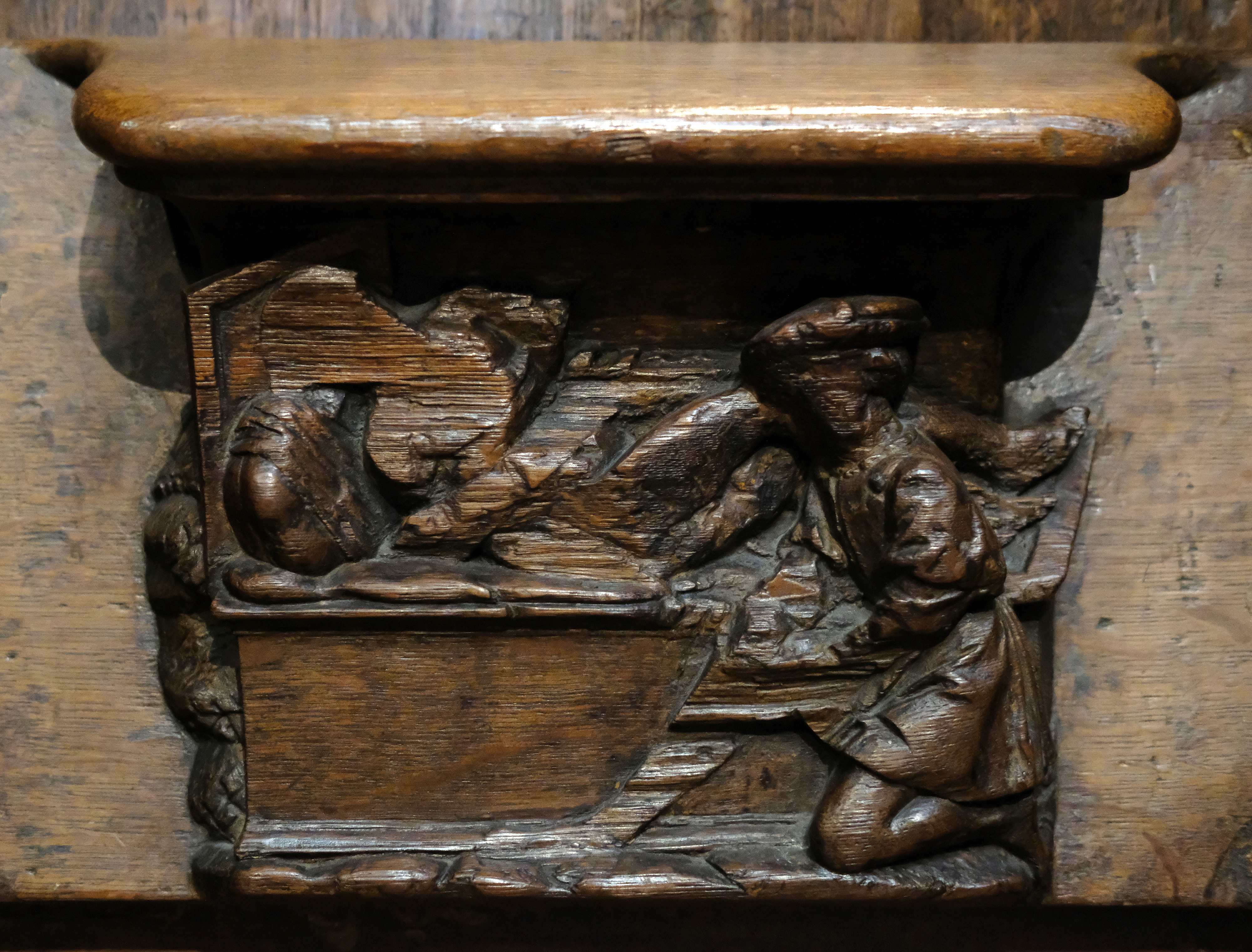
Médecin examinant une femme.
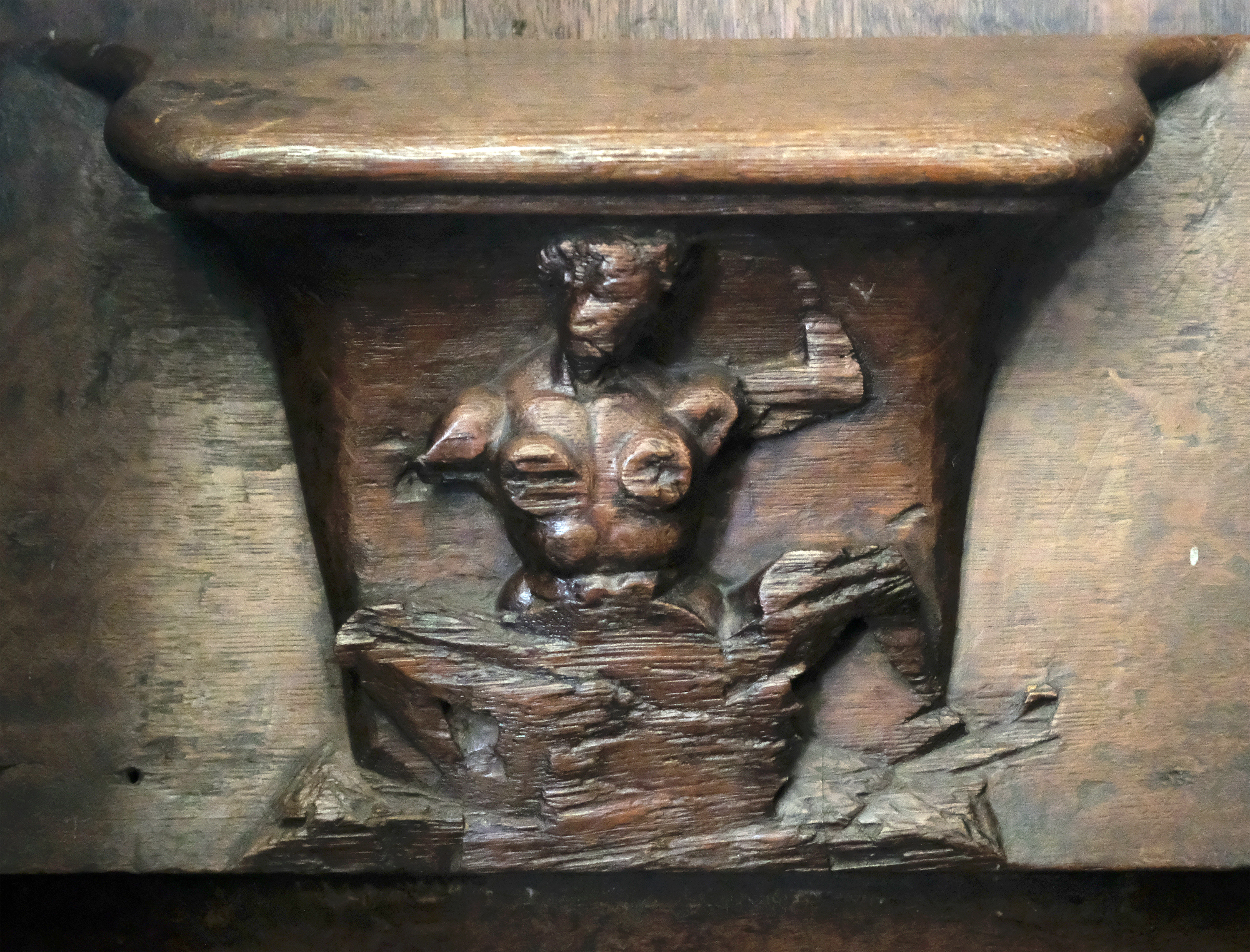
Femme sortant du bain.

### Les orgues
L'église Saint-Gervais accueillit, pendant plus de deux siècles, à partir de 1653, une grande dynastie de musiciens français : les Couperin, organistes de l'orgue de tribune. L'orgue de Louis et François Couperin est aujourd'hui encore présent à l'intérieur de l'église.

#### Le grand orgue de tribune

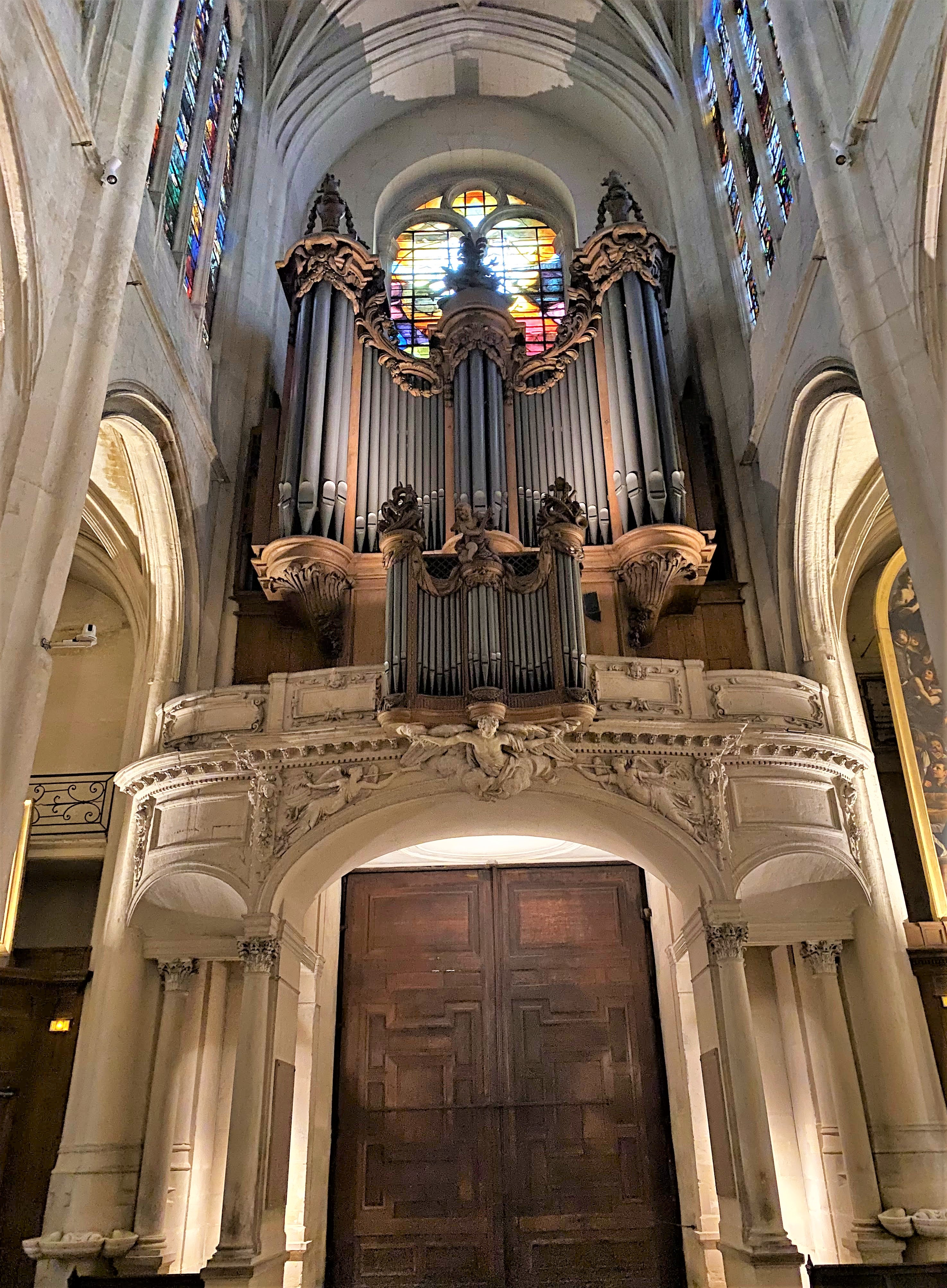
Grandes orgues (vue d'ensemble).

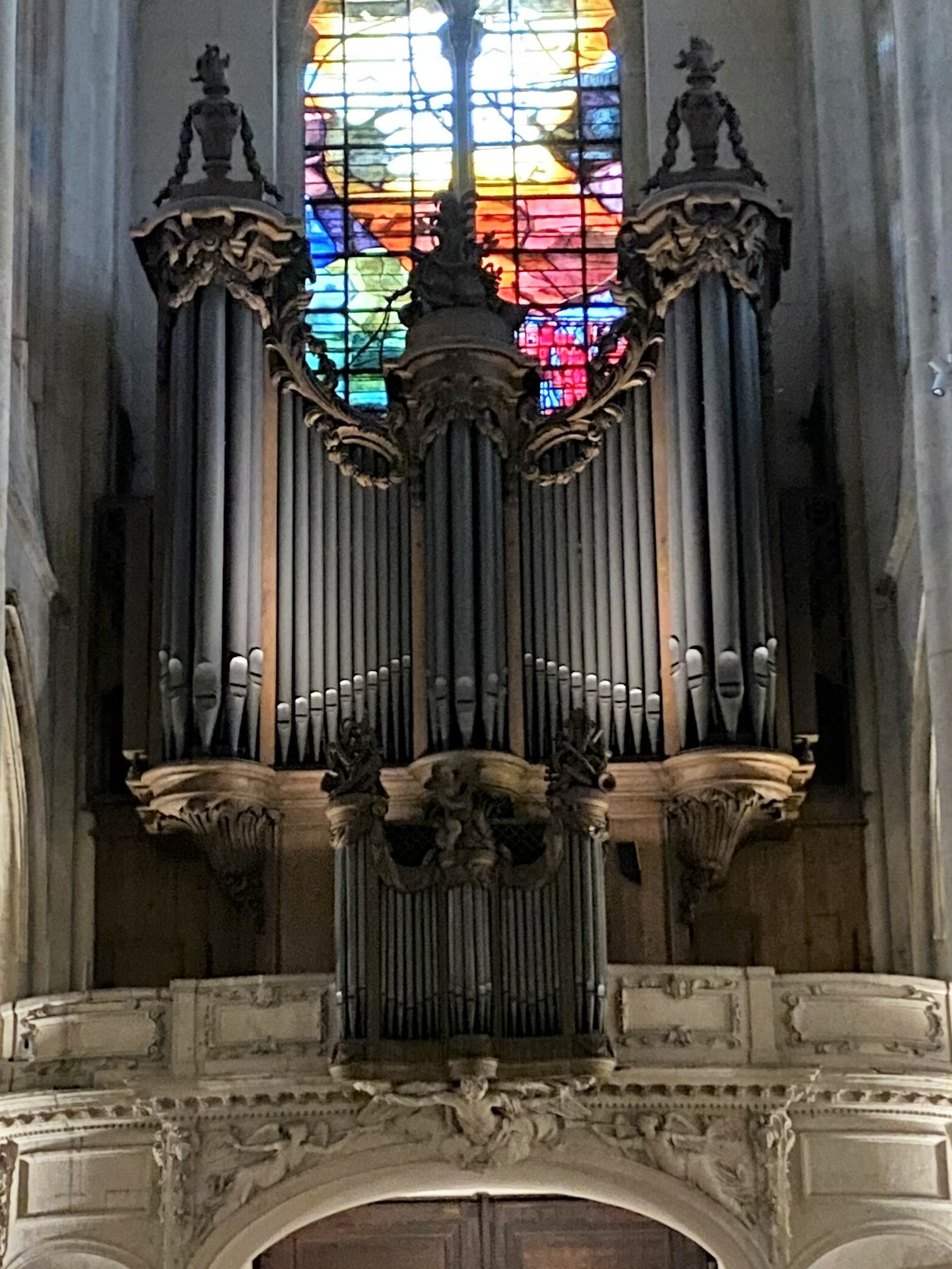
Grandes orgues (vue rapprochée).

L'orgue de St-Gervais est l'un des plus anciens de Paris. Il a été construit par François-Henri Clicquot entre 1766 et 1768, en remplacement d’un instrument dont la construction a débuté en 1601 par Languedul et qui a été plusieurs fois remanié par Thierry. Lors de la construction du nouvel instrument, Clicquot a utilisé des parties de l'ancien orgue. Il a eu la chance d’être préservé de toutes modifications au cours des XIXe et XXe siècles, grâce à l’exemplarité des curés et titulaires de l’époque qui avaient conscience de la valeur matérielle et historique de l’orgue.
Relevé en 1812 et 1843, par Dallery, il fut restauré en 1920-1924 et 1967-1973. La plupart des 41 jeux sont anciens, ce qui est extraordinaire pour un orgue parisien. 17 jeux sont du XVIIe siècle, 15 jeux sont du XVIIIe, et 5 jeux ont été reconstruits en 1974. De plus, toute la soufflerie est d’origine.
La famille Couperin s'y est illustrée aux XVIIe et XVIIIe siècles, fournissant à l'église tous ses organistes titulaires depuis Louis Couperin (1626-1661) jusqu'à son arrière-arrière-petite-nièce Céleste-Thérèse (1792-1860). Jean-Nicolas Marrigues accèdera ensuite à la tribune vers 1830 : il y formera notamment Alexandre-Pierre-François Boëly.
Les organistes titulaires sont : Aude Heurtematte, Nicolas Bucher, Gaétan Jarry, Grellety Bosviel, Élise Friot (pour les offices de semaine).
Certains concerts y sont organisés chaque premier samedi du mois à 16h (septembre-juillet)

#### Composition de l’orgue
Trois claviers de 51 notes, un clavier de 32 notes, un clavier de 27 notes et pédalier de 28 notes.
| I Positif          |        |
| Montre             | 08′    |
| Bourdon            | 08′    |
| Montre             | 04′    |
| Nazard             | 02/3′  |
| Doublette          | 02′    |
| Tierce             | 013/5′ |
| Larigot            | 01/3′  |
| Plein-jeu V rangs0 |        |
| Cromorne           | 08′    |
| Trompette          | 08′    |
| Clairon            | 04'    |

| II Grand Orgue              |        |
| Montre                      | 16′    |
| Bourdon                     | 16′    |
| Montre                      | 08′    |
| Bourdon                     | 08′    |
| Dessus de flûte             | 04′    |
| Prestant                    | 04′    |
| Nazard                      | 02/3′  |
| Quarte                      | 02′    |
| Doublette                   | 02′    |
| Tierce                      | 013/5′ |
| Grosse fourniture II rangs0 |        |
| Fourniture III rangs0       |        |
| Cymbale IV rangs0           |        |
| CornetV rangs0              |        |
| Grosse trompette            | 08′    |
| Trompette                   | 08′    |
| Voix humaine                | 08′    |
| Clairon                     | 04′    |

| III Bombarde |     |
| Bombarde     | 16′ |

| IV Récit        |     |
| Cornet V rangs0 |     |
| Hautbois        | 08′ |

| V Echo    |       |
| Flûte     | 08′   |
| Nazard    | 02/3′ |
| Trompette | 08′   |

| Pédale    |     |
| Bourdon   | 16′ |
| Flûte     | 8′  |
| Flûte     | 8′  |
| Bombarde  | 16′ |
| Trompette | 8′  |
| Clairon   | 4′  |

- Accessoires :
  - Accouplements Positif/GO.

#### L'orgue de chœur
Orgue Daublaine-Callinet (1845) dans son buffet XIXe siècle ; revu par Gutschenritter (1967) et Bernard Dargassies (1992).
La console comporte 2 claviers de 54 notes et un pédalier de 30 notes ; traction mécanique des claviers et des jeux ; 16 jeux, dont, (15 réels).

Les orgues sises aux transepts
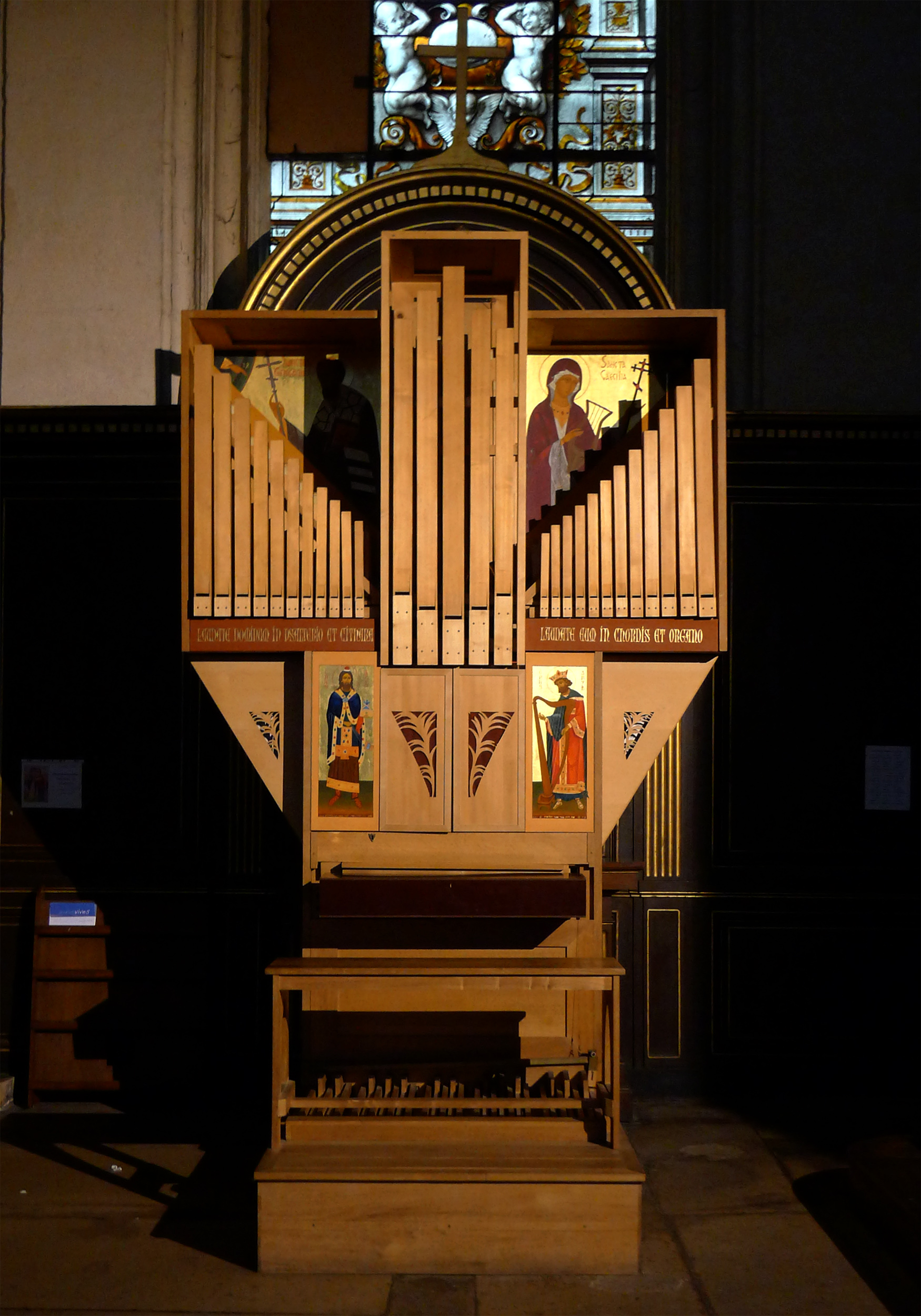
L'orgue du transept nord.
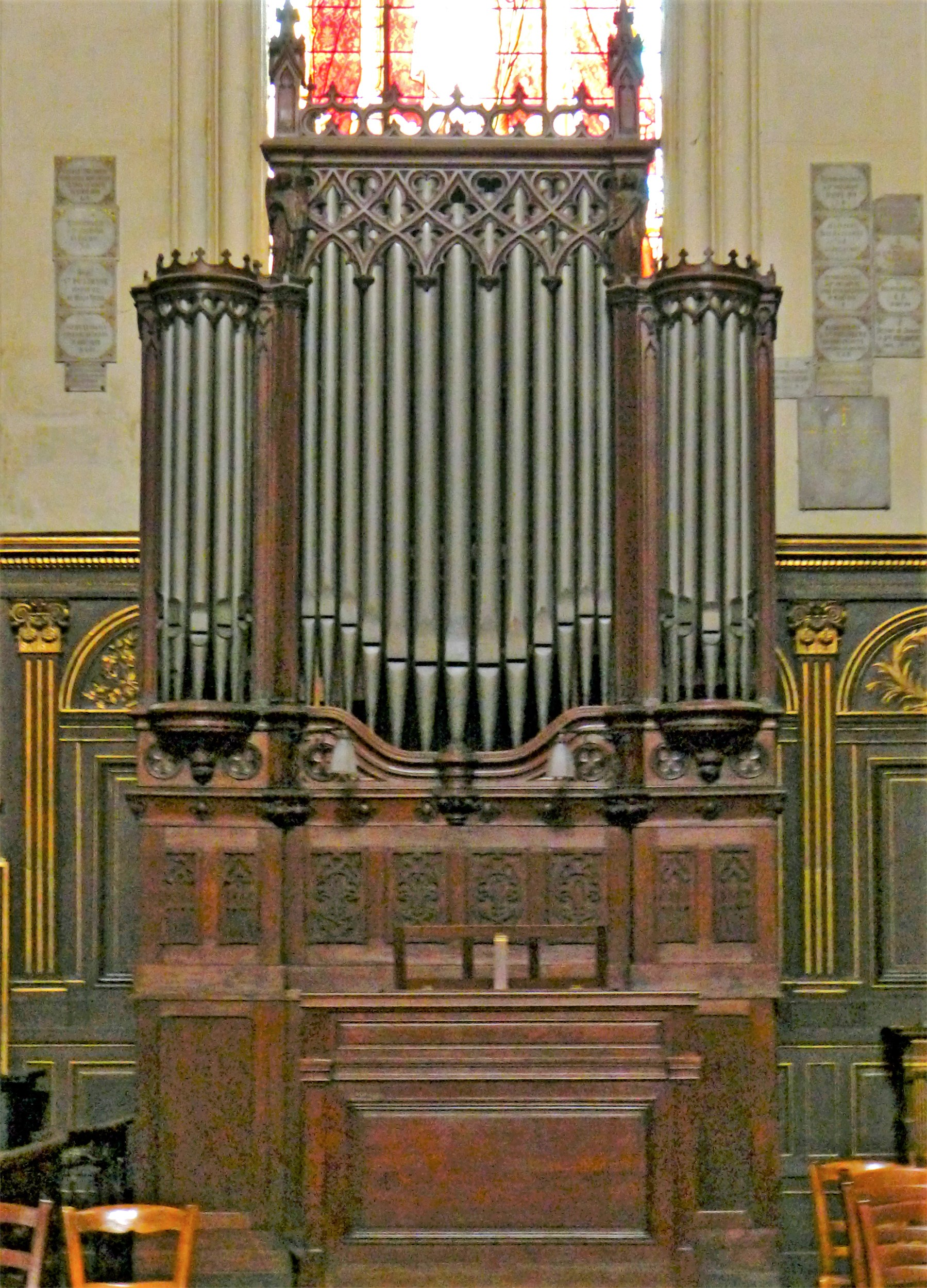
L'orgue du transept sud.

## Personnalités
- Barbe Acarie (1566 - 1618), mystique parisienne et paroissienne de Saint-Gervais.
- Nicolas de Bouillé (1722 - 1767), chanoine de Lyon, premier aumonier du Roi, a été inhumé le 23 février 1767 dans le chœur de l'église Saint-Gervais-Saint-Protais, où se trouve une épitaphe.
- Paul Scarron (1610-1660) fut inhumé dans l'église Saint-Gervais. Lui-même rappelle ses souffrances dans sa propre épitaphe, devenue célèbre :

« Celui qui cy maintenant dort
Fit plus de pitié que d'envie,
Et souffrit mille fois la mort
Avant que de perdre la vie.
Passant, ne fais ici de bruit
Garde bien que tu ne l'éveilles :
Car voici la première nuit
Que le pauvre Scarron sommeille ».
Il fut non seulement un grand poète mais aussi l'époux de Françoise d'Aubigné, future Madame de Maintenon.
- Rose-Marie Ormond (1893-1918) est tuée lors du bombardement de l'église Saint-Gervais le 29 mars 1918.

### Organistes et compositeurs, la famille Couperin

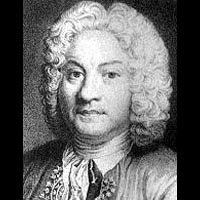
François Couperin, compositeur et organiste.

- Louis Couperin (1626 - 1661) devient en 1653 organiste titulaire de l'église Saint-Gervais (à sa suite, cette charge restera dans la famille Couperin jusqu'au début du XIXe siècle).
- Charles Couperin (1638 - 1679), frère de Louis Couperin, titulaire à partir de 1661
- François Couperin (1668-1733), fils de Charles Couperin, titulaire à partir 1679, mais entre en fonction lors de ses 18 ans, en 1685. Il a été baptisé en l'église Saint-Gervais le 12 novembre 1668.
- Nicolas Couperin (1680 - 1748), fils de François Couperin, titulaire de 1733 à 1748
- Armand Louis Couperin (1727 - 1789), fils de Nicolas Couperin, titulaire à partir de 1748
- Pierre-Louis Couperin (1755 -1789) fils de Armand Louis Couperin, titulaire à partir de 1773
- Gervais-François Couperin (1759 -1826), fils de Armand Louis Couperin, titulaire de 1818 à 1826.
- Céleste-Thérèse Couperin (1792 - 1860), fille de Gervais-François Couperin, titulaire à partir de 1826, et pour quelques mois.